# Uso del blu

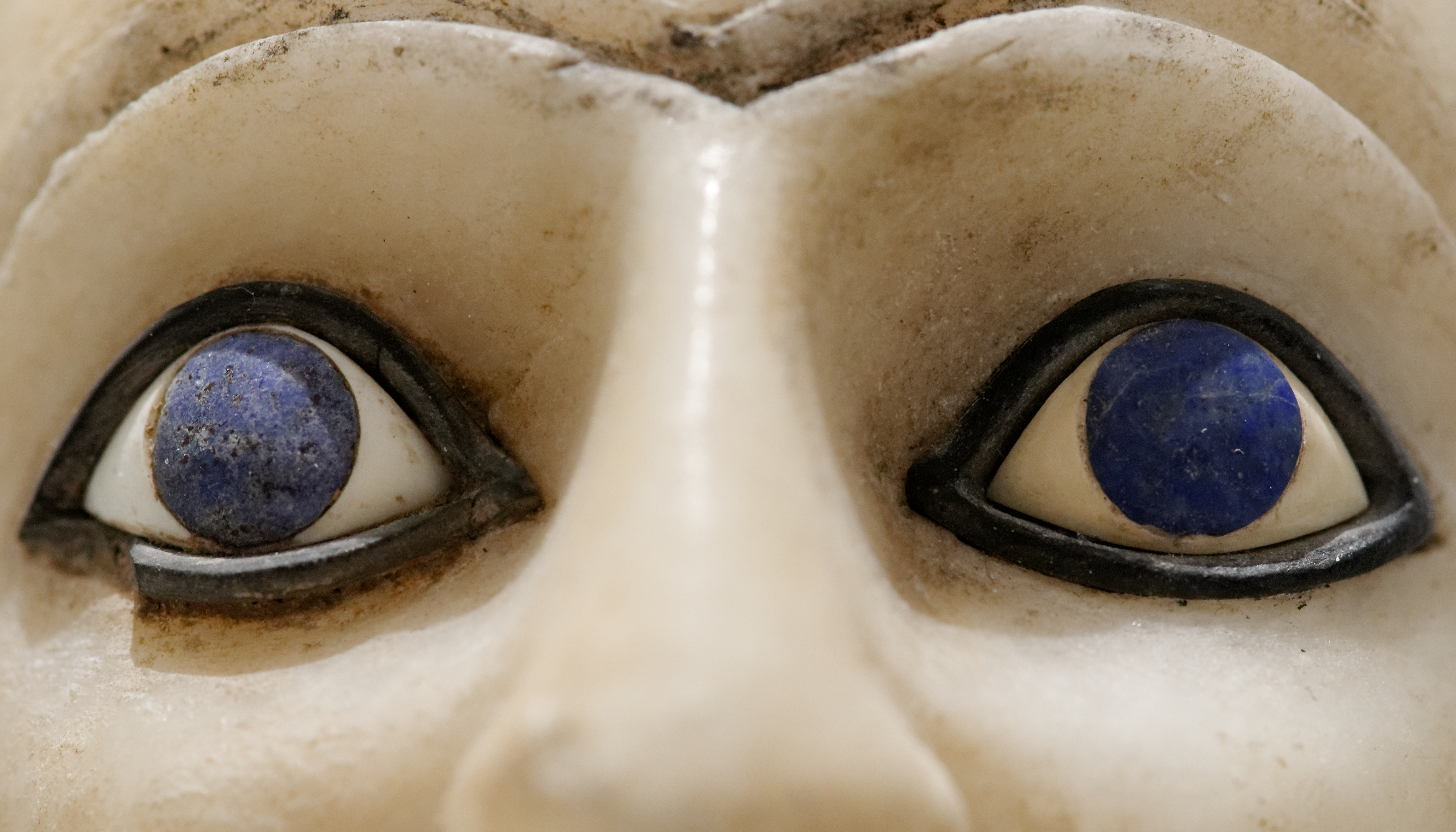
Primo piano degli intarsi in lapislazzuli delle iridi della statua di Ebih-Il (XXV secolo a.C.), rinvenuta nel tempio di Ishtar a Mari.

L'uso del colore blu nella storia umana, nell'arte, nella religione e per altri fini sociali, non risale alla notte dei tempi. Nelle pitture parietali del Paleolitico superiore si trovano rossi, neri, bruni e ocra di tutte le sfumature, ma non c'è posto per il blu. Anche in seguito, quando comparvero le prime tecniche di tintura degli abiti, l'uomo iniziò a tingere in blu molto tempo dopo il rosso, l'ocra, il rosa e il viola, a causa della costante difficoltà di fabbricare buoni coloranti e pigmenti di quel colore. I primi coloranti blu conosciuti furono pertanto ritenuti preziosi, prodotti di origine vegetale - il guado in Europa, l'indaco in Asia e in Africa -, mentre i primi pigmenti blu furono prodotti da minerali, di solito lapislazzuli o azzurrite.

## Nell'antichità
Il lapislazzuli, una pietra semipreziosa, è stato estratto in Afghanistan per più di tremila anni ed esportato in ogni parte del mondo antico. In Iran e in Mesopotamia veniva utilizzato per fabbricare gioielli e vasellame, mentre in Egitto venne impiegato per realizzare le sopracciglia della maschera funeraria di Tutankhamon (1341-1323 a.C.). Importare il lapislazzuli dall'Afghanistan all'Egitto con le carovane era molto dispendioso, pertanto, a partire dal 2500 a.C. circa, gli antichi egizi iniziarono a produrre un proprio pigmento blu, noto come blu egiziano, macinando silice, calce, rame e alcali e riscaldando il tutto a 800-900 °C. Quello che ricavavano attraverso questo procedimento è considerato il primo pigmento sintetico mai realizzato. Il blu egiziano veniva usato per dipingere su legno, papiro e tela e per colorare perline, intarsi e vasi di maiolica. Era particolarmente usato in statue e figurine funebri e nei dipinti che ornavano le pareti delle tombe. Il blu era considerato un colore benevolo che avrebbe protetto i morti dal male nell'aldilà, quindi una tintura di questo colore veniva anche usata per colorare i tessuti con cui venivano avvolte le mummie.
In Egitto il blu era associato al cielo e alla divinità. Il dio Amon poteva rendere la sua pelle di questo colore in modo da poter volare, invisibile, attraverso i cieli. Il blu poteva anche proteggere dal male: molte persone nel bacino del Mediterraneo indossano ancora oggi un amuleto blu, che rappresenta l'occhio di Dio, per proteggersi dalle sventure. Vetri blu venivano prodotti in Mesopotamia e in Egitto già a partire dal 2500 a.C., utilizzando gli stessi ingredienti a base di rame del blu egiziano. I minerali di cobalto fornivano un blu più profondo di quello del rame; queste ricette furono usate con scarse modifiche nel Medioevo per le grandiose vetrate istoriate delle cattedrali di Saint-Denis e di Chartres. La Porta di Ishtar dell'antica Babilonia (604-562 a.C.) era decorata con mattoni smaltati di colore blu scuro, sui quali spiccano le raffigurazioni di leoni, draghi e uri.
Gli antichi greci classificavano i colori in base al fatto che fossero chiari o scuri, piuttosto che in base alla loro tonalità. La parola greca per indicare il blu scuro, kyaneòs, poteva indicare anche il verde scuro, il viola, il nero o il marrone. Allo stesso tempo il termine glaukòs non esprimeva soltanto il blu chiaro, ma anche il verde chiaro, il grigio o il giallo. È stata rinvenuta fritta blu egizia nelle pitture murali di Cnosso a Creta, anteriori al 2100 a.C., sugli edifici del periodo miceneo della Grecia arcaica (verso il 1400 a.C.) e in vari manufatti lungo tutto l'arco della civiltà greca. Il blu non era uno dei quattro colori primari della pittura greca descritti da Plinio il Vecchio (rosso, giallo, nero e bianco), ma era comunque usato come colore di sfondo dietro i fregi sui templi e per colorare la barba delle statue.
A Roma vestirsi di blu era di solito considerato sminuente, eccentrico (soprattutto in età repubblicana e all'inizio dell'Impero) oppure era segno di lutto, ma per i romani il blu era soprattutto il colore dei barbari, celti e germani, che, a detta di Cesare e di Tacito, avevano l'abitudine di tingersi il corpo di questo colore per spaventare i loro avversari. Ovidio aggiunge che i germani da vecchi si tingevano i capelli con il guado per coprire i capelli bianchi. Nonostante questo, anche i romani fecero un ampio uso del blu nelle decorazioni. L'indaco era importato dall'India: i greci lo chiamavano indikós, e Vitruvio narra che i pittori romani lo usavano nel I secolo a.C. Oltre a questo i romani usavano anche il blu egiziano: si trova non solo sulle pareti di Pompei ma anche immagazzinato nelle botteghe di colori della città, così come nelle tombe di pittori romani. I romani usavano molte parole diverse per indicare le varie varietà di blu, tra cui caeruleus, caesius, glaucus, cyaneus, lividus, venetus, aerius e ferreus, il che favorirà in seguito l'introduzione di due parole nuove nel lessico latino per designare il blu, l'una venuta dalle lingue germaniche (blavus), l'altra dall'arabo (azureus). Sono tali parole che finiranno col prendere il sopravvento sulle altre e coll'imporsi nelle lingue romanze. Così in francese, in italiano e in spagnolo le due parole più comuni per designare il colore blu non sono un retaggio del latino ma del tedesco e dell'arabo: «blu» (blau) e «azzurro» (lazaward).

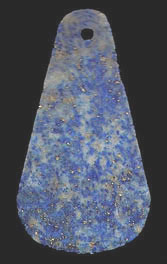
Pendente in lapislazzuli rinvenuto in Mesopotamia (2900 a.C. ca.).
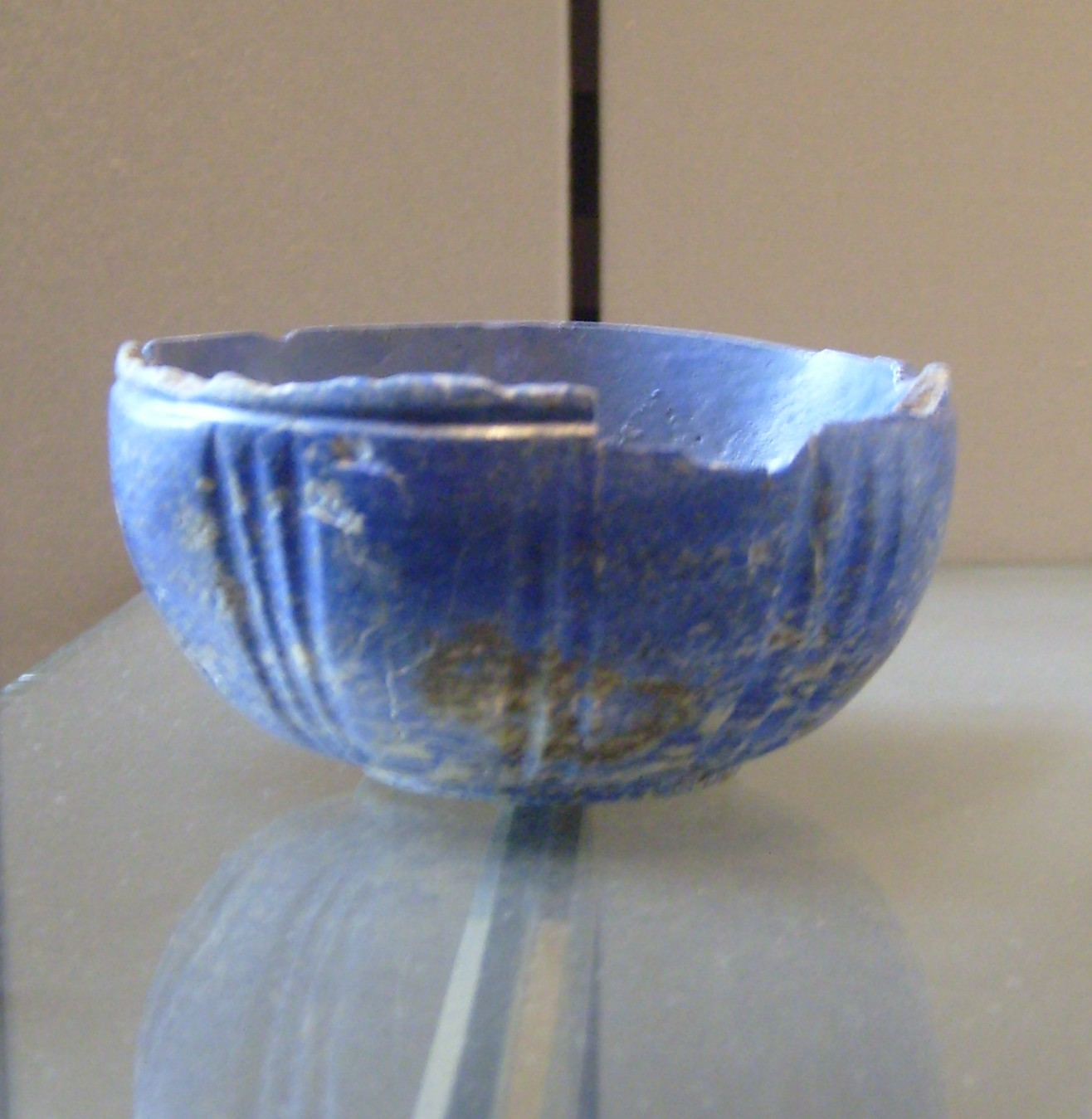
Ciotola in lapislazzuli rinvenuta in Iran (fine del III-inizio del II millennio a.C.).
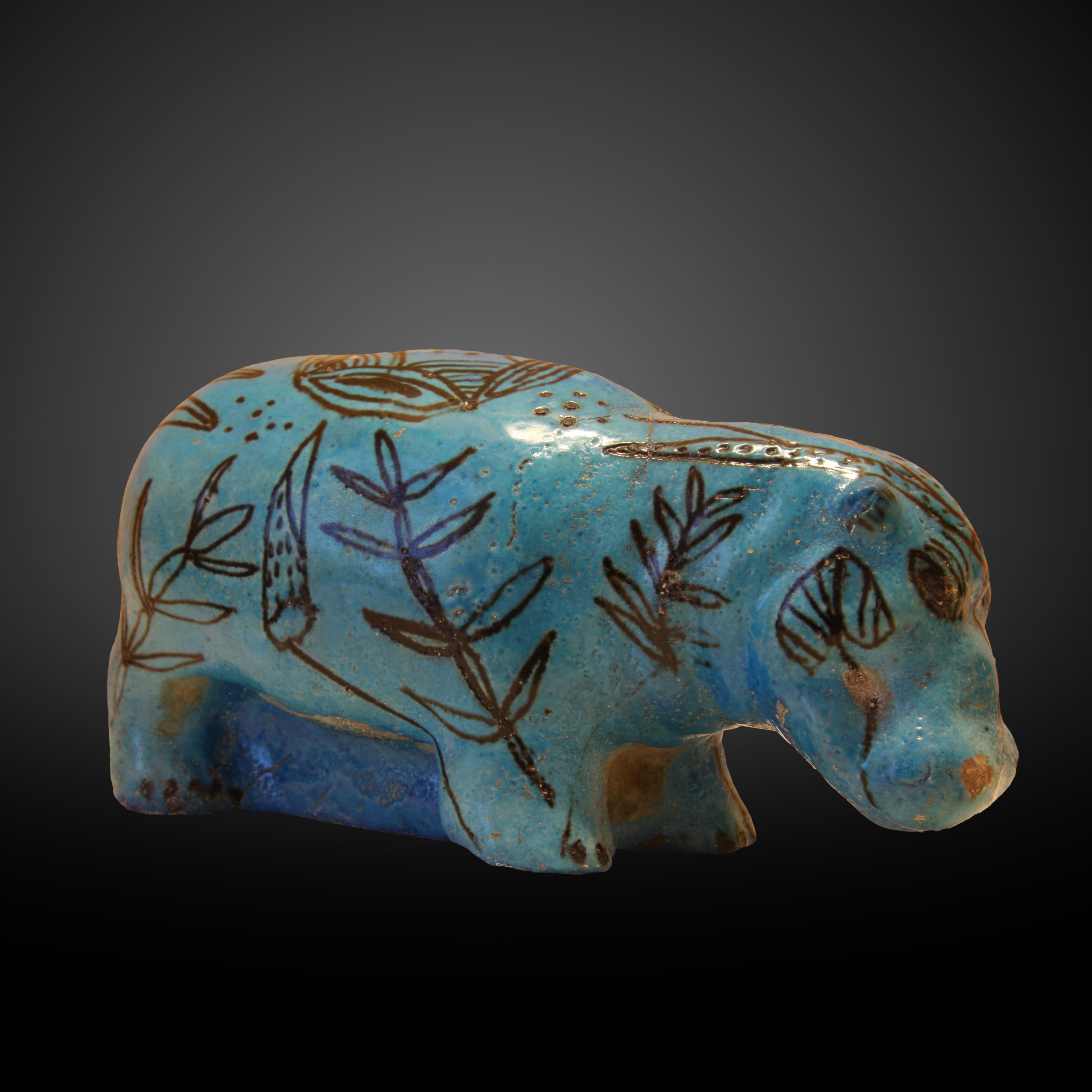
Un ippopotamo decorato con foglie acquatiche, fatto di maiolica smaltata di blu per sembrare di lapislazzuli (2033-1710 a.C.).
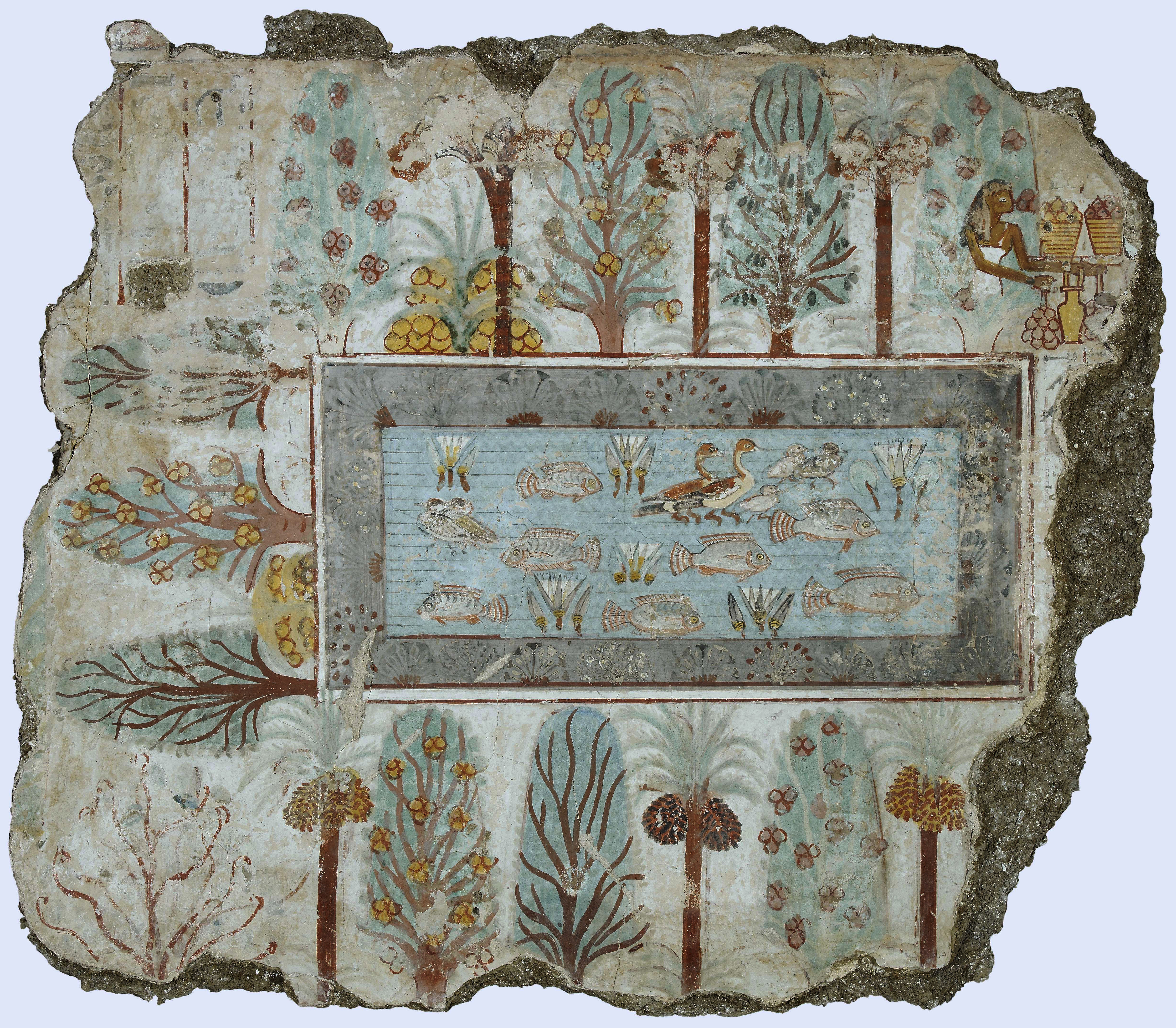
Blu egiziano in un dipinto tombale (1500 a.C. ca.).
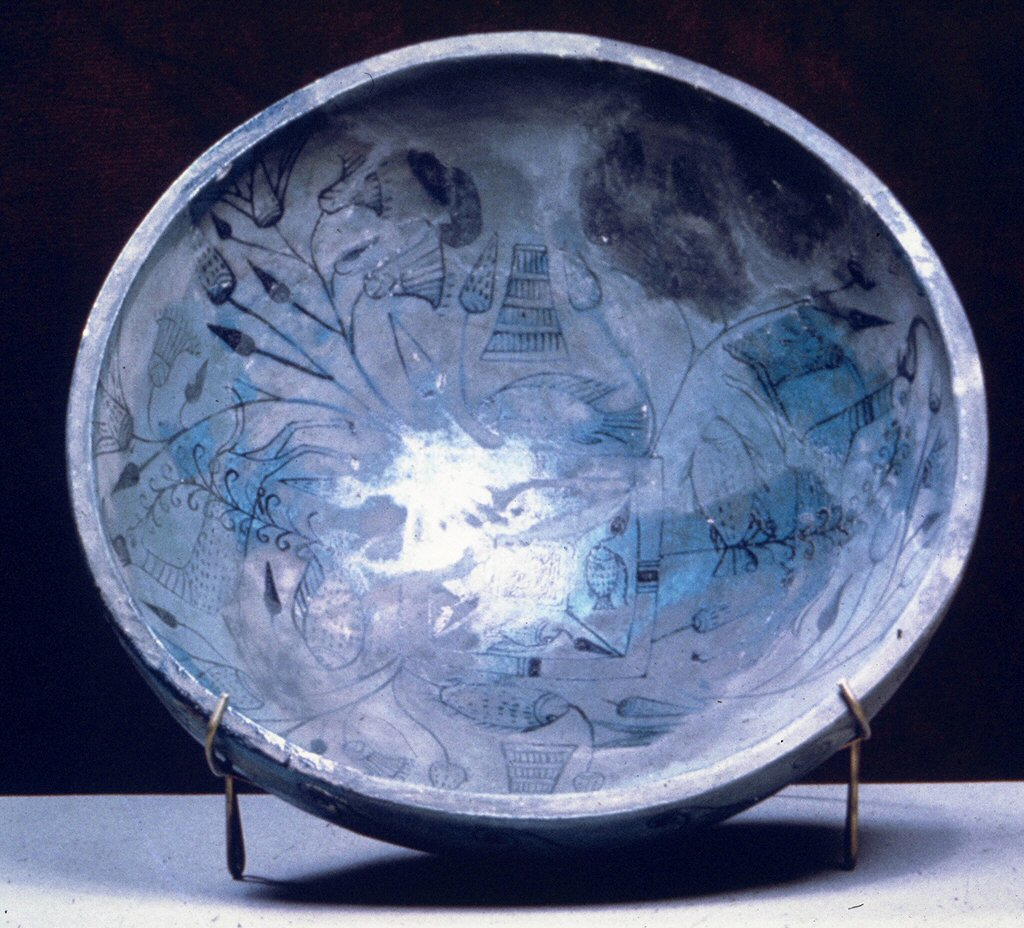
Ciotola egiziana di maiolica (1550-1450 a.C. ca.).
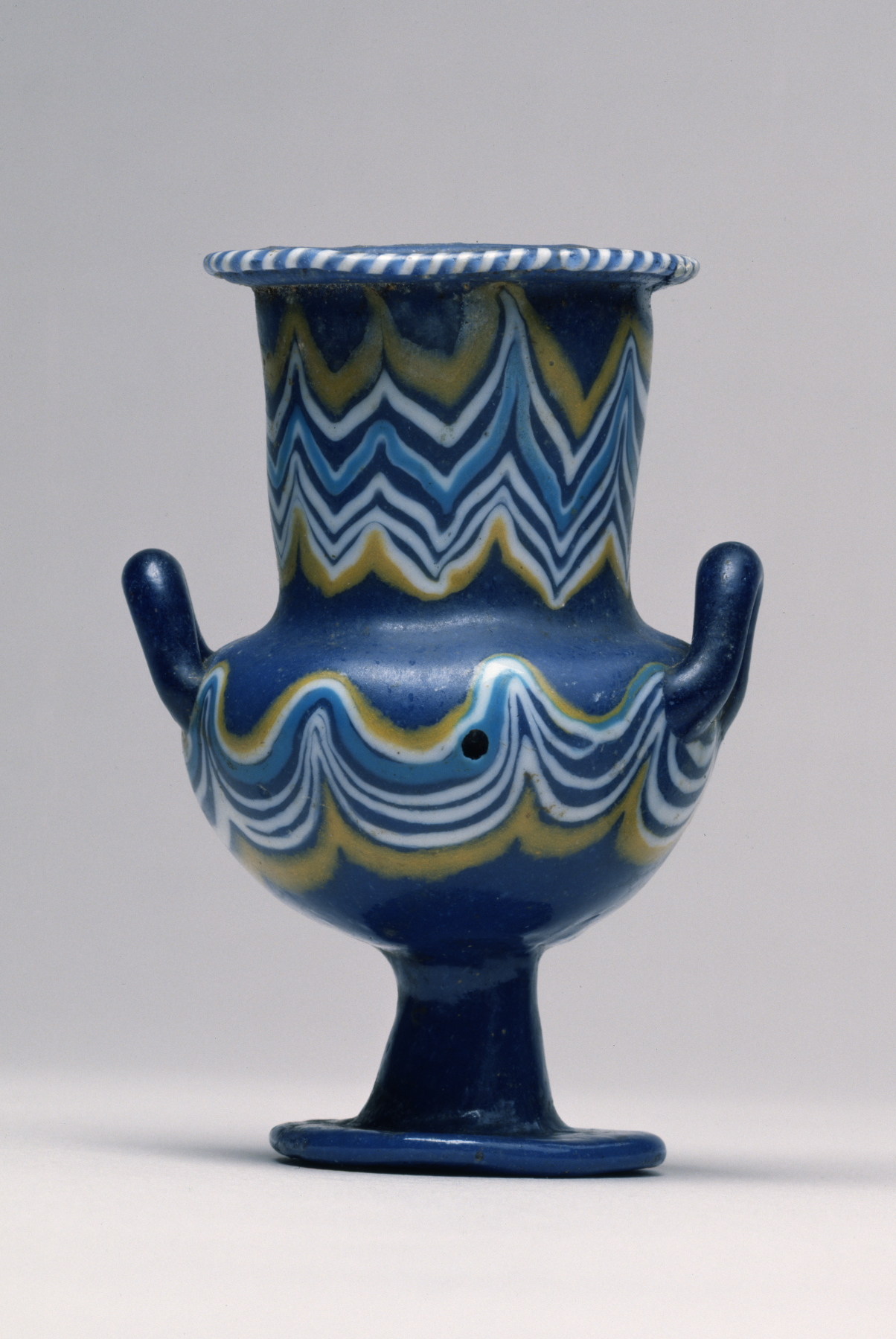
Vaso di vetro colorato al cobalto proveniente dall'antico Egitto (1450-1350 a.C.).
Statuina di servitore proveniente dalla tomba di Seti I (1324–1279 a.C.), realizzata con maiolica smaltata di blu per somigliare al turchese.
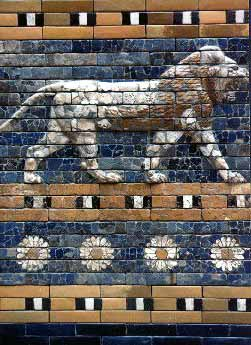
Leone che si staglia sullo sfondo blu della Porta di Ishtar dell'antica Babilonia (575 a.C.).
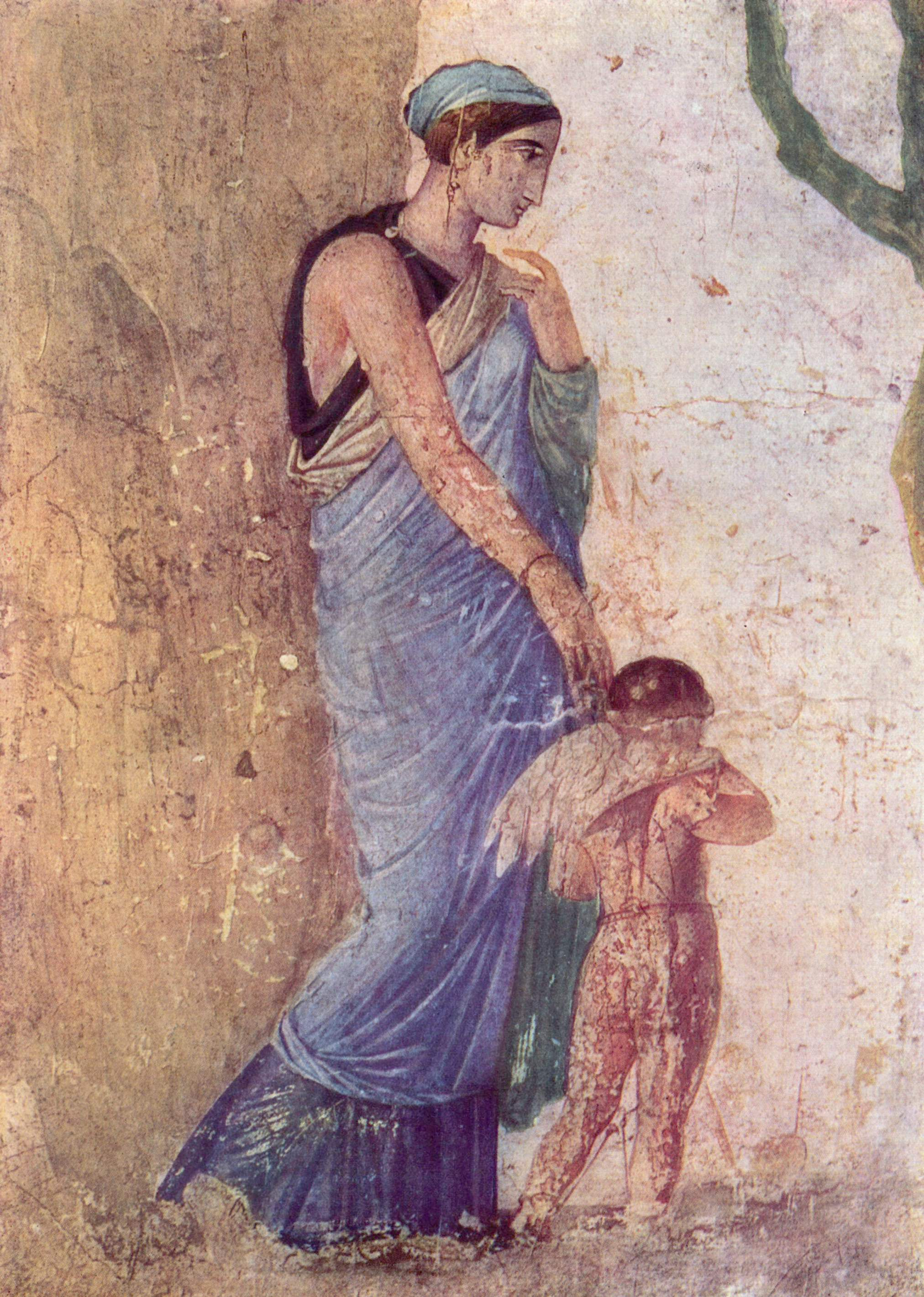
Dipinto parietale romano a Pompei raffigurante Venere con il figlio Eros (30 a.C. ca.).
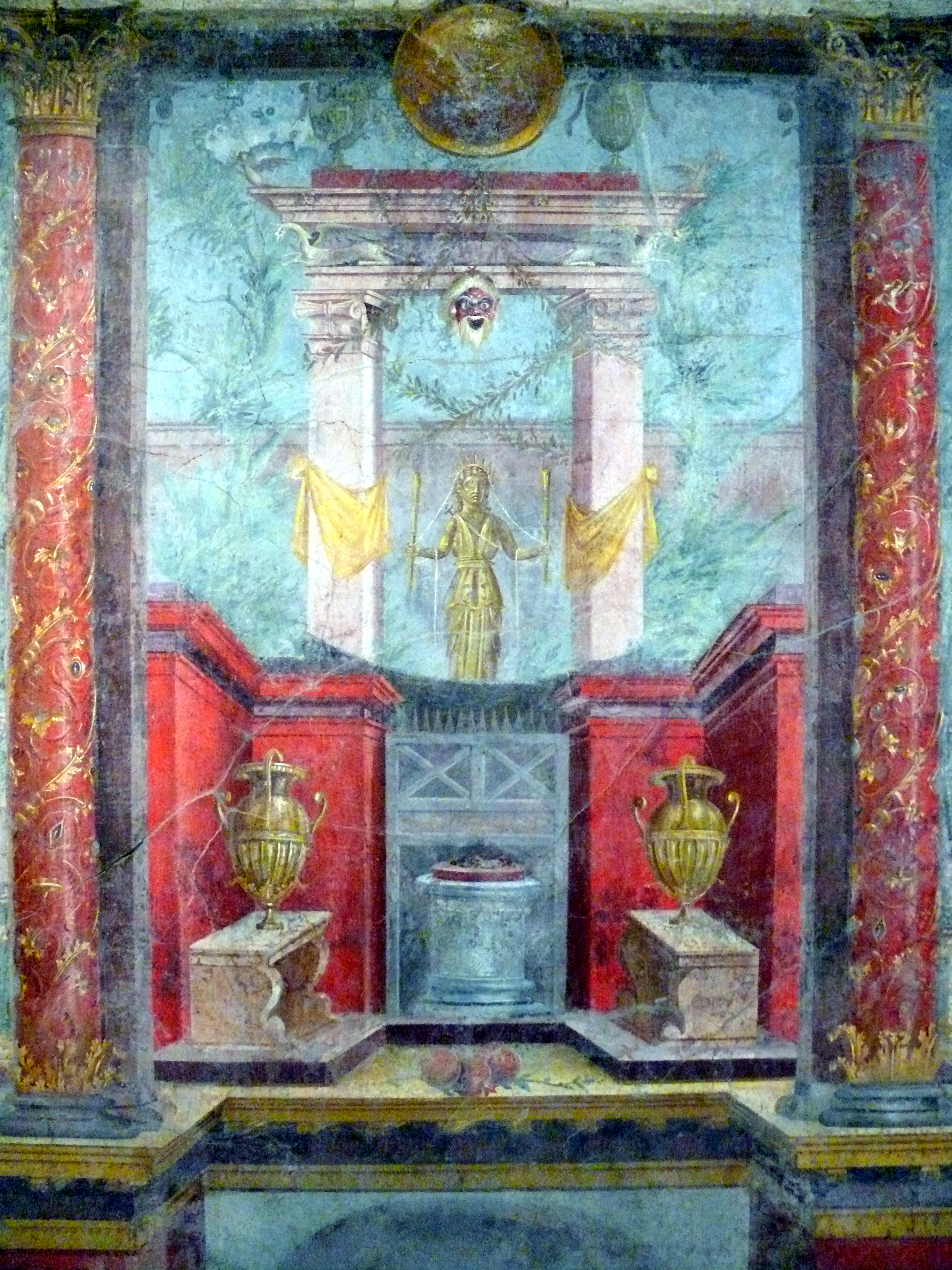
Affresco nella camera da letto della villa di Fannio Sinestore a Boscoreale (50-40 a.C.), oggi al Metropolitan Museum.
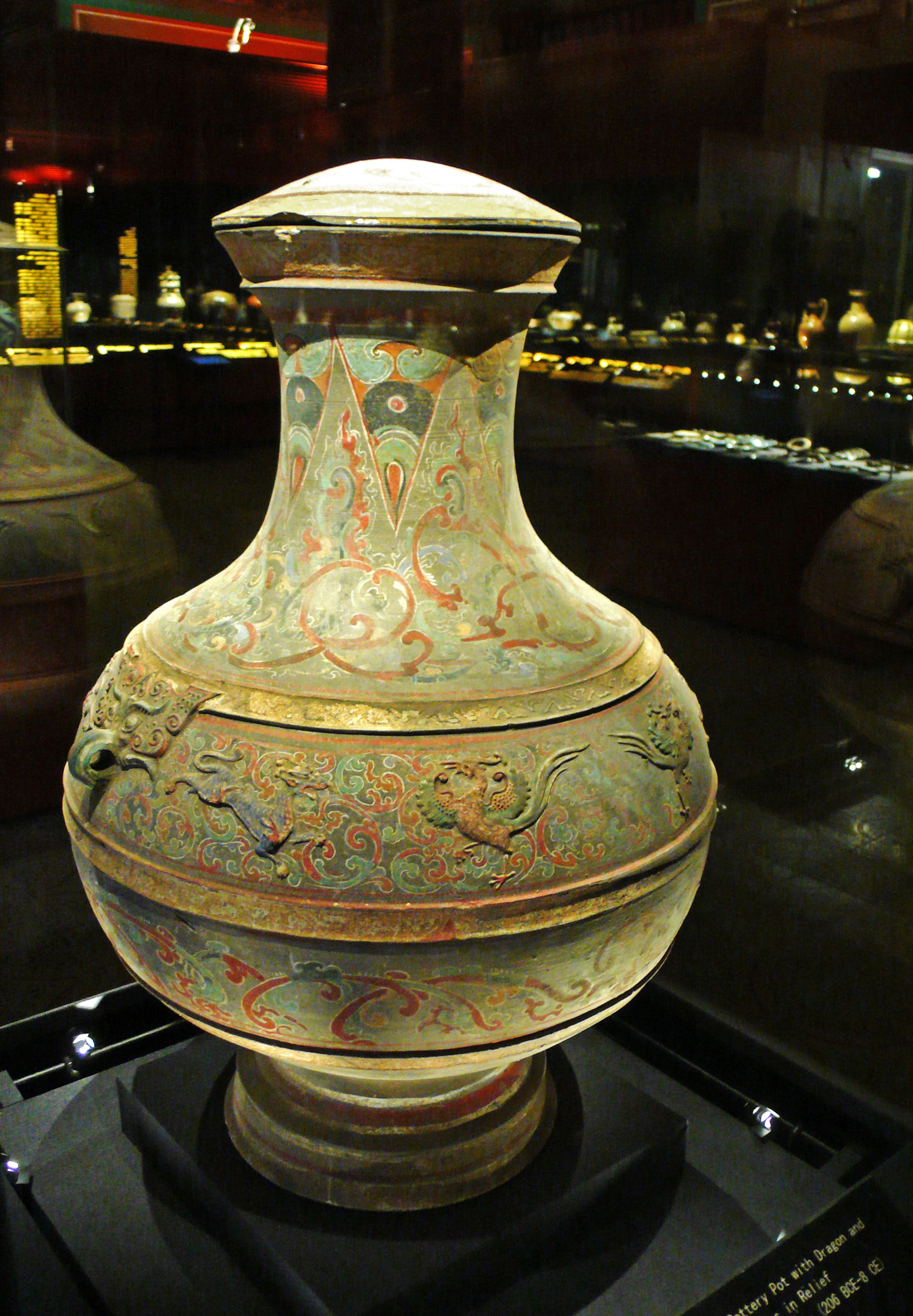
Vaso di ceramica dipinto di epoca Han (206 a.C.-220 d.C.).
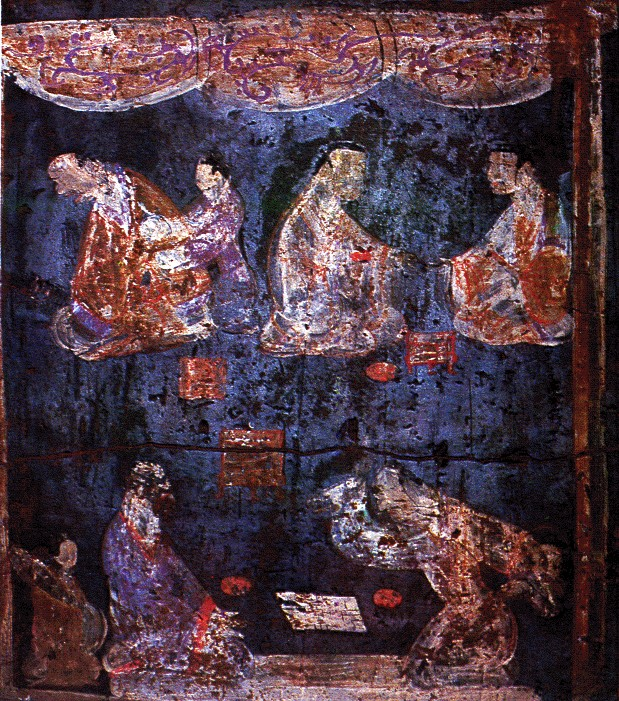
Dipinto in una tomba han (25-220 d.C.) nella provincia dell'Henan (Cina).

### Nell'impero bizantino e nel mondo islamico
Il blu scuro veniva ampiamente usato nell'arte bizantina. Cristo e la Vergine Maria di solito venivano raffigurati con vesti di colore blu scuro o viola e il blu veniva usato come colore di fondo per rappresentare il cielo nei magnifici mosaici che decoravano le chiese bizantine.
Nel mondo islamico il blu occupava un ruolo secondario rispetto al verde, ritenuto il colore preferito dal profeta Maometto. In alcuni periodi, nella Spagna moresca e in altre parti del mondo islamico, il blu era il colore indossato da cristiani ed ebrei, perché solo ai musulmani era consentito vestire di bianco e verde. Piastrelle decorative di colore blu scuro e turchese venivano utilizzate assiduamente per decorare le facciate e gli interni di moschee e palazzi dalla Spagna all'Asia centrale. Il pigmento di lapislazzuli veniva anche usato per creare il blu intenso delle miniature persiane.

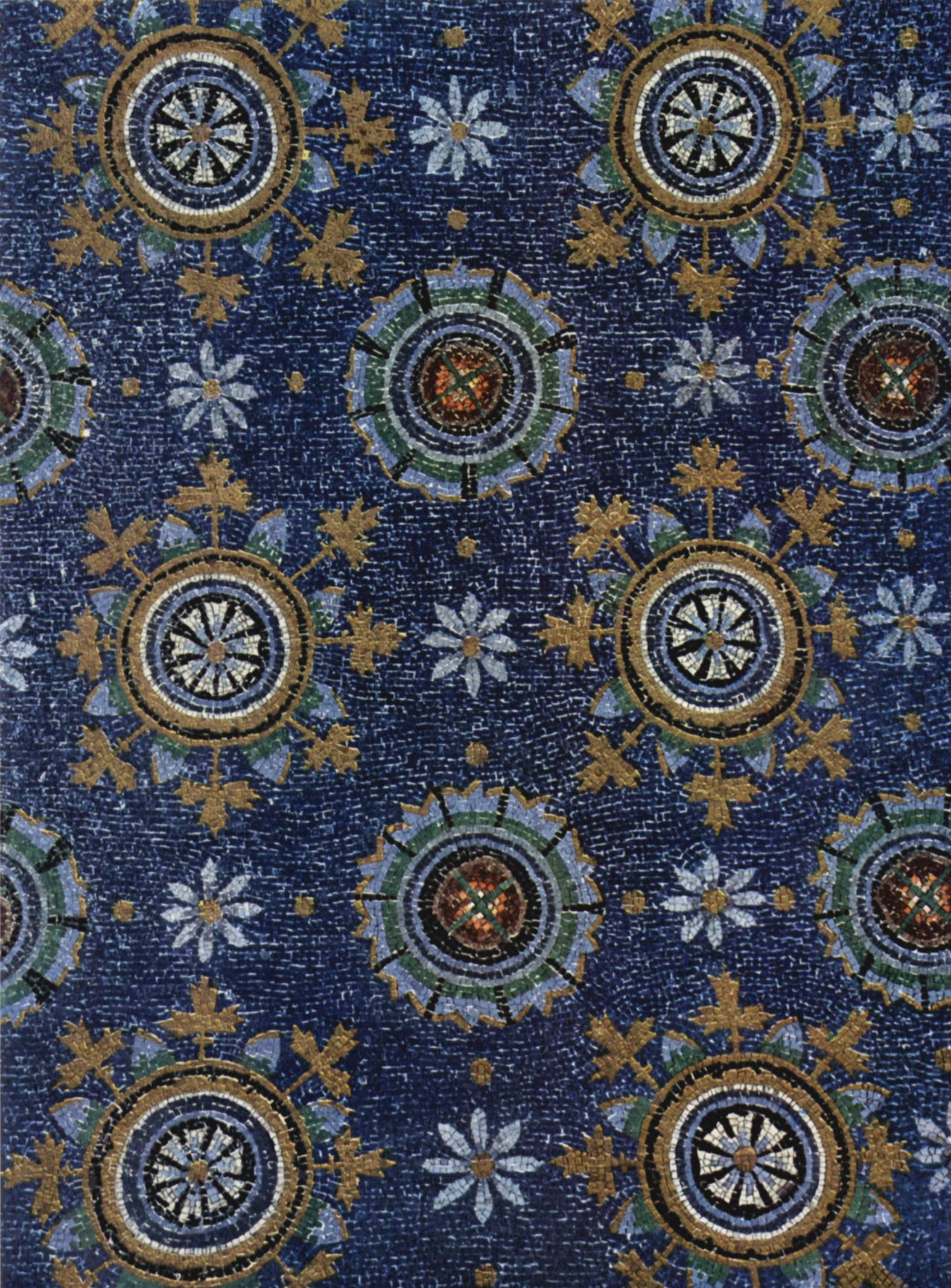
Il soffitto a mosaico blu raffigurante il cielo notturno nel mausoleo di Galla Placidia a Ravenna (V secolo).
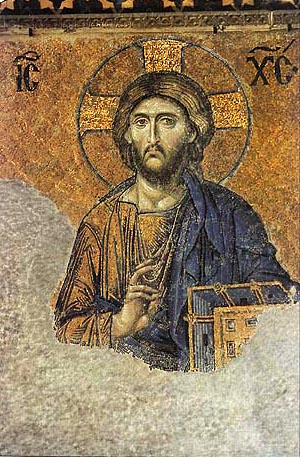
Il mantello blu di Cristo in un mosaico della chiesa di Santa Sofia a Istanbul (XIII secolo).
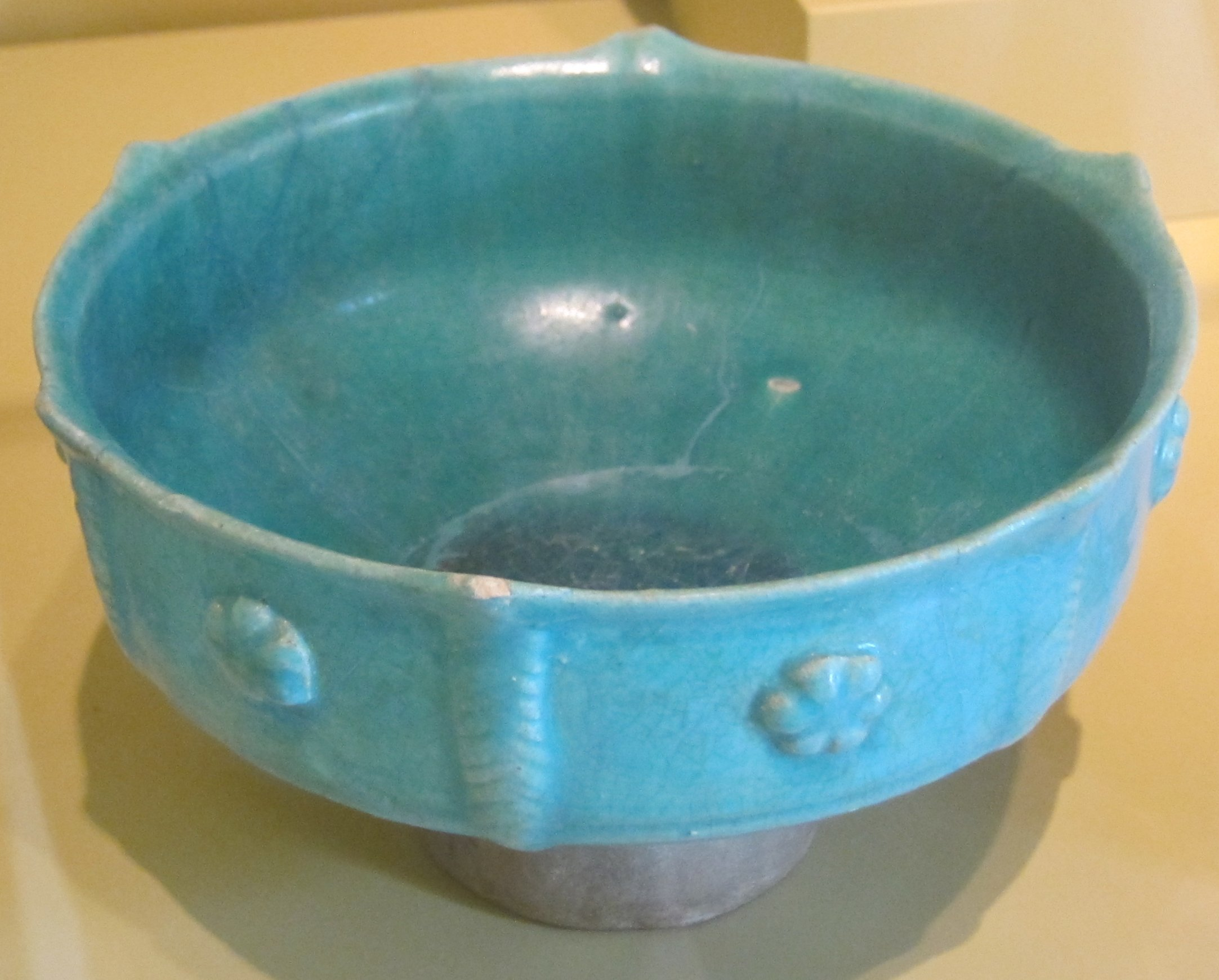
Ciotola in pietra smaltata dalla Persia (XII secolo).
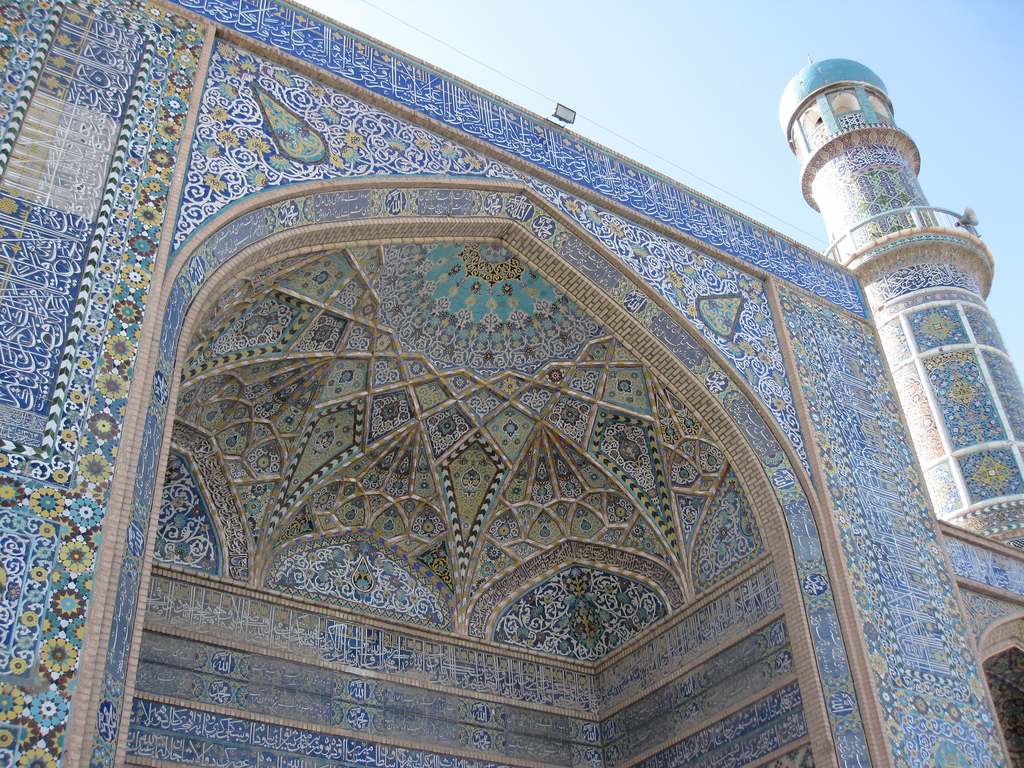
Piastrelle blu sulla facciata della Moschea del Venerdì a Herat, in Afghanistan (XV secolo).
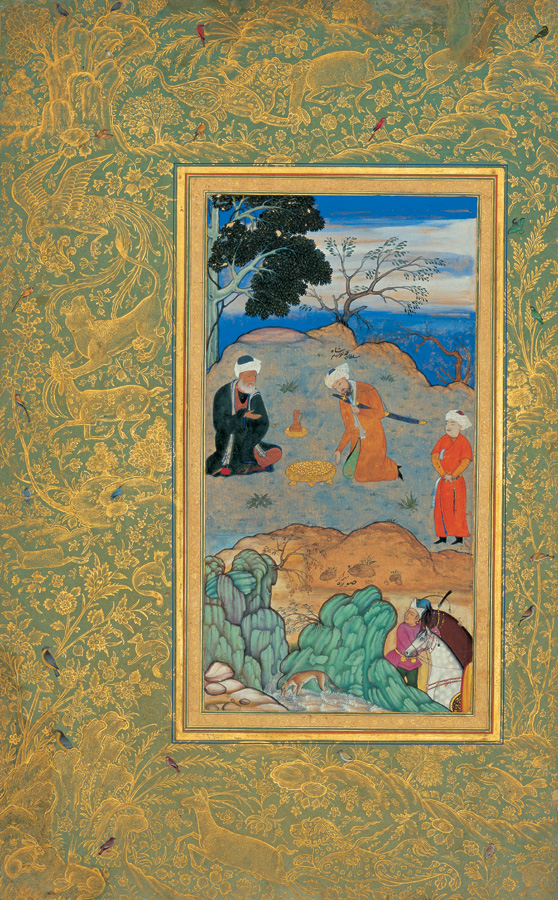
Miniatura persiana del XVI secolo.
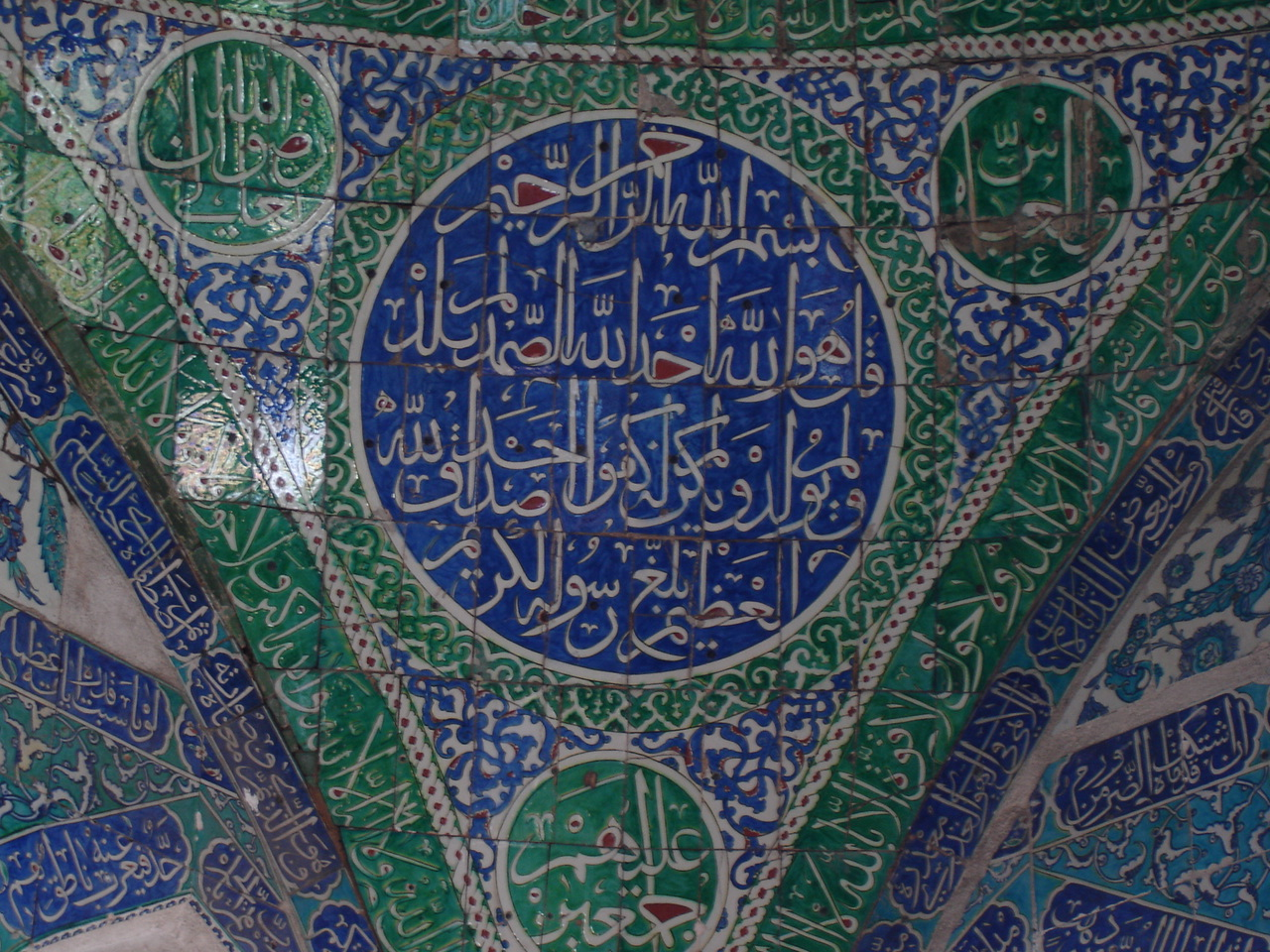
Decorazione nella sala di Murad III del Palazzo di Topkapı a Istanbul (XVI secolo).
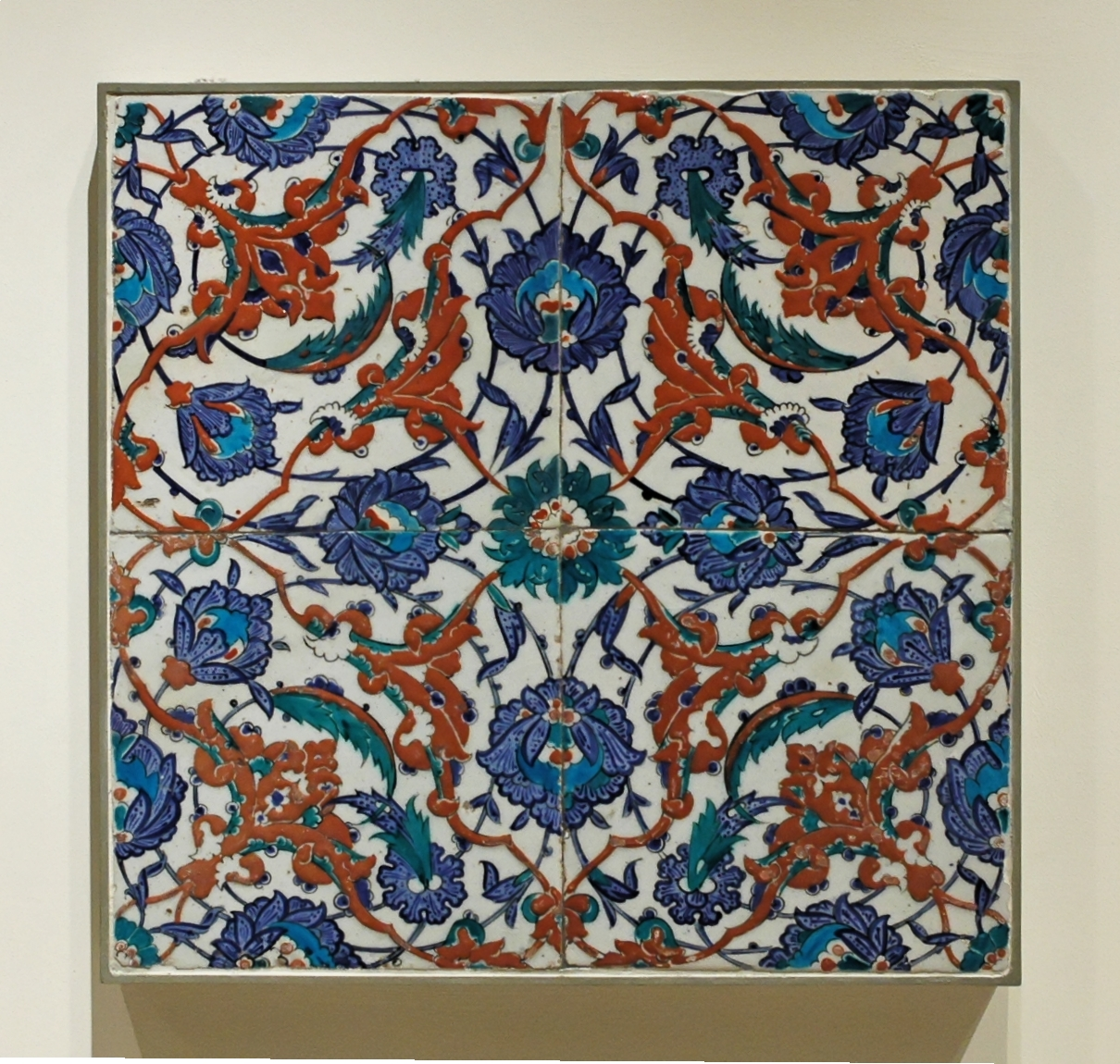
Piastrella con motivi floreali a İznik, in Turchia (seconda metà del XVI secolo).

### Durante il Medioevo
Nelle arti e nella vita quotidiana europea del primo Medioevo il blu ha avuto un ruolo minore. I nobili si vestivano di rosso o viola, mentre solo i poveri indossavano abiti blu, tinti con coloranti di scarsa qualità ricavati dalla pianta del guado. Il blu non aveva alcun ruolo nei ricchi costumi del clero o nell'architettura o decorazione delle chiese. Le cose cambiarono radicalmente tra il 1130 e il 1140 a Parigi, quando l'abate Sugerio fece ricostruire la basilica di Saint-Denis, installando vetrate colorate con il cobalto, che, combinate alla luce che filtrava dai vetri rossi, riempivano la chiesa di una luce viola-bluastra. Questa chiesa divenne una vera meraviglia del mondo cristiano e il colore diventò noto come «blu di Saint-Denis». Negli anni che seguirono vetrate blu ancora più eleganti furono installate in altre chiese, come la cattedrale di Chartres e la Sainte-Chapelle di Parigi.
Un altro importante fattore che contribuì ad accrescere il prestigio del colore blu nel XII secolo fu la venerazione della Vergine Maria e un cambiamento nei colori utilizzati per rappresentare i suoi abiti. Nei secoli precedenti, infatti, Maria veniva quasi sempre raffigurata con abiti di colore scuro: nero, grigio, bruno, viola, blu o verde cupo. Nello stesso periodo in pittura iniziò a diventare più frequente l'utilizzo di un nuovo pigmento più costoso importato dall'Asia, il blu oltremare, e il blu iniziò ad essere associato alla santità, all'umiltà e alla virtù.
Il blu oltremare veniva ricavato dal lapislazzuli, un minerale raro: in pratica l'unica fonte durante tutto il Medioevo furono le cave di Badakhshan, nell'attuale Afghanistan, alle sorgenti del fiume Oxus. Marco Polo visitò le cave nel 1271 e se ne meravigliò: «E quivi, innun'altra montagna, ove si cava l'azurro, e è 'l migliore e 'l più fine del mondo; e le pietre onde si fa l'azurro, è vena di terra. E àvi montagne ove si cava l'argento». Il lapislazzuli fu usato a volte come pigmento preparato con la semplice macinazione; compare, per esempio, in manoscritti bizantini dal VI al XII secolo, e in dipinti cinesi e indiani dell'XI. Ma a meno che la pietra fosse formata da lazurite molto pura, i risultati erano modesti. Nel blu oltremare le impurità venivano tolte attraverso un processo lungo e difficile, creando un blu carico e intenso. Dal momento che giungeva dall'altra sponda del Mediterraneo, ricevette il nome di blu oltremare (o bleu outremer in francese). Costava molto di più di qualsiasi altro colore e divenne il colore di lusso per i re e i principi d'Europa.
Il re Luigi IX di Francia, meglio noto come Luigi il Santo (1214-1270), divenne il primo sovrano francese a vestirsi regolarmente di blu, in seguito imitato da altri nobili. Anche il leggendario re Artù iniziò ad essere raffigurato vestito in blu. Lo stemma dei re di Francia divenne uno scudo azzurro o blu chiaro, cosparso di fleurs de lys o gigli dorati. Il blu uscì dall'oscurità per divenire il colore reale.
Una volta divenuto il colore dei re, il blu divenne anche il colore dei ricchi e potenti d'Europa. Nel Medioevo, in Francia e in parte dell'Italia, la tintura dei tessuti blu era consentita solo con una licenza rilasciata dalla corona o dallo stato. In Italia la tintura del blu era assegnata a una specifica corporazione, i tintori di guado, e non poteva essere eseguita da nessun altro senza incorrere in pene severe. All'epoca indossare abiti blu era indice di dignità e di ricchezza.
Oltre all'oltremare, un blu meno caro era ricavato dal minerale azzurrite, un carbonato basico di rame. Per gli artisti occidentali le sue fonti erano più vicine: ce n'erano infatti depositi nella Francia orientale, in Ungheria, Germania e Spagna. Già i romani lo utilizzavano e Plinio lo chiamava lapis armenius, rivelandone così la provenienza. Nell'Inghilterra medievale era spesso denominato «azzurro d'Alemagna», mentre i tedeschi stessi lo indicavano come Bergblau, «azzurro montagna». Macinata molto finemente, l'azzurrite produce una tonalità di celeste pallido con una punta di verde, molto adatta per i cieli. Albrecht Dürer, come la gran parte dei suoi compatrioti, si affidava soprattutto all'azzurrite locale per preparare i suoi blu migliori.
A queste tradizionali tinte azzurre il Medioevo ne aggiungeva un'altra: il tornasole, o folium in latino, estratto dalla pianta che i dotti medievali chiamavano «morella» e che è stata identificata con la Chrozophora tinctoria, originaria della Francia meridionale e chiamata maurelle in Provenza. Se ne ricavava un prodotto finale trasparente molto apprezzato per miniare i codici.
Un altro pigmento blu ancora era la polvere di vetro blu, contenente cobalto, detta «smaltino». La miglior qualità di smaltino aveva un tocco di porpora, che lo rendeva adatto a sostituire l'oltremare. Ma questa sua caratteristica diminuisce tristemente quando viene mescolato a un olio; lo smaltino rende meglio negli acquerelli o negli affreschi. Divenne particolarmente popolare nel XVII secolo, quando il blu oltremare divenne più difficile da ottenere. Venne impiegato, tra gli altri, da Tiziano, Tintoretto, Veronese, El Greco, van Dyck, Rubens e Rembrandt.

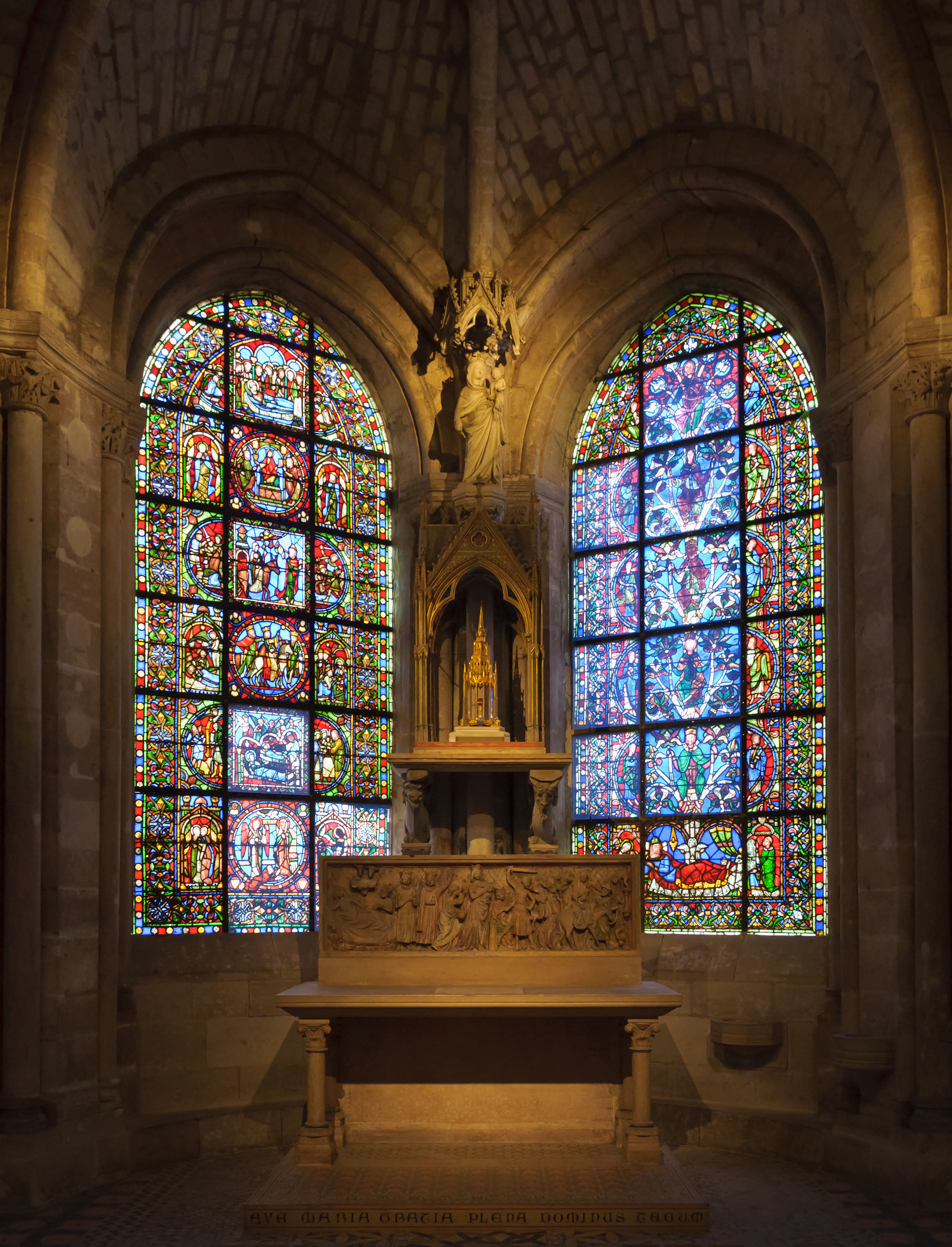
Vetrate della basilica di Saint-Denis (1141-1144).
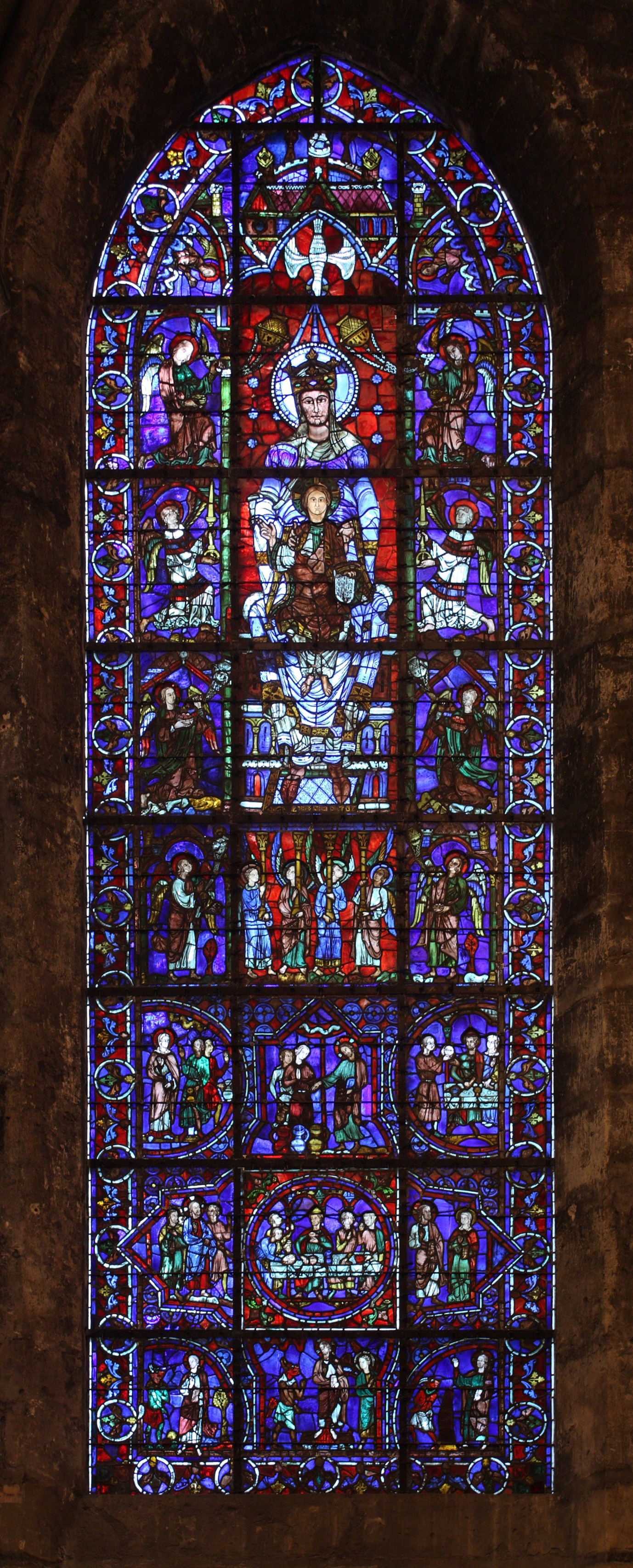
Vetrata della cattedrale Notre-Dame di Chartres (1180-1225).
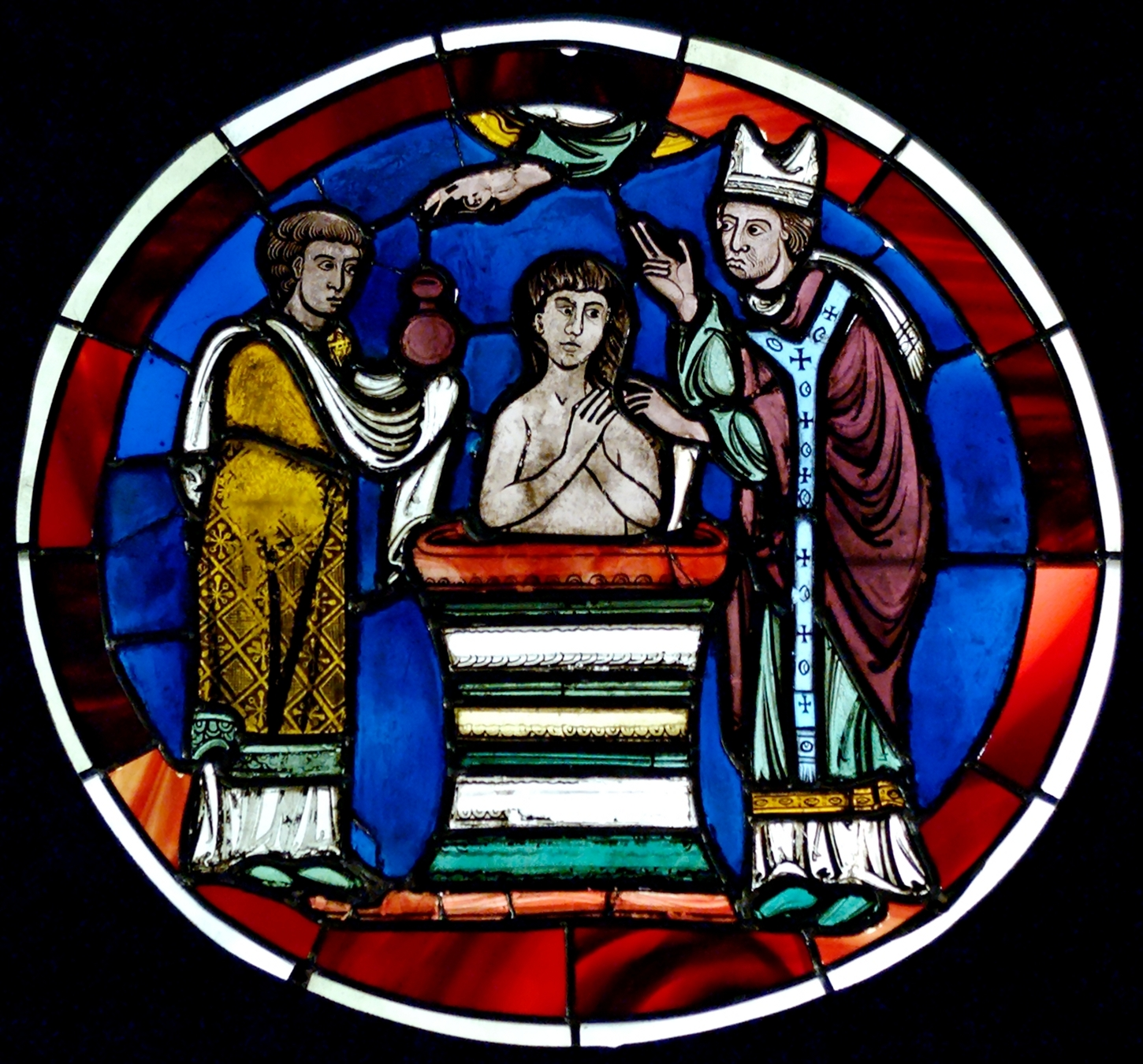
Dettaglio di vetrata della Sainte-Chapelle (1250).
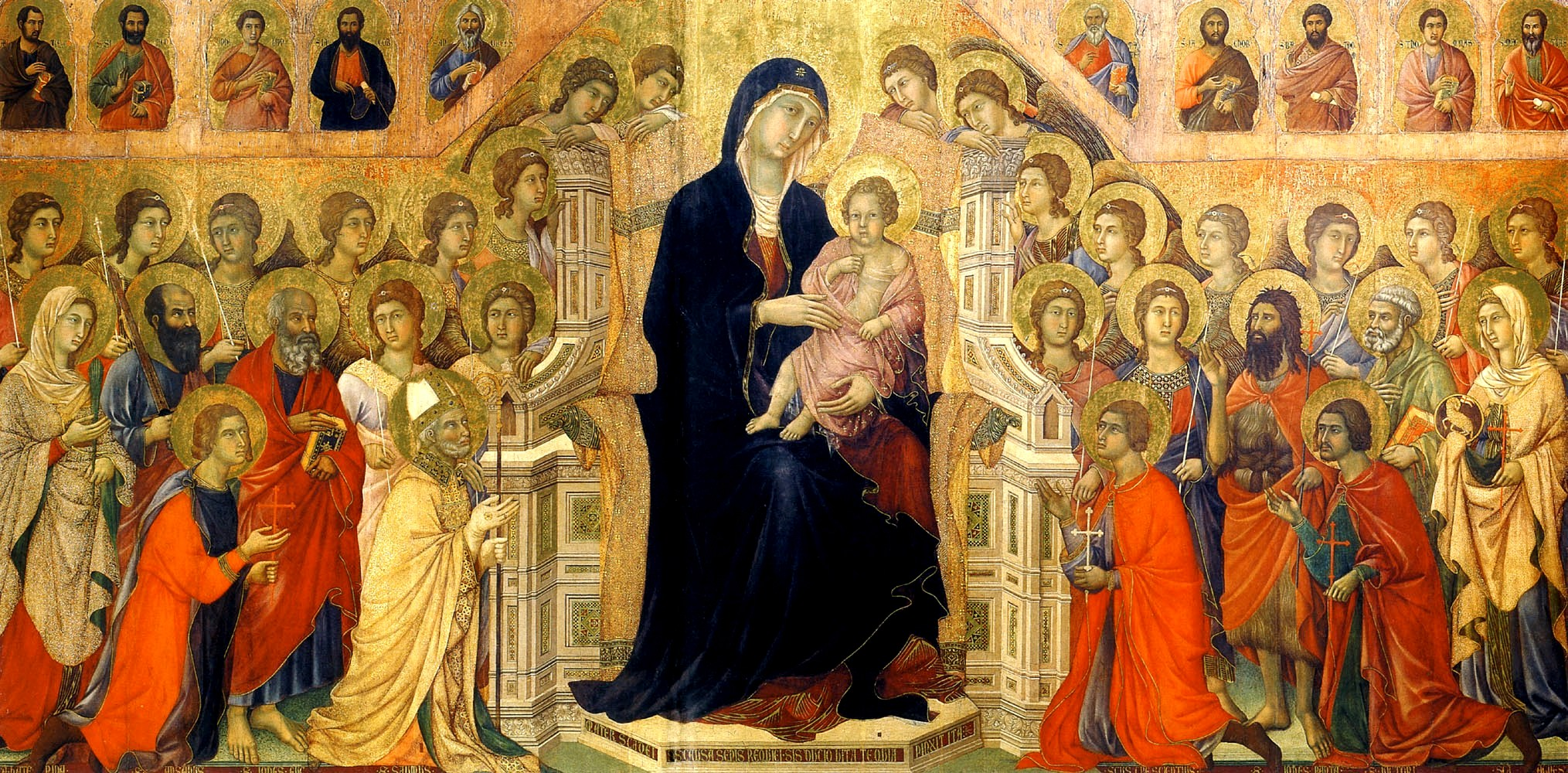
La veste della Vergine Maria della Maestà del Duomo di Siena di Duccio di Buoninsegna (1308) è dipinto con blu oltremare. Il blu divenne il colore della santità, della virtù e dell'umiltà.
Nel XII secolo il blu divenne parte dello stemma reale di Francia.
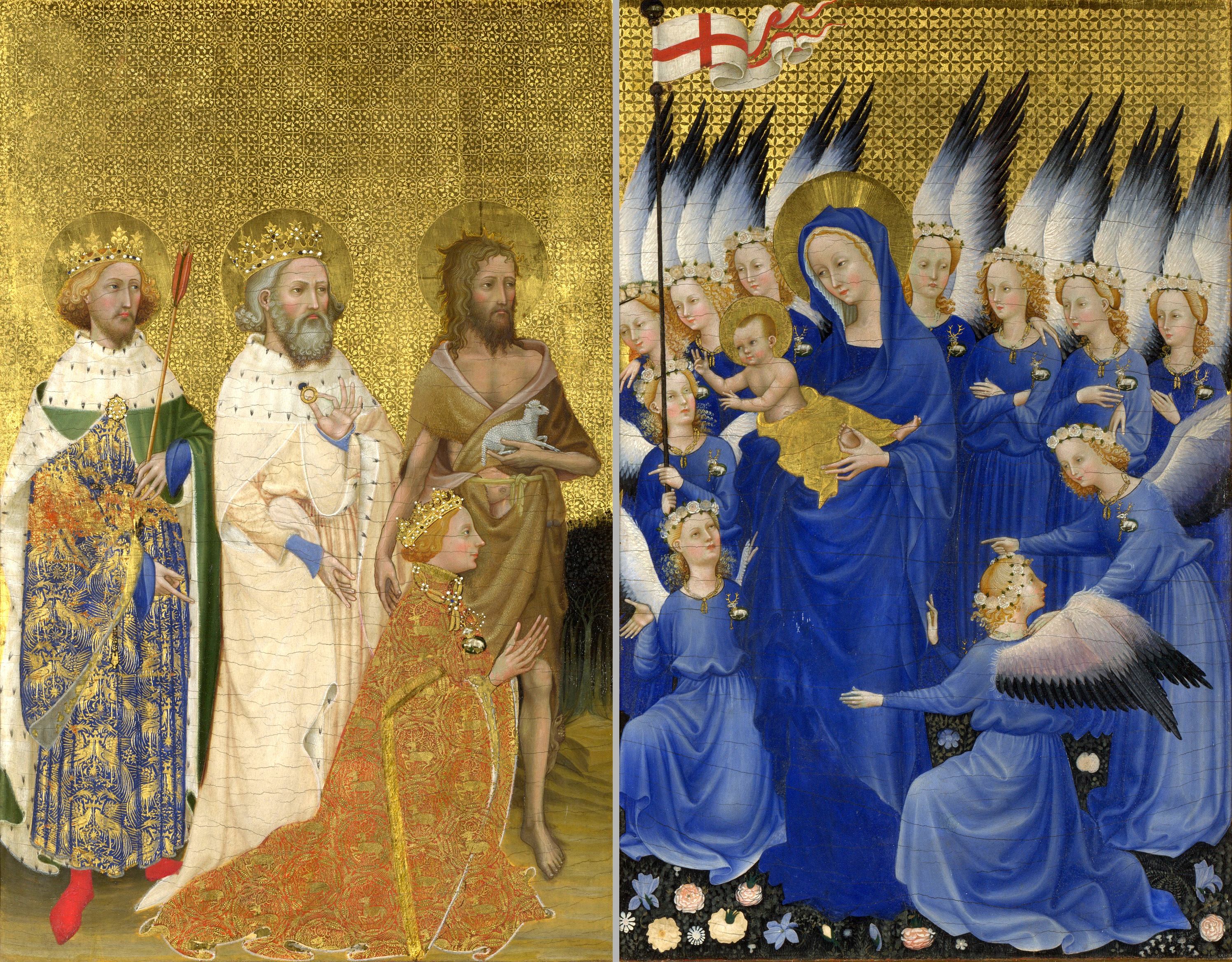
Nel Dittico Wilton (1400 ca.), realizzato per re Riccardo II d'Inghilterra, vi è un uso sontuoso del blu oltremare.
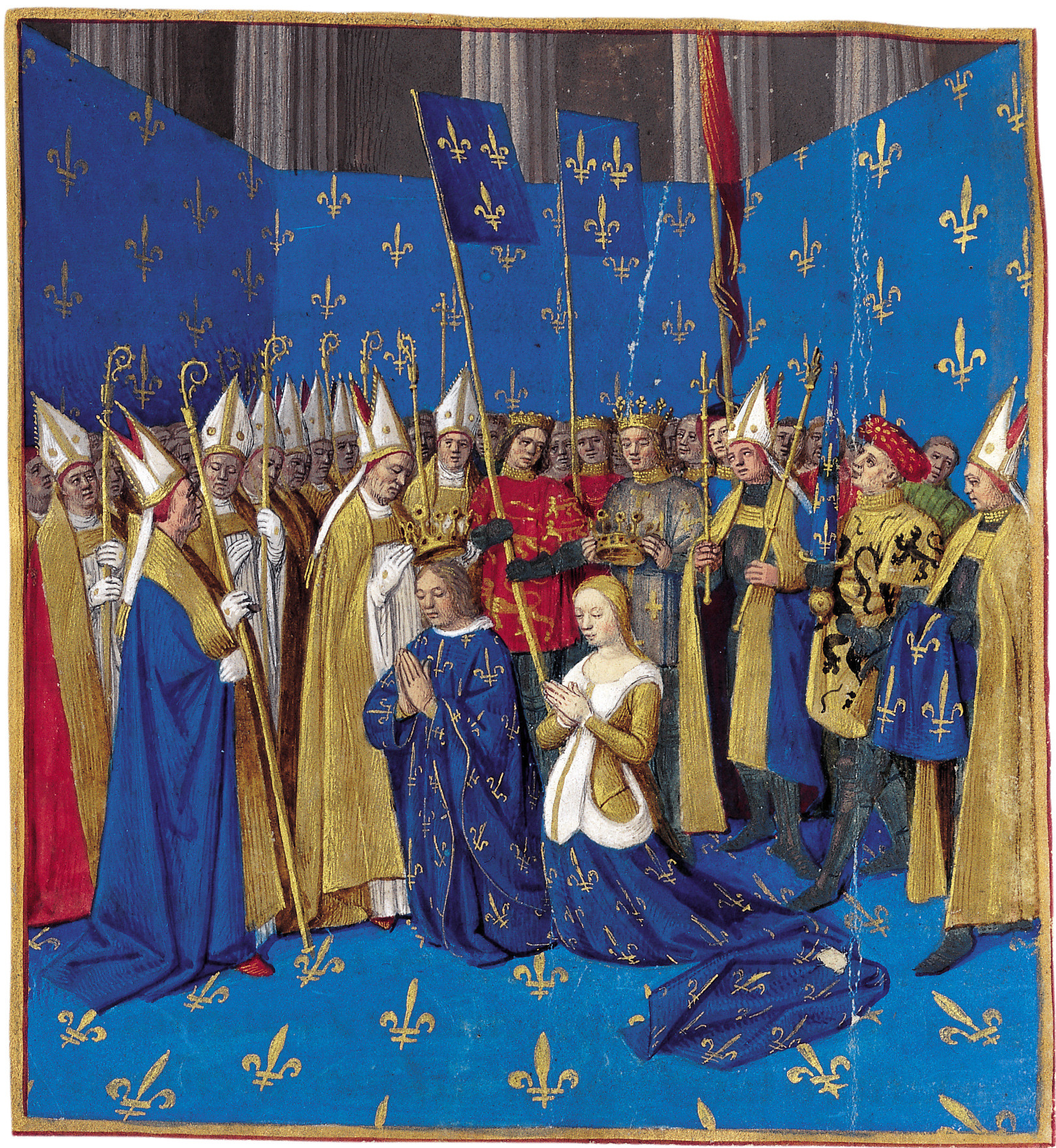
L'incoronazione del re Luigi VIII di Francia nel 1223 (qui in un dipinto del 1450) mostra che il blu era diventato il colore reale.

### Nel Rinascimento europeo
Nel Rinascimento si ebbe una rivoluzione nella pittura: per la prima volta nell'arte occidentale i pittori si sforzarono di raffigurare il mondo come appare veramente all'occhio, con prospettiva, profondità, ombre e luce proveniente da un'unica fonte. Pertanto gli artisti dovettero adattare il loro uso del blu alle nuove regole pittoriche. Raffaello divenne un maestro di questa tecnica: il suo genio consistette nel trovare un modo di lavorare con tinte brillanti che tuttavia stessero insieme in armonioso equilibrio. Evitava i contrasti forti: il blu oltremare del manto della Vergine nella Madonna d'Alba (1511) è ammorbidito con biacca, e il rosso vivo contro l'azzurro acquamarina nella Madonna del Granduca (1505 ca.) è bilanciato dalle profonde ombre e dallo splendore aureo dei toni carnicini.
Il blu oltremare era il blu di maggior prestigio durante il Rinascimento, e talvolta i committenti dichiaravano specificamente che venisse utilizzato nei dipinti richiesti. Il contratto per la Madonna delle Arpie (1515) di Andrea del Sarto richiedeva che la veste della Vergine fosse resa con oltremare «di almeno cinque fiorini grossi l'oncia». Un buon blu oltremare era più costoso dell'oro: nel 1508 il pittore tedesco Albrecht Dürer riferì in una lettera di aver speso dodici ducati - l'equivalente di quarantuno grammi d'oro - per soli trenta grammi di blu oltremare.
Spesso i pittori o i committenti risparmiavano denaro usando blu meno costosi, come lo smaltino e l'azzurrite, o pigmenti realizzati con l'indaco, ma questo a volte causava problemi. I pigmenti a base di azzurrite erano sì più economici, ma tendevano a diventare scuri e verdi con il tempo. Ne è testimonianza la veste della Vergine Maria della Pala Colonna di Raffaello, conservata al Metropolitan Museum di New York, il cui blu di azzurrite si è degradato fino a divenire nero-verdastro.
L'introduzione della pittura a olio portò dei cambiamenti nell'aspetto dei colori e nel modo in cui essi venivano utilizzati. Ad esempio, nell'olio l'oltremare è più nero che nella tempera d'uovo, ma il ricco colore blu si poteva ripristinare mescolandolo con un po' di biacca, così come fece Raffaello nella suddetta Madonna d'Alba. In Bacco e Arianna Tiziano conferì maggior brillantezza alla veste blu di Arianna stendendo un velo sottile di pigmento più scuro, macinato grosso, sopra uno spesso strato macinato più fine.

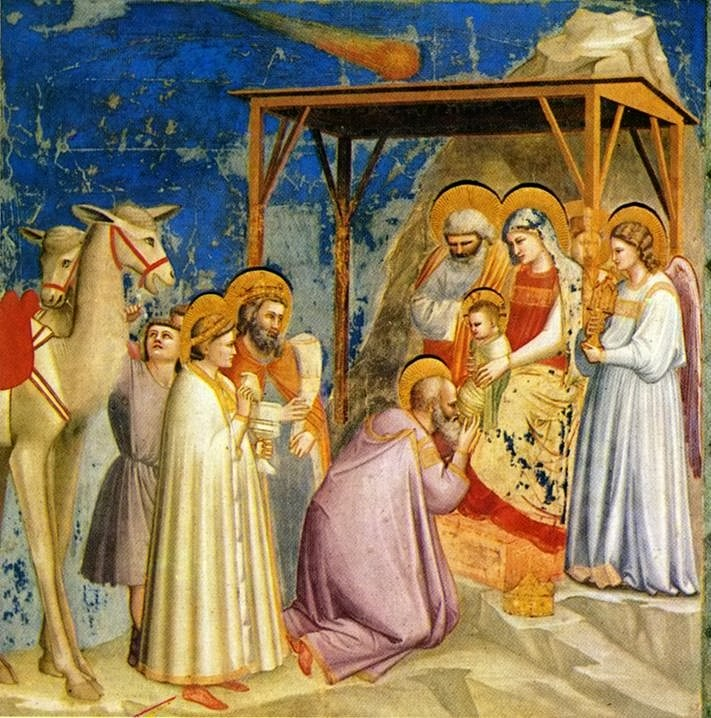
Giotto usò l'azzurrite per i blu della Cappella degli Scrovegni a Padova (1305 ca.). Fonte principale è il volume speciale del Bollettino d'Arte 2005 sui materiali per la tecnica pittorica nella Cappella degli Scrovegni, dell'Istituto centrale per il restauro.
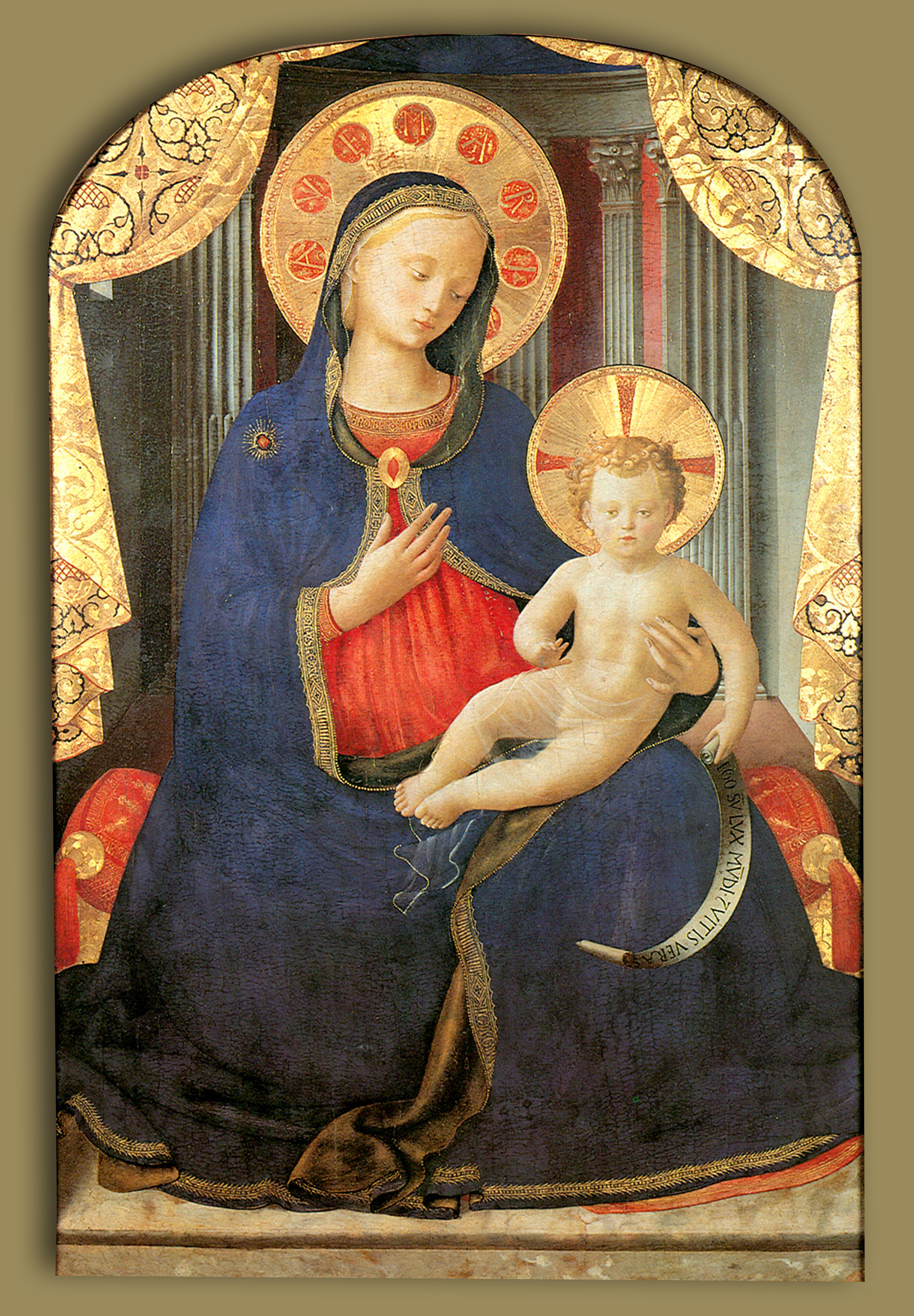
Per tutto il XIV e XV secolo gli abiti della Vergine Maria furono dipinti col blu oltremare. In questa Madonna dell'Umiltà del Beato Angelico (1430 ca.) il blu riempie la scena.
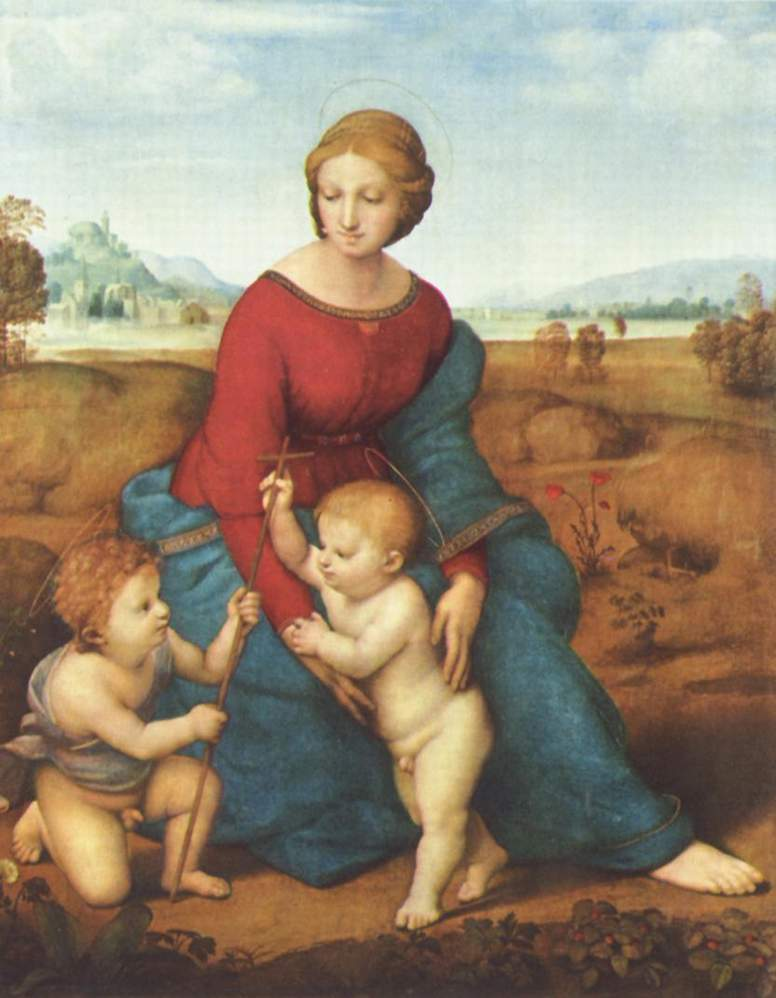
Nella Madonna del Belvedere (1506) Raffaello usò il bianco per ammorbidire il blu oltremare delle vesti della Vergine Maria per bilanciare il rosso e il blu e armonizzarlo con il resto dell'immagine.
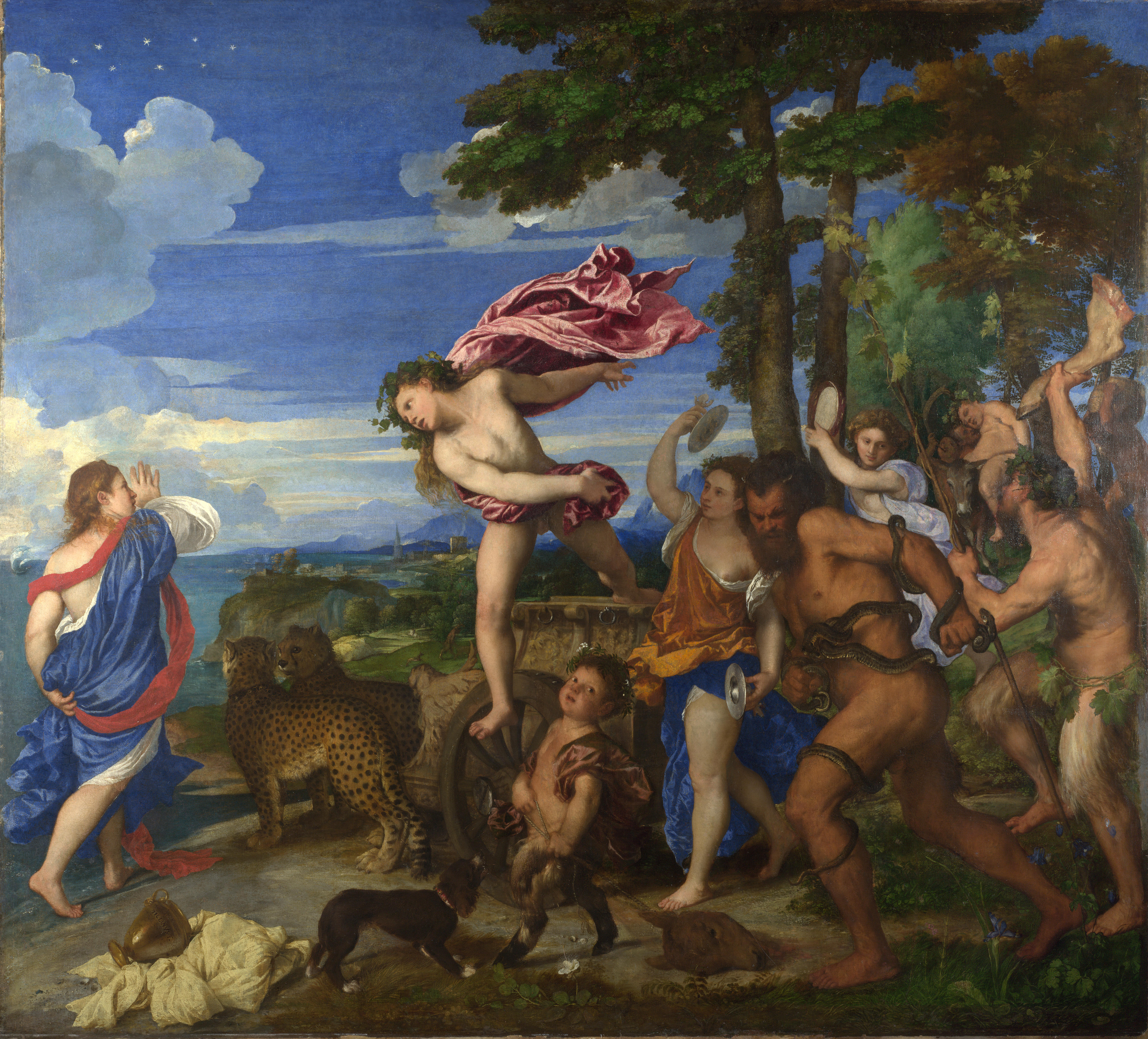
Tiziano dipinse il cielo e gli abiti di blu oltremare per dare profondità e brillantezza al suo Bacco e Arianna (1520-1523).
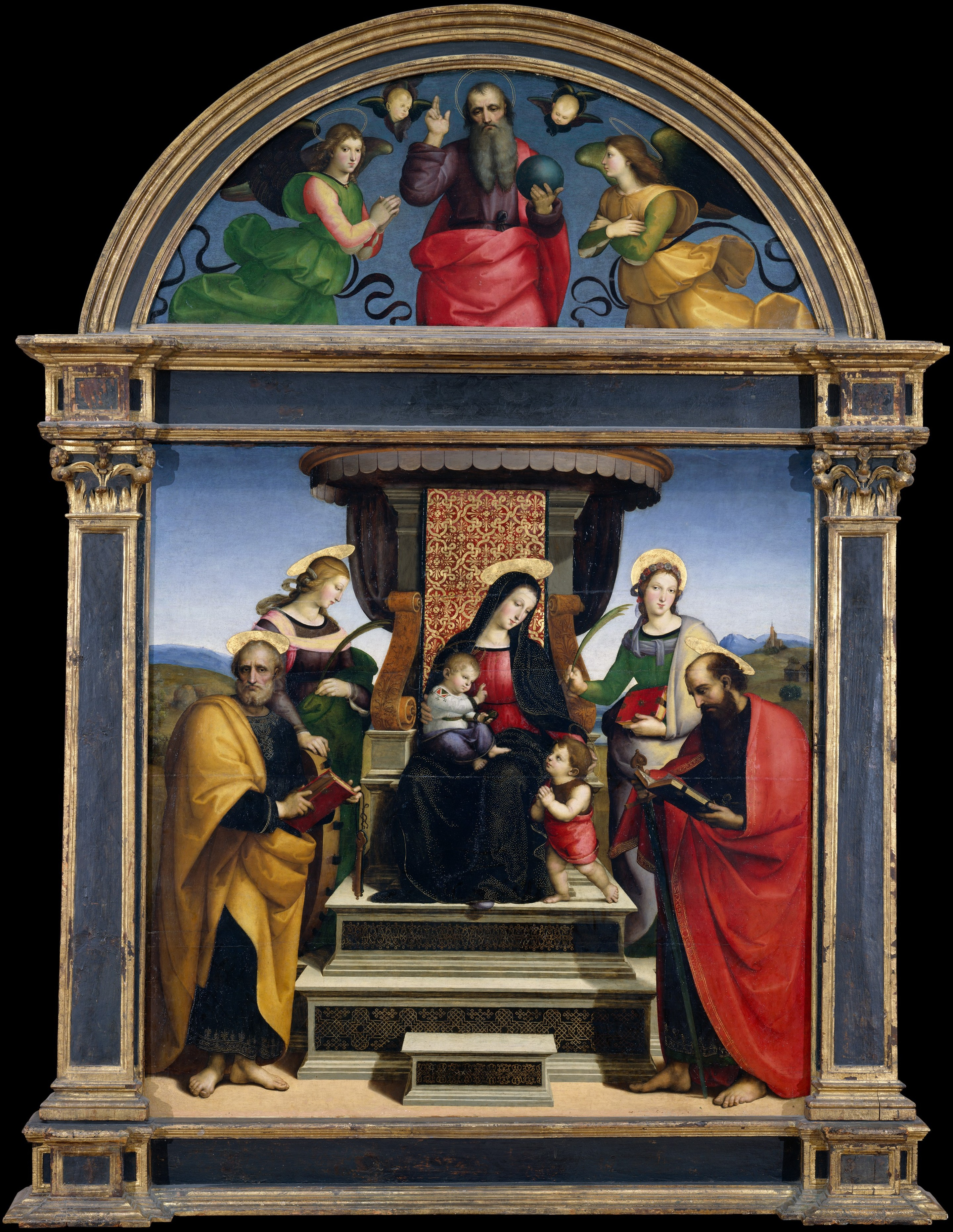
Nella Pala Colonna, uno dei primi lavori di Raffaello, ora al Metropolitan Museum of Art, il manto blu della Vergine Maria, realizzato con la più economica azzurrite, è divenuto verde-nerastro.
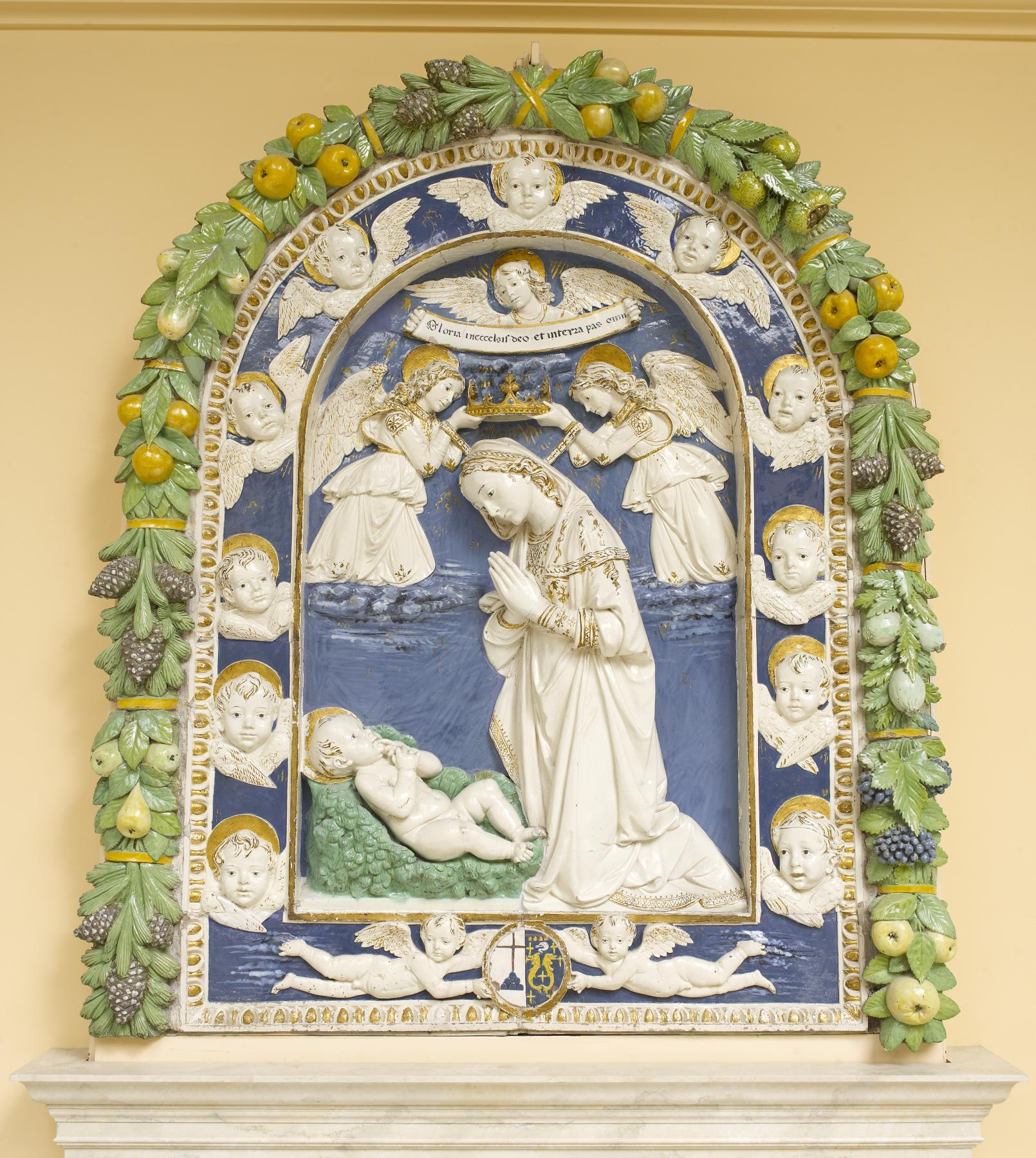
La Vergine adorante il Bambino Gesù, terracotta invetriata di Andrea della Robbia (1483).
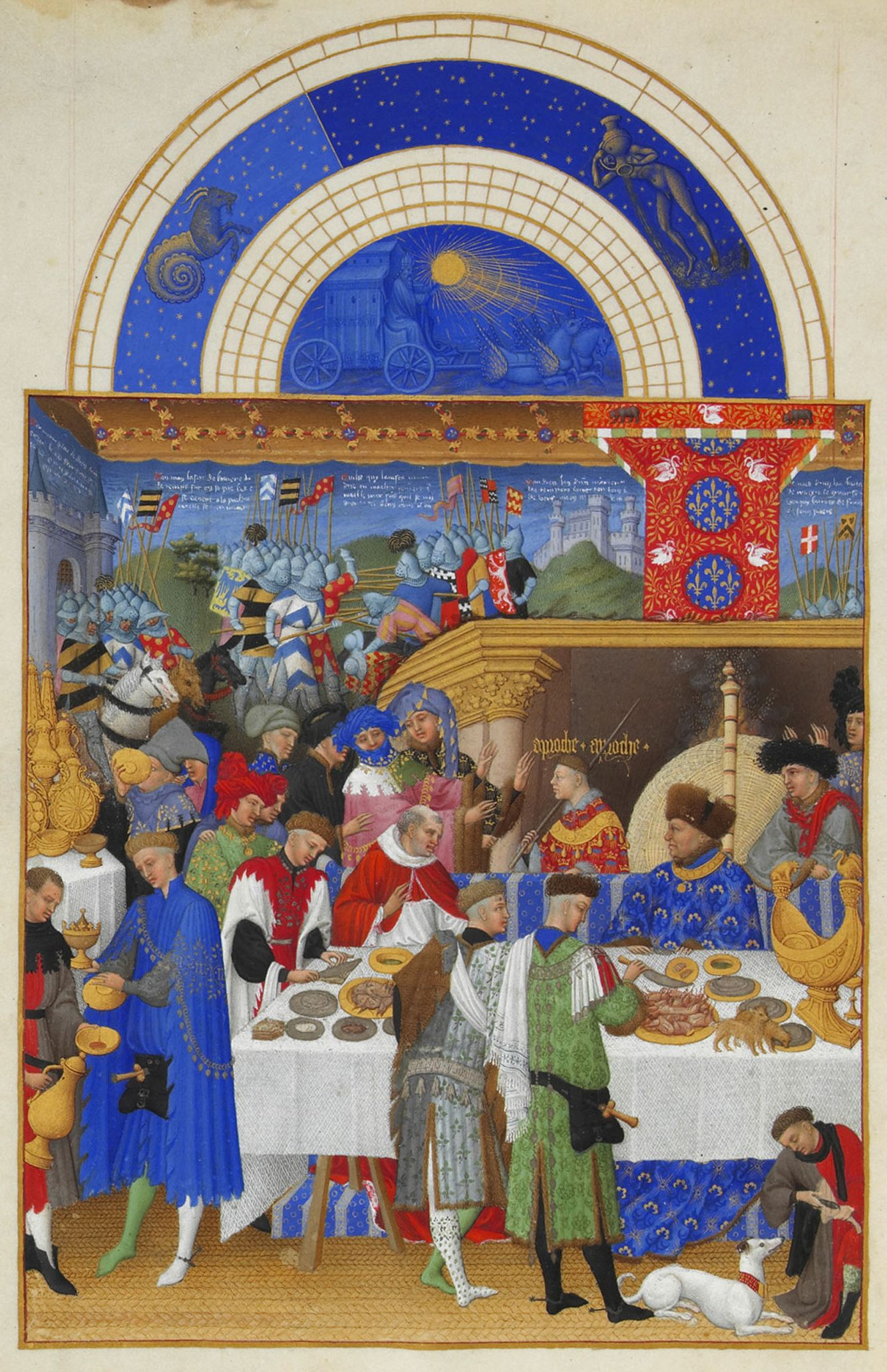
Le Très riches heures du Duc de Berry furono il più importante manoscritto illuminato del XV secolo. Il blu venne realizzato con il costoso blu oltremare.

### La porcellana blu e bianca
Intorno al IX secolo, gli artigiani cinesi abbandonarono il colore blu han che avevano usato per secoli e iniziarono a usare il blu cobalto, realizzato con sali di cobalto di allumina, per fabbricare la delicata porcellana bianca e blu. Piatti e vasi venivano modellati e fatti asciugare, dopodiché venivano dipinti con un pennello, ricoperti con smalto trasparente e infine cotti ad alta temperatura. A partire dal XIV secolo, questo tipo di porcellana iniziò ad essere esportato in gran quantità in Europa, dove ispirò un intero stile artistico, quello chiamato delle Cineserie. Le corti europee cercarono per molti anni di imitare la porcellana blu e bianca cinese, ma vi riuscirono solamente nel XVIII secolo, quando un missionario riuscì a riportare il procedimento segreto di fabbricazione dalla Cina.
Altre famose porcellane con motivi bianchi e blu furono prodotte a Delft, a Meissen, nello Staffordshire e a San Pietroburgo in Russia.

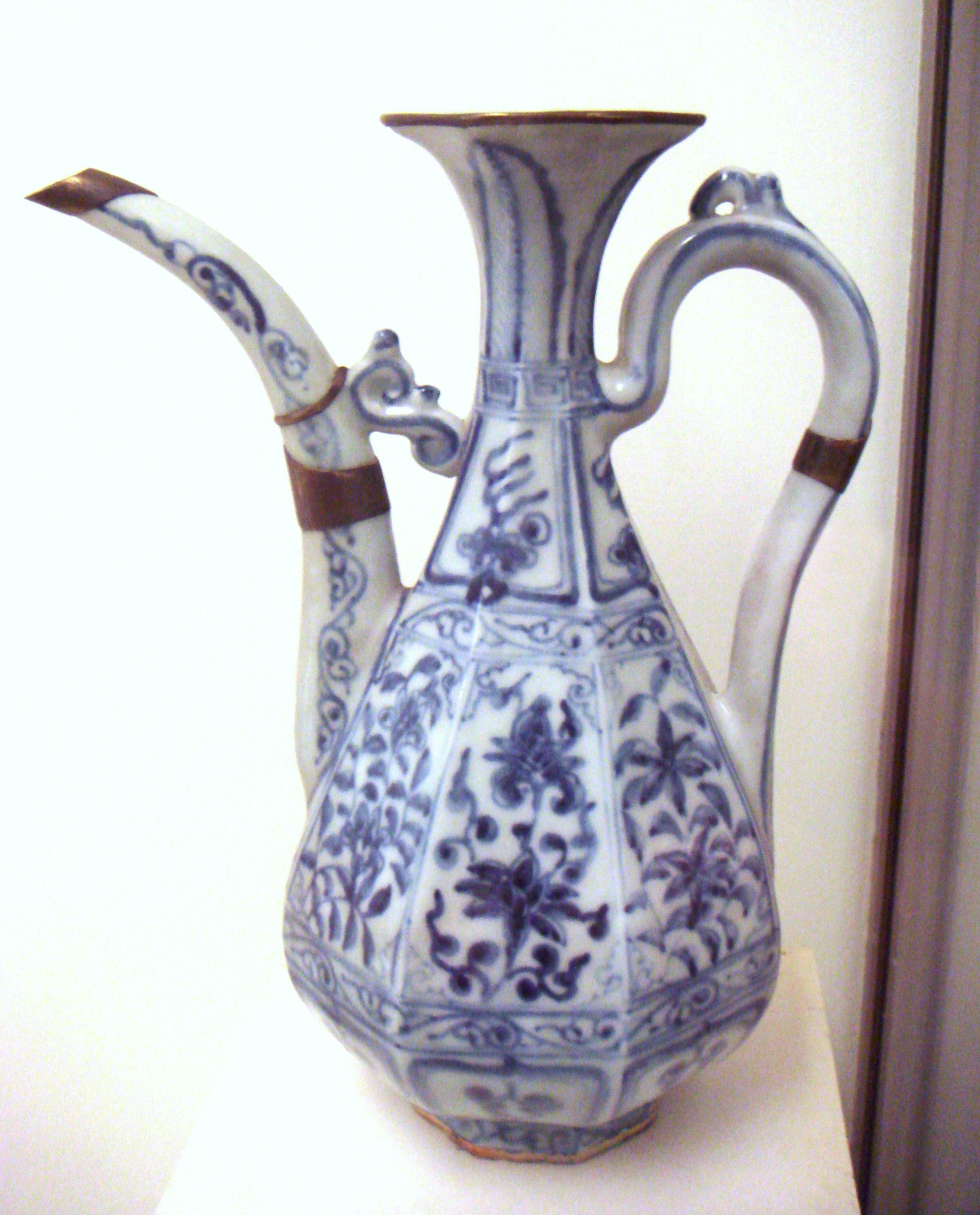
Porcellana blu e bianca cinese del 1335 ca., fabbricata a Jingdezhen, la capitale della porcellana in Cina. Esportata in Europa, questa porcellana lanciò lo stile delle Cineserie.
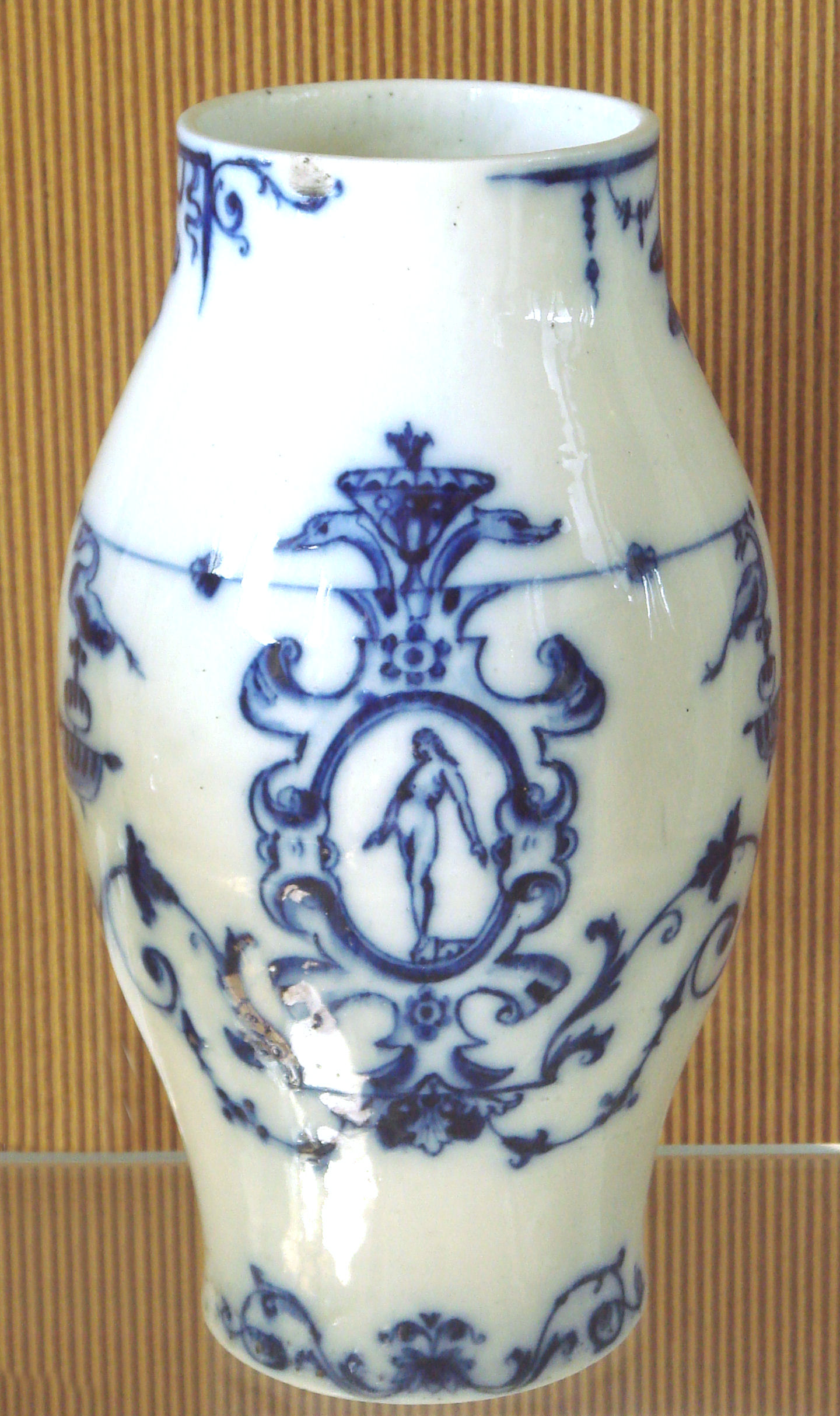
Un vaso in porcellana a pasta morbida realizzato a Rouen, in Francia, alla fine del XVII secolo, imitando quella blu e bianca cinese.
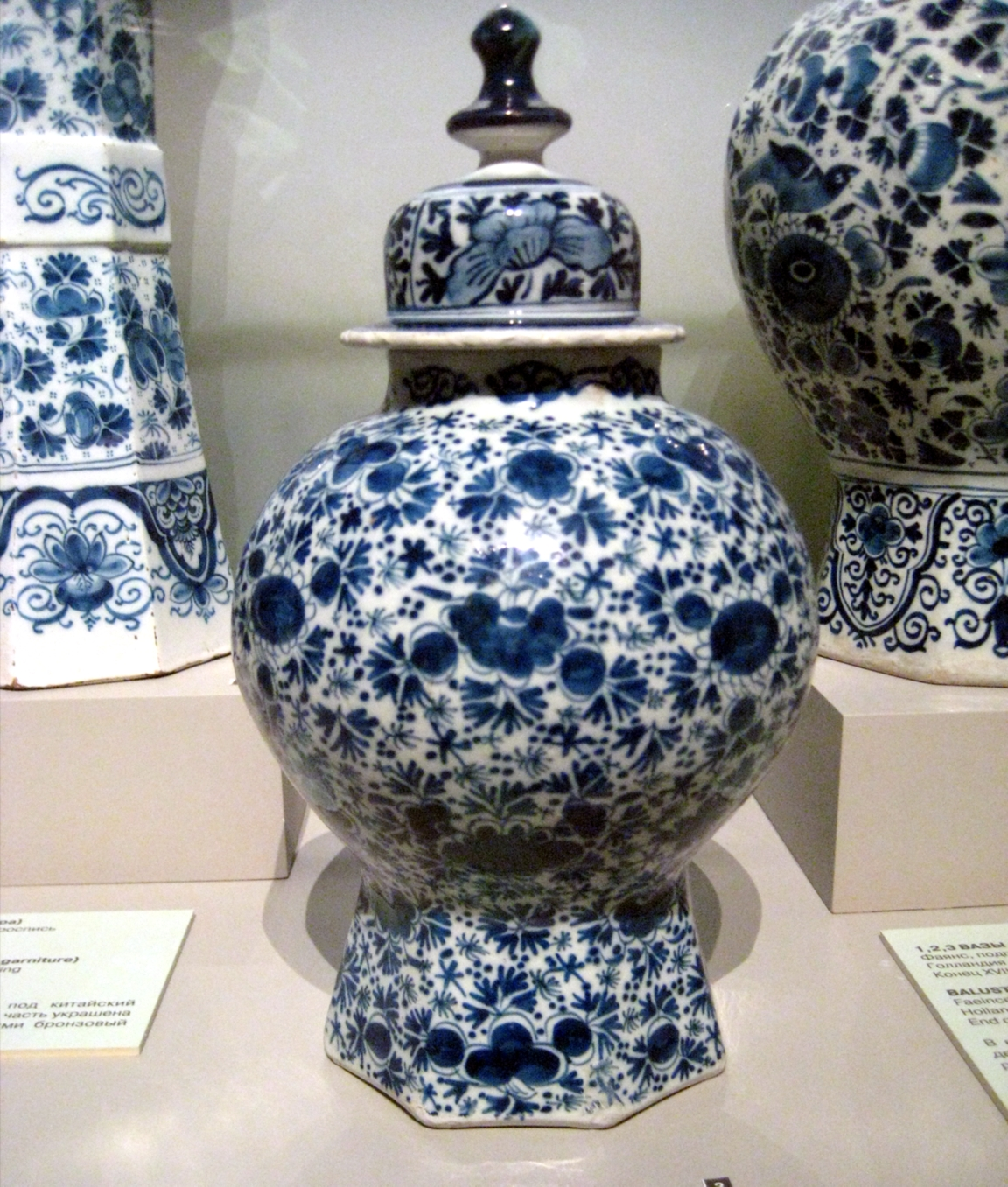
Ceramiche blu e bianche settecentesche di Delft, nei Paesi Bassi.
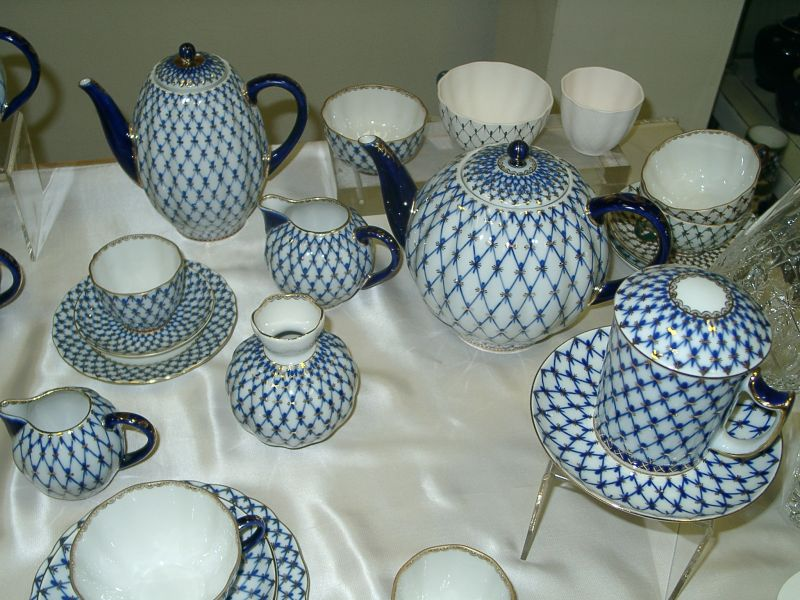
Porcellana russa con motivo a rete blu cobalto. La Fabbrica Imperiale di Porcellana di San Pietroburgo venne fondata nel 1744. Questo modello, realizzato per la prima volta nel 1949, è stato copiato da un disegno realizzato da Caterina II di Russia.

### La guerra dei blu: indaco contro guado

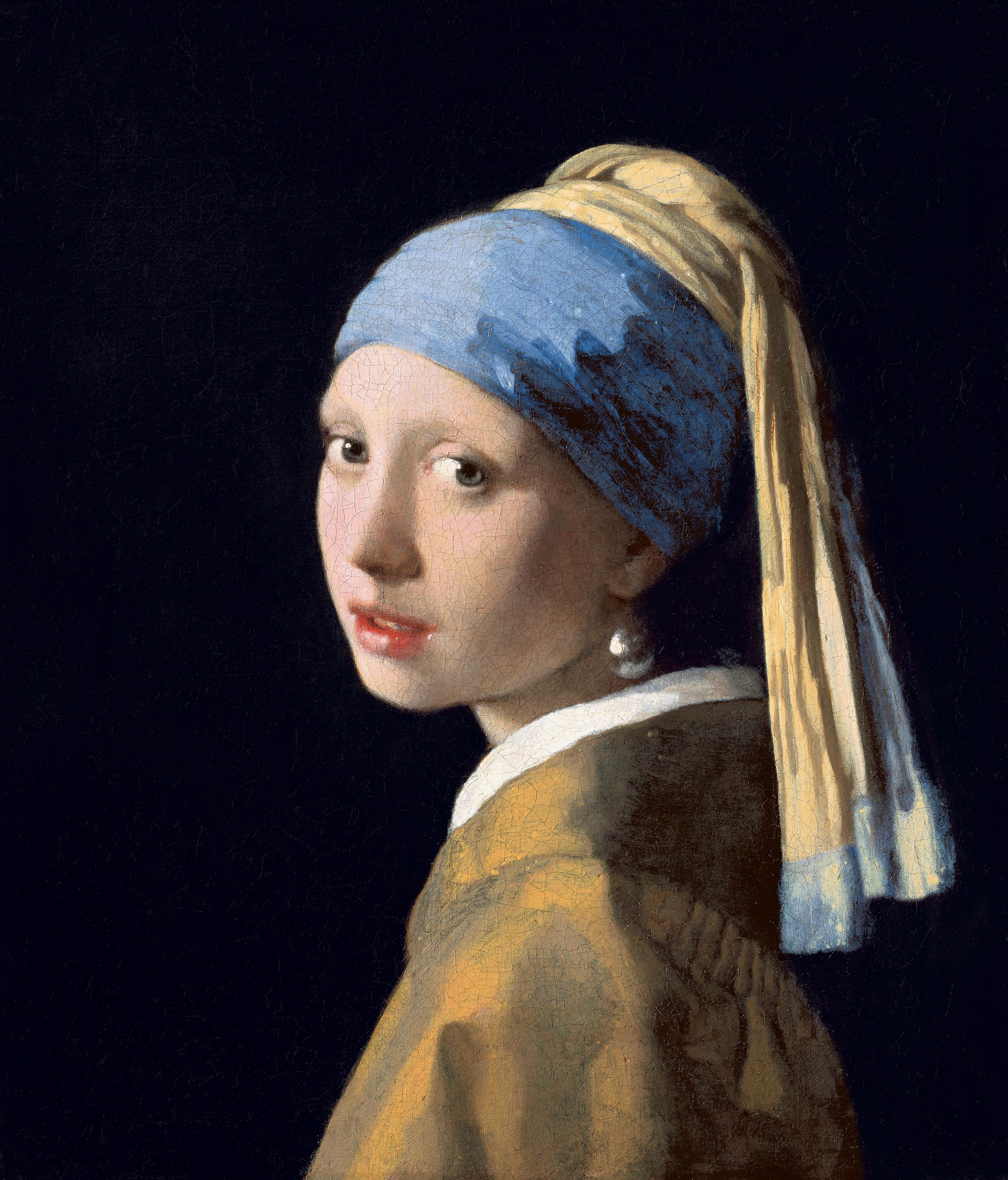
Jan Vermeer usò il blu oltremare naturale nei suoi dipinti, come nella Ragazza con l'orecchino di perla. La spesa fu probabilmente sostenuta dal suo ricco mecenate Pieter van Ruijven.

Nonostante il blu fosse un colore costoso e di gran prestigio nella pittura europea, esso divenne un colore comune nell'abbigliamento durante il Rinascimento. L'ascesa del blu nella moda nei secoli XII e XIII portò allo sviluppo dell'industria tintoria in alcune città, in particolare Amiens, Tolosa ed Erfurt, dove veniva prodotto un colorante - chiamato pastello - a partire dal guado, una pianta comune in Europa che veniva impiegata per ricavare il pigmento blu dai celti e dai popoli germanici. Il blu divenne un colore indossato da domestici e artigiani, non solo dai nobili. Nel 1570, quando papa Pio V stilò l'elenco dei colori che potevano essere usati per gli abiti ecclesiastici e le decorazioni dell'altare, escluse il blu, perché lo considerava troppo comune.
Il processo di ricavare il blu dal guado era lungo e nocivo: bisognava immergere le foglie della pianta per un periodo variabile da tre giorni a una settimana nell'urina umana, possibilmente in quella di uomini che avevano bevuto molto alcool, che si diceva migliorasse la qualità del colore. Il tessuto da colorare veniva quindi immerso per un giorno nella miscela risultante, quindi messo al sole, dove, asciugandosi, diventava blu.
L'industria del guado fu minacciata nel XV secolo dall'arrivo dall'India dello stesso colorante (l'indaco), ricavato da un arbusto ampiamente coltivato in Asia. L'indaco asiatico era molto più facile da ottenere. Nel 1498, Vasco da Gama aprì una rotta commerciale per importare l'indaco dall'India all'Europa. In India, le foglie venivano immerse nell'acqua, fatte fermentare, pressate in panette, essiccate in mattoni e quindi trasportate nei porti di Londra, Marsiglia, Genova e Bruges. Più tardi, nel XVII secolo, inglesi, spagnoli e danesi crearono piantagioni di indaco in Giamaica, Carolina del Sud, Isole Vergini e Sudamerica e iniziarono a importare l'indaco americano in Europa.
I paesi dove l'industria del pastello era particolarmente sviluppata e fiorente cercarono di bloccare l'utilizzo dell'indaco. In Germania un governatore mise fuorilegge l'uso dell'indaco, descrivendolo come «una sostanza perniciosa, ingannevole e corrosiva, il colorante del Diavolo». In Francia, Enrico IV, in un editto del 1609, proibì, sotto pena di morte, l'uso della «falsa e perniciosa droga indiana». In Inghilterra fu proibito fino al 1611, quando i mercanti britannici impiantarono la propria industria di indaco in India e iniziarono a importarla in Europa.
Gli sforzi per bloccare l'importazione dell'indaco, tuttavia, furono vani: la qualità del blu di indaco era troppo elevata e il prezzo troppo basso affinché il pastello ricavato dal guado potesse competervi. Nel 1737 sia il governo francese che quello tedesco consentirono finalmente l'utilizzo dell'indaco. Questo portò alla rovina l'industria del guado a Tolosa e nelle altre città che producevano il pastello, ma creò un nuovo fiorente commercio dell'indaco in porti come Bordeaux, Nantes e Marsiglia.
Alla fine del XIX secolo ebbe luogo un'altra guerra tra blu, questa volta tra indaco e indaco sintetico, scoperto nel 1868 dal chimico tedesco Johann Friedrich Wilhelm Adolf von Baeyer. La società chimica tedesca BASF immise sul mercato il nuovo colorante nel 1897, in diretta concorrenza con l'industria dell'indaco a conduzione britannica, che all'epoca produceva la maggior parte dell'indaco immesso sul mercato. Nel 1897 la Gran Bretagna vendette diecimila tonnellate di indaco naturale in tutto il mondo, mentre la BASF vendette seicento tonnellate di indaco sintetico. L'industria britannica abbassò i prezzi e ridusse gli stipendi dei suoi lavoratori, ma non poté competere: l'indaco sintetico era più puro, dava un blu più duraturo e non dipendeva dal buono o cattivo esito dei raccolti. Nel 1911, l'India vendeva solo 660 tonnellate di indaco naturale, rispetto alle 22.000 tonnellate di indaco sintetico vendute dalla BASF. Nel 2002 sono state prodotte oltre 38.000 tonnellate di indaco sintetico, utilizzate soprattutto per la produzione di blue jeans.

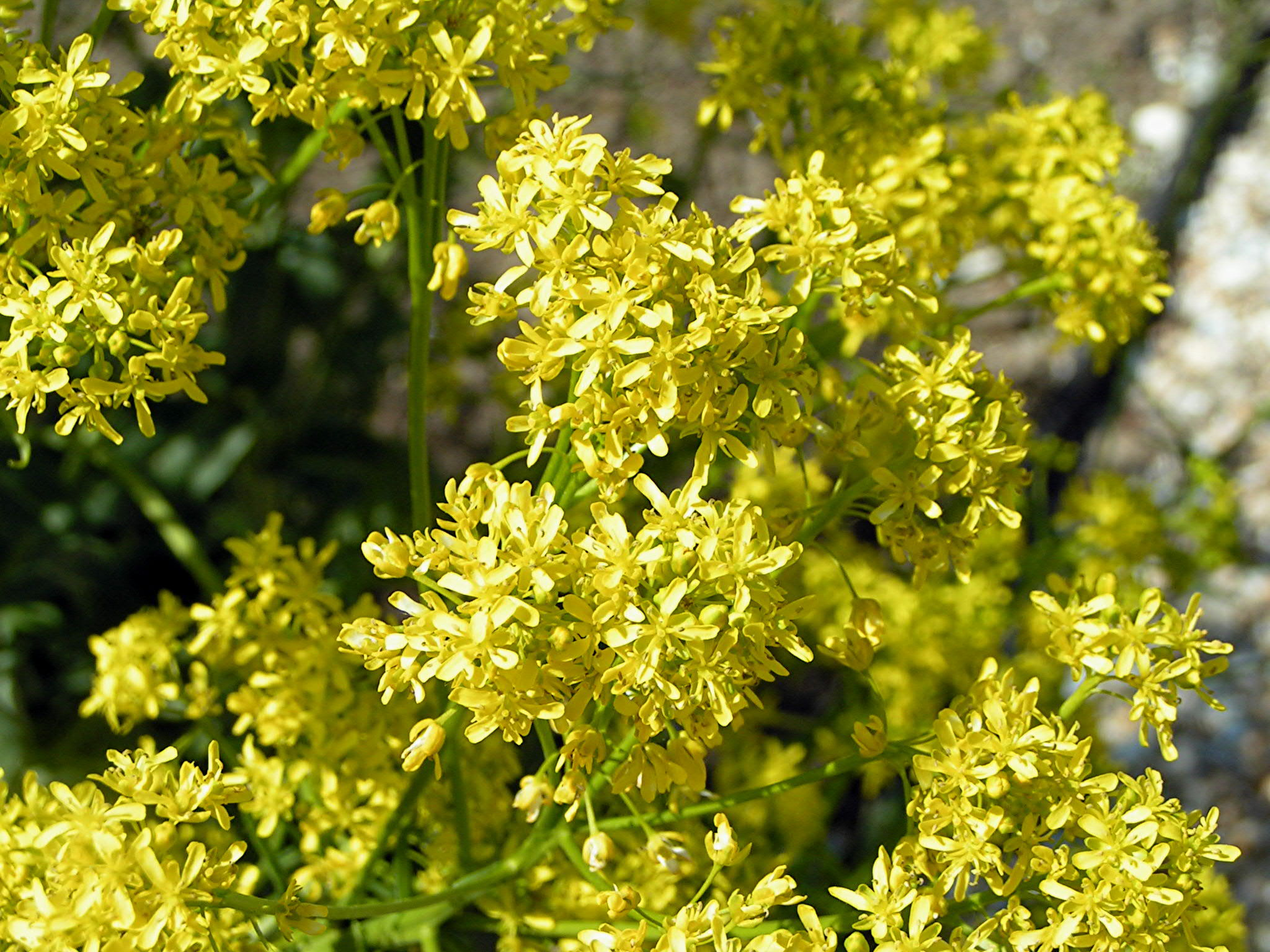
Il guado (Isatis tinctoria) era la principale fonte di colorante blu in Europa dall'antichità fino all'arrivo dell'indaco dall'Asia e dall'America. Una volta trattato, se ne ricavava una pasta - chiamata pastello.
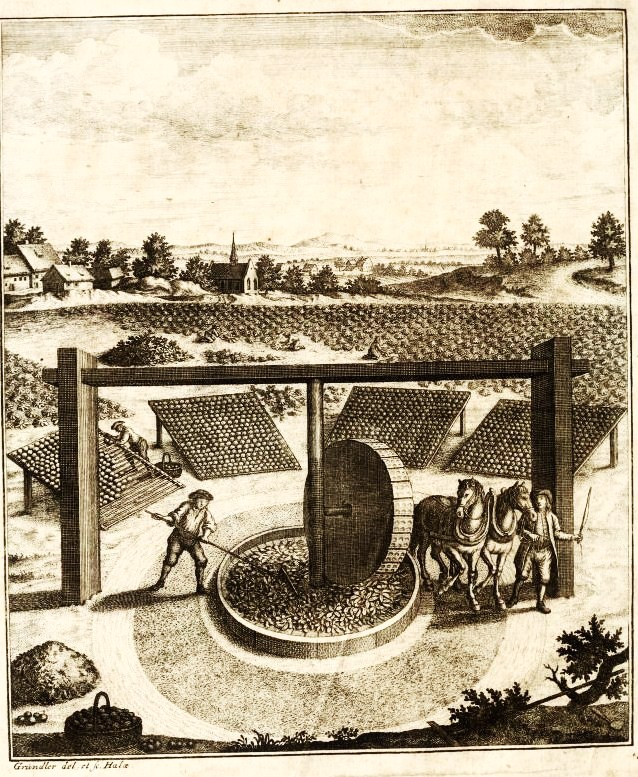
Una macina per il guado in Turingia (Germania) nel 1752. L'industria del guado era già sulla via dell'estinzione, incapace di competere con il blu indaco.
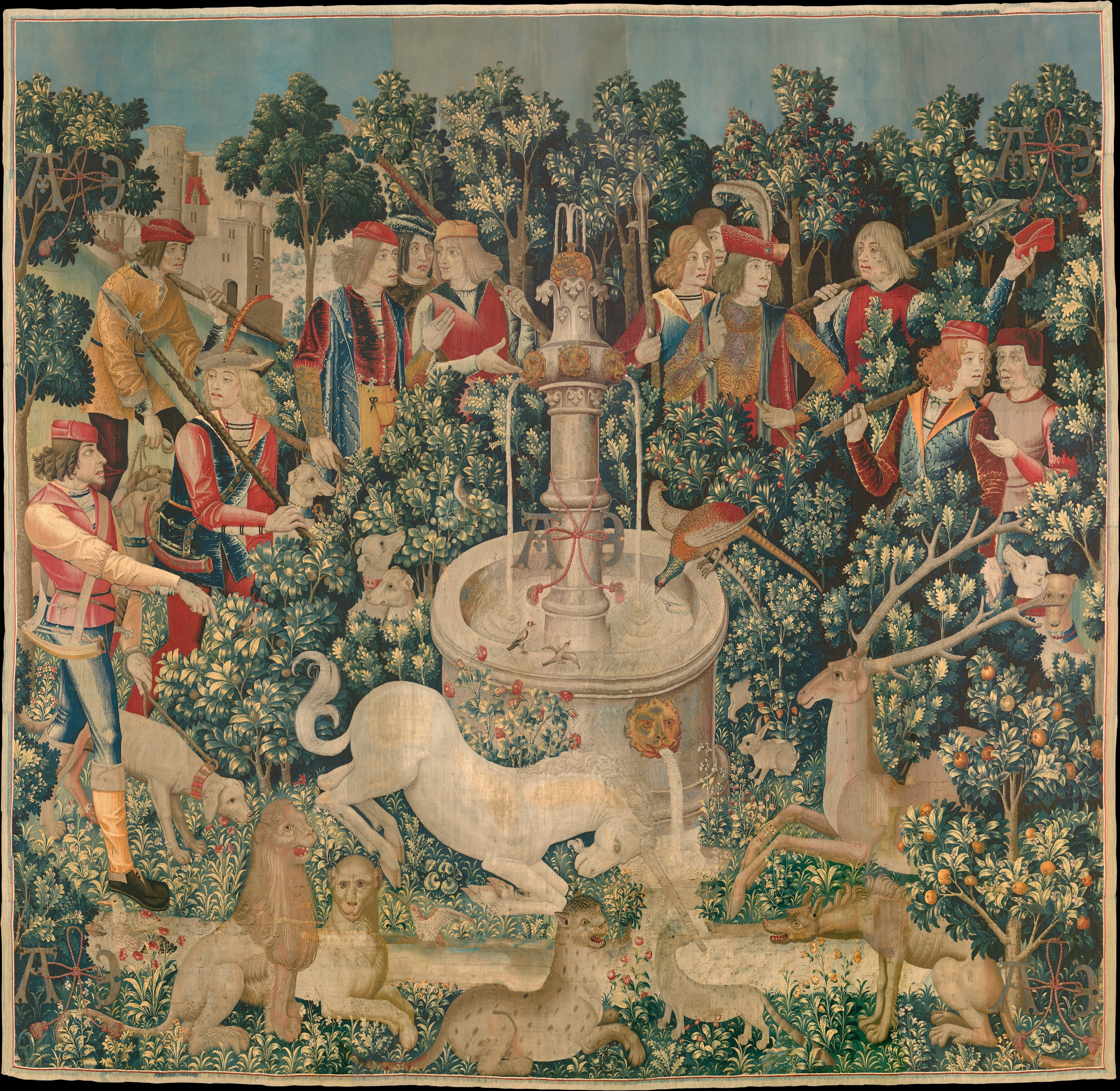
Arazzo olandese del 1495-1505. Il colore blu proviene dal guado.
L'arbusto tropicale Indigofera tinctoria è la fonte principale del colorante indaco. La composizione chimica del pigmento indaco è la stessa del guado, ma il colore che se ne ricava è molto più intenso.
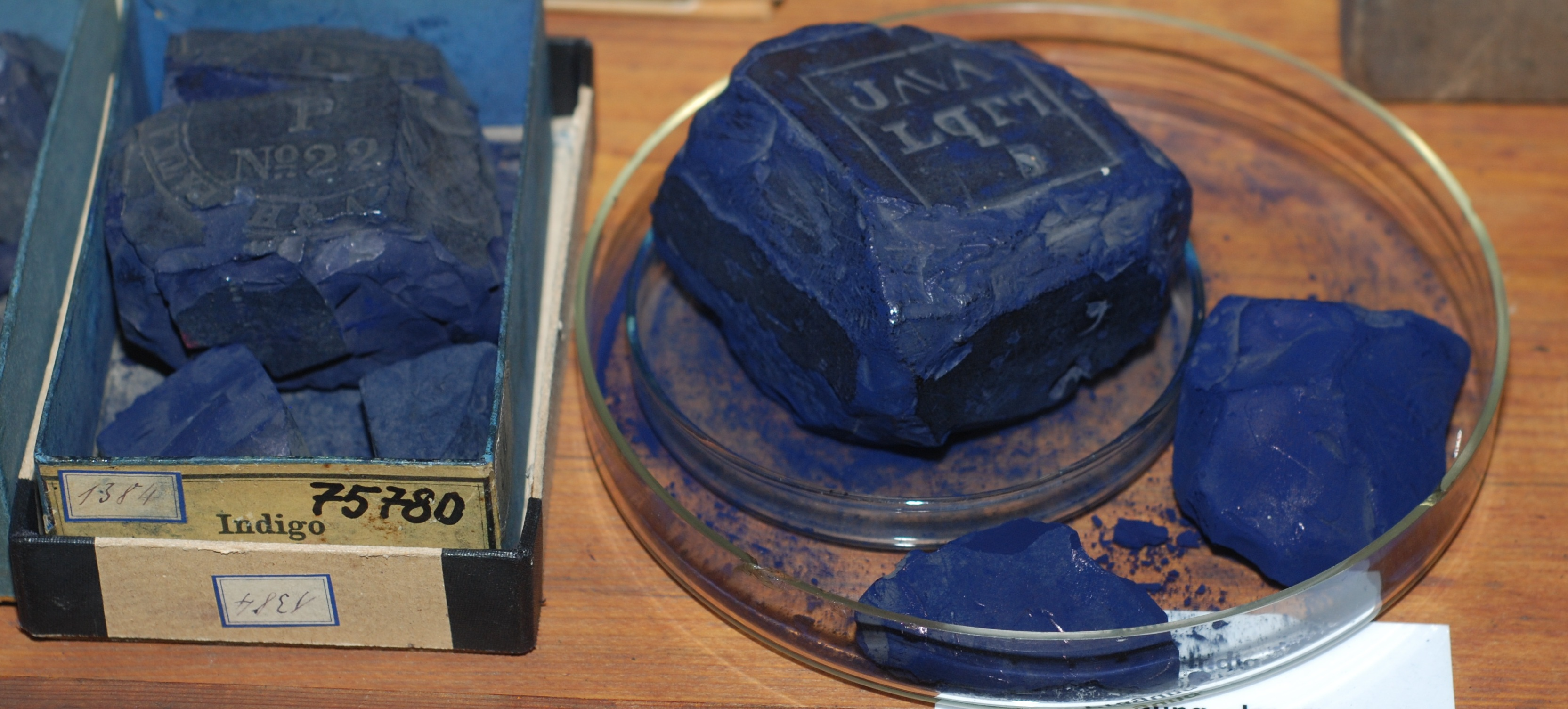
Panette di indaco. Le foglie vengono inzuppate in acqua, fatte fermentare, mescolate con liscivia o un'altra base, quindi pressate in panette ed essiccate, pronte per l'esportazione.

### Il blu delle uniformi
Nel XVII secolo, Federico Guglielmo I di Brandeburgo fu uno dei primi sovrani a dotare il suo esercito di uniformi blu. La motivazione era puramente economica: gli stati tedeschi stavano cercando di proteggere la loro industria del pastello dalla concorrenza con il blu indaco d'importazione. Quando il Brandeburgo divenne il Regno di Prussia nel 1701, il colore delle uniformi venne adottato dall'esercito prussiano. La maggior parte dei soldati tedeschi indossò uniformi blu scuro fino alla prima guerra mondiale, con l'eccezione dei bavaresi, che avevano uniformi azzurre.
Grazie in parte alla disponibilità del colorante indaco, il XVIII secolo vide l'uso diffuso di uniformi militari blu. Prima del 1748, gli ufficiali della Marina britannica indossavano semplicemente abiti e parrucche civili di qualità superiore, ma in questo anno venne stabilito che essi indossassero un cappotto ricamato del colore allora chiamato «blu marino», noto oggi come «blu navy». Quando nel 1775 venne creata la Marina continentale degli Stati Uniti, le uniformi e il colore furono copiati in gran parte da quelli britannici.
Alla fine del XVIII secolo, le uniformi blu divennero un simbolo di libertà e rivoluzione. Nell'ottobre 1774, ancor prima che gli Stati Uniti dichiarassero la propria indipendenza, George Mason e un centinaio di abitanti della Virginia vicini di George Washington organizzarono una milizia volontaria (la Fairfax County Independent Company of Volunteers) ed elessero Washington comandante onorario. Per le loro uniformi scelsero il blu e il camoscio, i colori del partito Whig, all'epoca all'opposizione in Inghilterra, le cui politiche erano sostenute da George Washington e da molti altri patrioti nelle colonie americane.
Quando nel 1775, allo scoppio della rivoluzione americana, fu istituito l'Esercito continentale, il primo Congresso continentale dichiarò che il colore delle uniformi ufficiali sarebbe stato il marrone, ma questo andò contro il parere di molte milizie, i cui ufficiali indossavano già uniformi blu. Nel 1778 il Congresso chiese a George Washington di disegnare una nuova uniforme e nel 1779 Washington presentò ufficialmente le nuove uniformi color blu e camoscio. Il blu continuò ad essere il colore delle uniformi da campo dell'esercito americano fino al 1902 ed è tuttora il colore delle uniformi da parata.
In Francia le Guardie francesi, il reggimento di élite alle dipendenze di Luigi XVI, indossavano uniformi blu scuro con rifiniture rosse. Nel 1789, i soldati fraternizzarono con il popolo e, cambiando campo, giocarono un ruolo di primo piano nella presa della Bastiglia. Dopo la caduta della Bastiglia, venne istituita una nuova forza armata, la Guardia nazionale, sotto il comando del Marchese La Fayette, che aveva servito George Washington in America. La Fayette diede alle Guardie nazionali uniformi blu scuro simili a quelle dell'Esercito continentale. Il blu divenne il colore degli eserciti rivoluzionari, in contrapposizione alle uniformi bianche dei realisti e degli austriaci.
Napoleone Bonaparte abbandonò molte delle dottrine della rivoluzione francese, ma mantenne il blu come colore per le uniformi del suo esercito, nonostante avesse grandi difficoltà a ottenere il colorante blu, dal momento che i britannici controllavano i mari e bloccavano l'importazione di indaco in Francia. Napoleone fu quindi costretto a tingere le uniformi con il guado, dal quale si ottiene però un blu di qualità inferiore. I soldati francesi indossarono un cappotto di colore blu scuro e pantaloni rossi fino al 1915, ma la loro divisa dai toni sgargianti li rese bersagli troppo visibili sui campi di battaglia della prima guerra mondiale. Allora fu deciso di vestire i soldati con nuove uniformi di un colore blu smorto, tendente al grigio, chiamato «blu orizzonte».
Il blu era il colore della libertà e della rivoluzione nel XVIII secolo, ma nel XIX secolo divenne sempre più il colore dell'autorità governativa, quello delle uniformi dei poliziotti e di altri funzionari pubblici. Era considerato un colore serio e autorevole, senza apparire minaccioso. Nel 1829, quando Robert Peel creò la prima polizia metropolitana di Londra, rese più scuro il colore delle uniformi, trasformandolo in un blu scuro, quasi nero, per rendere i poliziotti diversi dai soldati vestiti di rosso, che a volte erano stati impiegati per far rispettare l'ordine. La tradizionale giubba blu con bottoni argentati del bobbie londinese venne abbandonata solo verso la metà degli anni '90 del XX secolo, quando venne sostituita per quasi tutte le occasioni formali da un gilet o una maglia di un colore noto ufficialmente come «blu NATO».
Il dipartimento di polizia di New York City, modellato sulla polizia metropolitana di Londra, venne creato nel 1844 e nel 1853 i suoi agenti ricevettero ufficialmente un'uniforme blu navy, il colore che indossano ancora oggi.

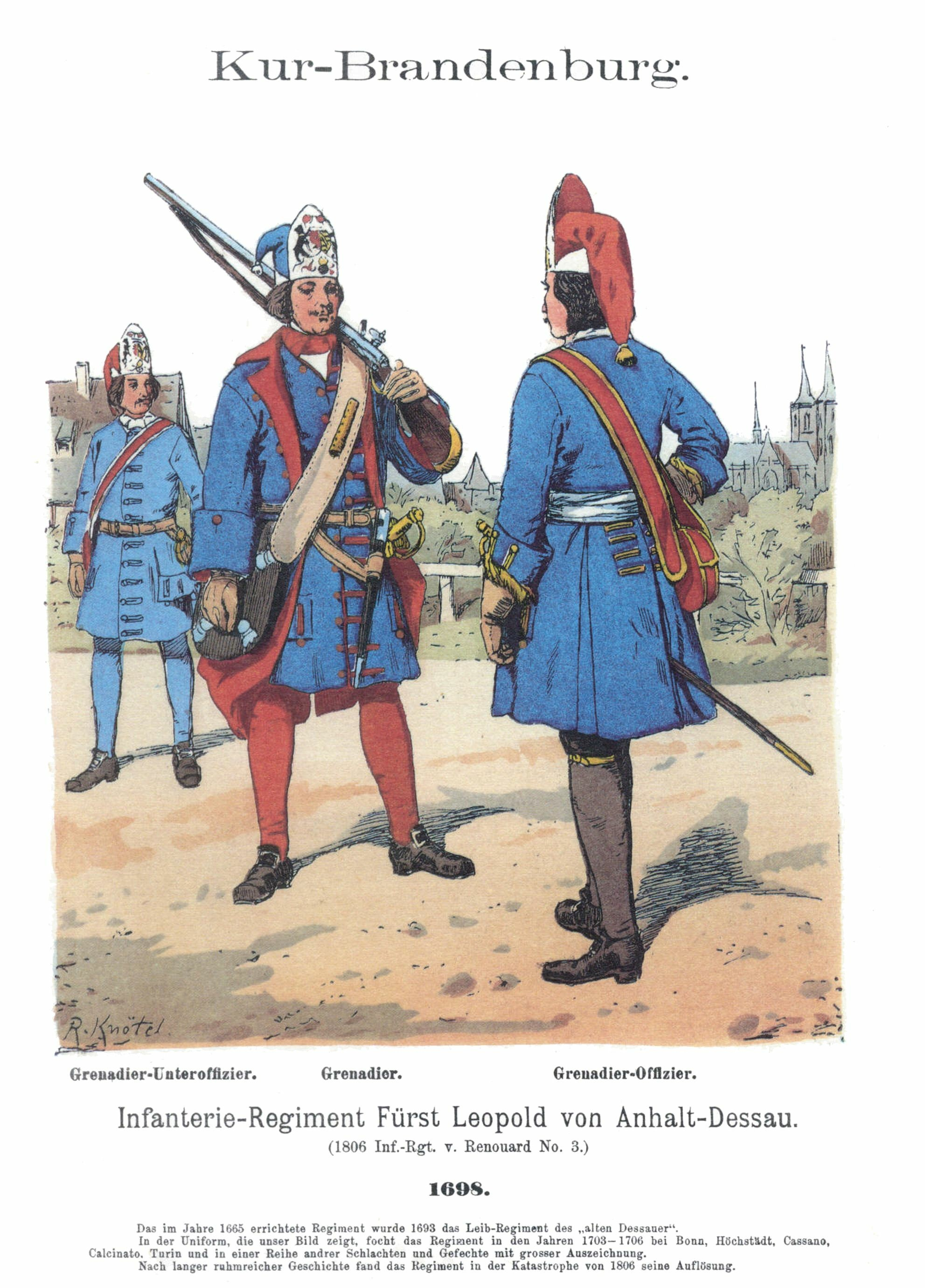
Federico Guglielmo I di Brandeburgo dette ai suoi soldati uniformi blu (qui in un'incisione del 1698). Quando il Brandeburgo divenne il Regno di Prussia nel 1701, il blu divenne il colore delle uniformi dell'esercito prussiano.
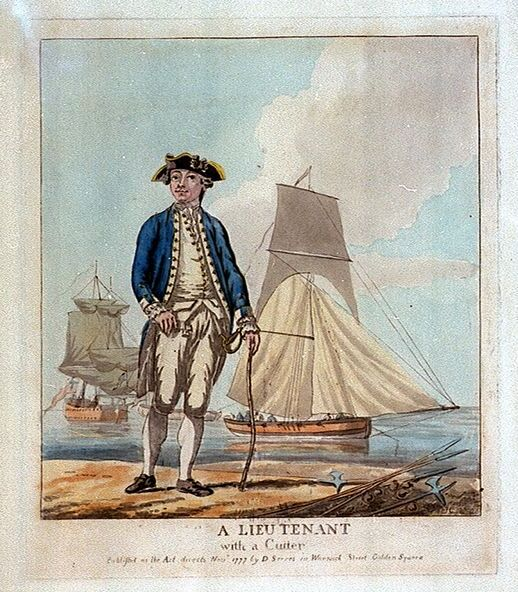
L'uniforme di un tenente della Royal Navy (1777). Il blu marino divenne il colore ufficiale delle uniformi della Royal Navy nel 1748.
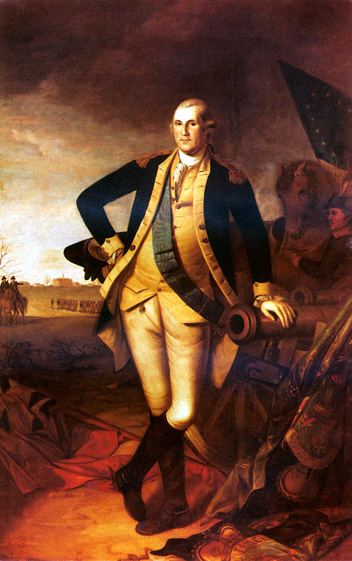
George Washington scelse il blu e il camoscio per le uniformi dell'Esercito continentale. Erano i colori del partito Whig inglese, che Washington ammirava.
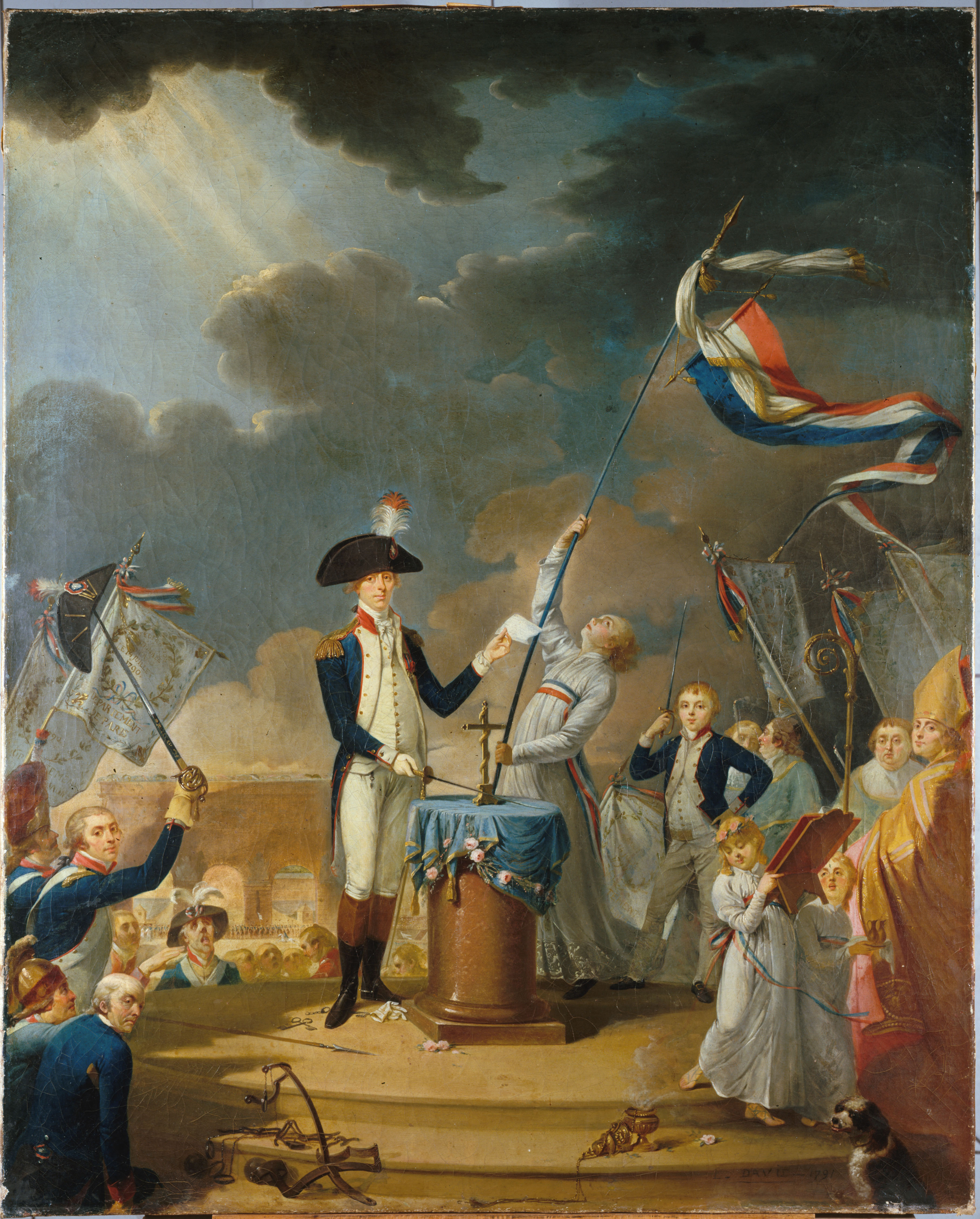
Il Marchese La Fayette con l'uniforme della Guardia nazionale durante la rivoluzione francese (1790).
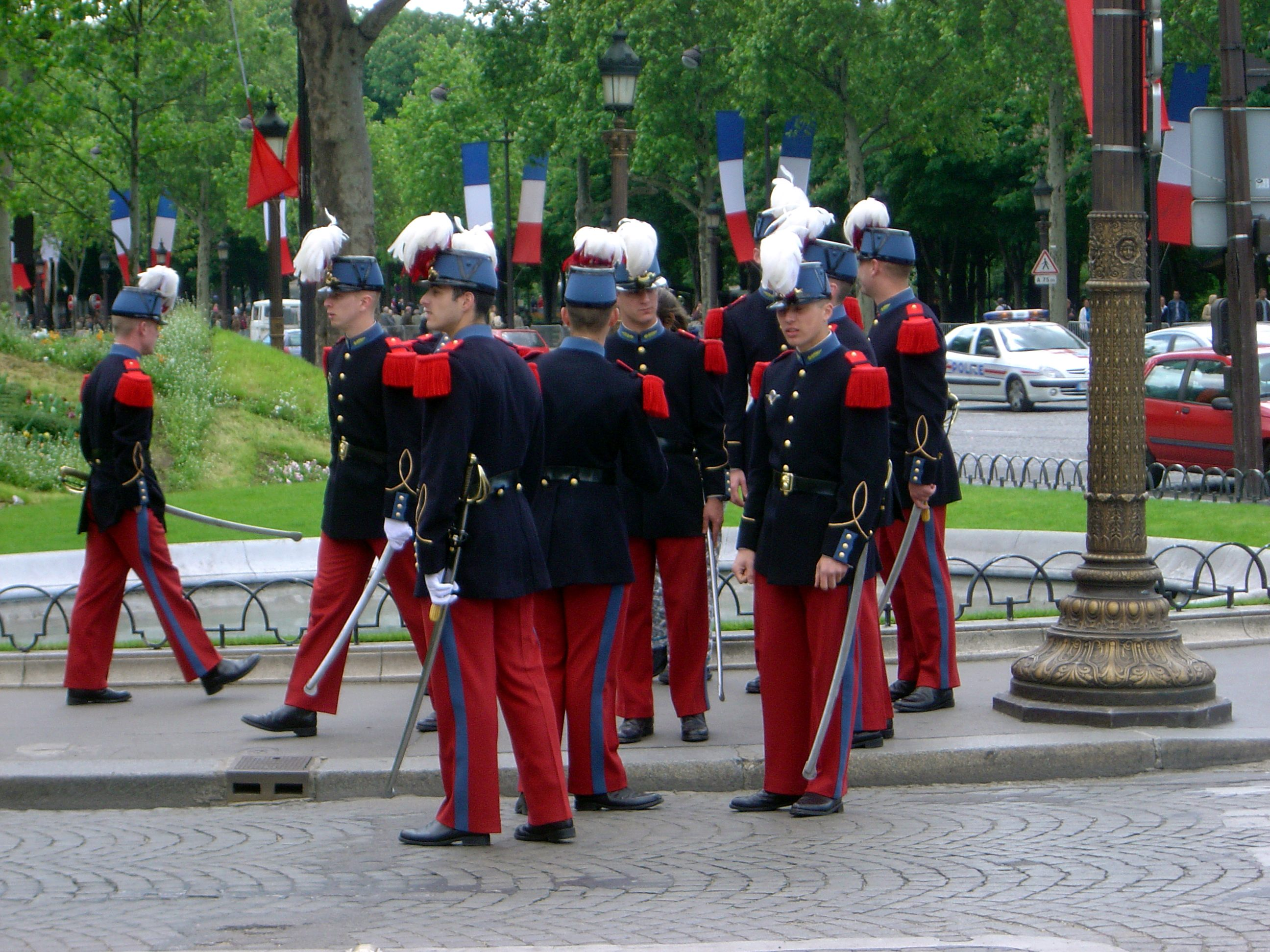
I cadetti dell'École spéciale militaire de Saint-Cyr, l'accademia militare francese, indossano ancora le uniformi blu e rosse dell'esercito francese antecedenti al 1915.
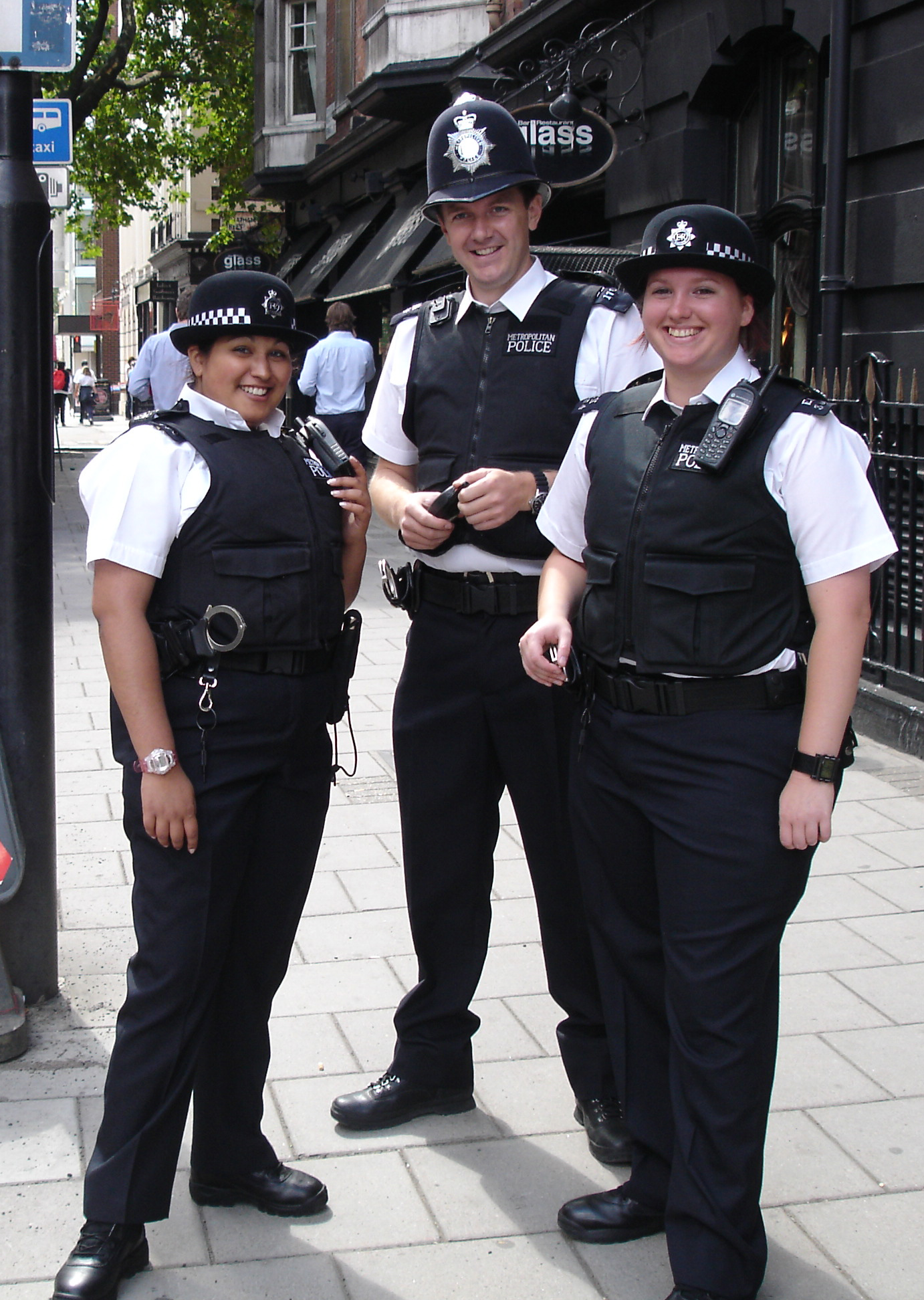
Ufficiali della polizia metropolitana a Soho, Londra (2007).
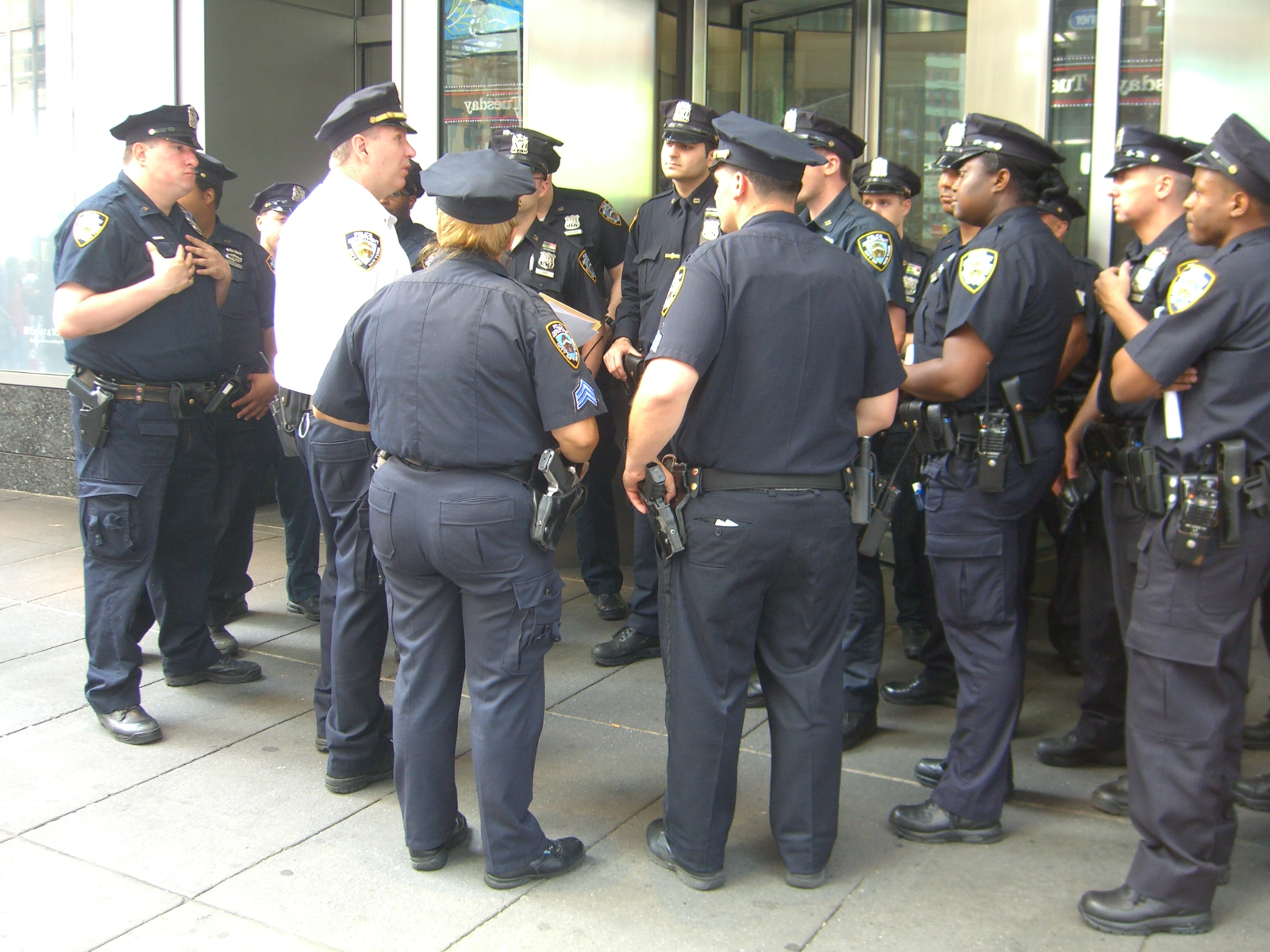
Ufficiali della polizia di New York City a Times Square (2010).

### Alla ricerca del blu perfetto
Per tutto il XVII e XVIII secolo, i chimici di tutta Europa cercarono di scoprire un modo per creare pigmenti blu sintetici, cercando così di evitare le spese per importare e macinare lapislazzuli, azzurrite e altri minerali. Gli egiziani erano riusciti a creare un colore sintetico, il blu egiziano, tremila anni prima di Cristo, ma la formula era andata perduta. Anche i cinesi avevano creato pigmenti sintetici, ma in Occidente la loro formula non era ancora conosciuta.
Nel 1709 un droghiere e fabbricante di colori tedesco di nome Johann Jacob Diesbach scoprì per caso un nuovo pigmento blu mentre armeggiava con potassa e solfato di ferro. Il nuovo colore venne inizialmente chiamato «blu di Berlino», ma in seguito divenne noto come «blu di Prussia». A partire dal 1710 venne utilizzato dal pittore francese Antoine Watteau e successivamente dal suo successore Nicolas Lancret. Divenne immensamente popolare per la fabbricazione di carta da parati e nel XIX secolo fu ampiamente utilizzato dai pittori impressionisti francesi.
A partire dagli anni '20 del XIX secolo, il blu di Prussia venne importato in Giappone attraverso il porto di Nagasaki. I giapponesi lo chiamavano bero-ai, o «blu di Berlino», e divenne popolare perché non sbiadiva come il tradizionale pigmento blu giapponese, l'ai-gami, ricavato dalla Commelina communis. Il blu di Prussia venne usato sia da Hokusai, nelle sue famose stampe di onde, che da Hiroshige.
Nel 1824 la Société d'encouragement pour l'industrie nationale in Francia offrì un premio a chi avesse inventato un blu oltremare artificiale che potesse competere con il colore naturale ricavato dal lapislazzuli. Il premio venne vinto nel 1826 da un chimico di nome Jean Baptiste Guimet, ma egli si rifiutò di rivelare la formula del suo colore. Nel 1828, un altro scienziato, Christian Gmelin, allora professore di chimica a Tubinga, scoprì il procedimento e pubblicò la sua formula. Questo fu l'inizio della nuova industria per la fabbricazione del blu oltremare artificiale, che alla fine sostituì quasi completamente il prodotto naturale.
Nel 1878 un chimico tedesco di nome A. von Baeyer scoprì un sostituto sintetico dell'indigotina, il principio attivo dell'indaco. Questo prodotto sostituì gradualmente l'indaco naturale e, dopo la fine della prima guerra mondiale, pose fine al commercio dell'indaco dalle Indie orientali e occidentali.
Nel 1901 venne inventato un nuovo pigmento blu sintetico, chiamato blu di indantrene, che aveva una resistenza ancora maggiore allo scolorimento provocato dal lavaggio o dall'esposizione al sole. Questo colorante sostituì gradualmente l'indaco artificiale, la cui produzione cessò intorno al 1970. Oggi quasi tutti gli abiti blu vengono tinti con il blu di indantrene.

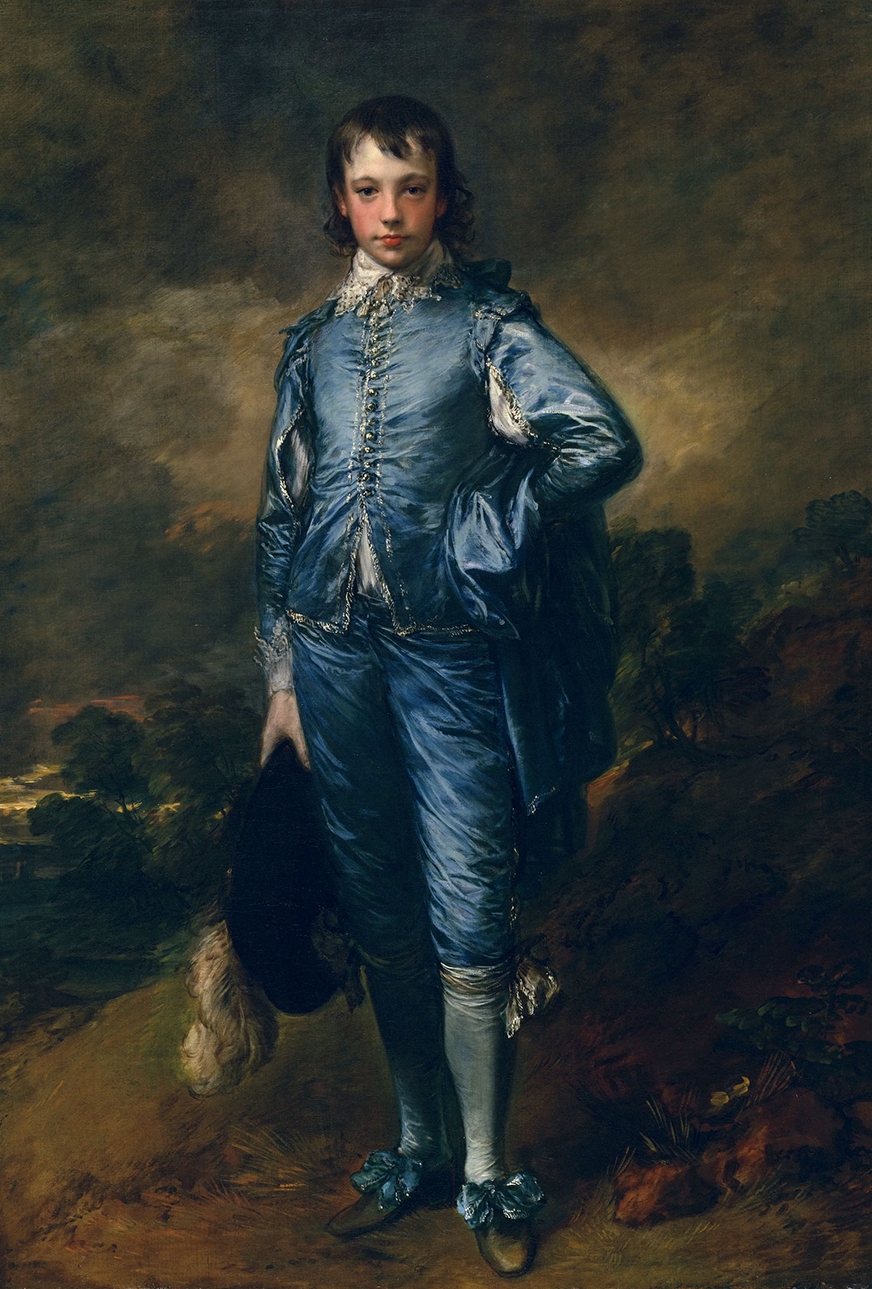
Nel Blue Boy di Thomas Gainsborough vi sono «il sontuoso lapislazzuli, il più scuro pigmento indaco e il più chiaro cobalto»[50].
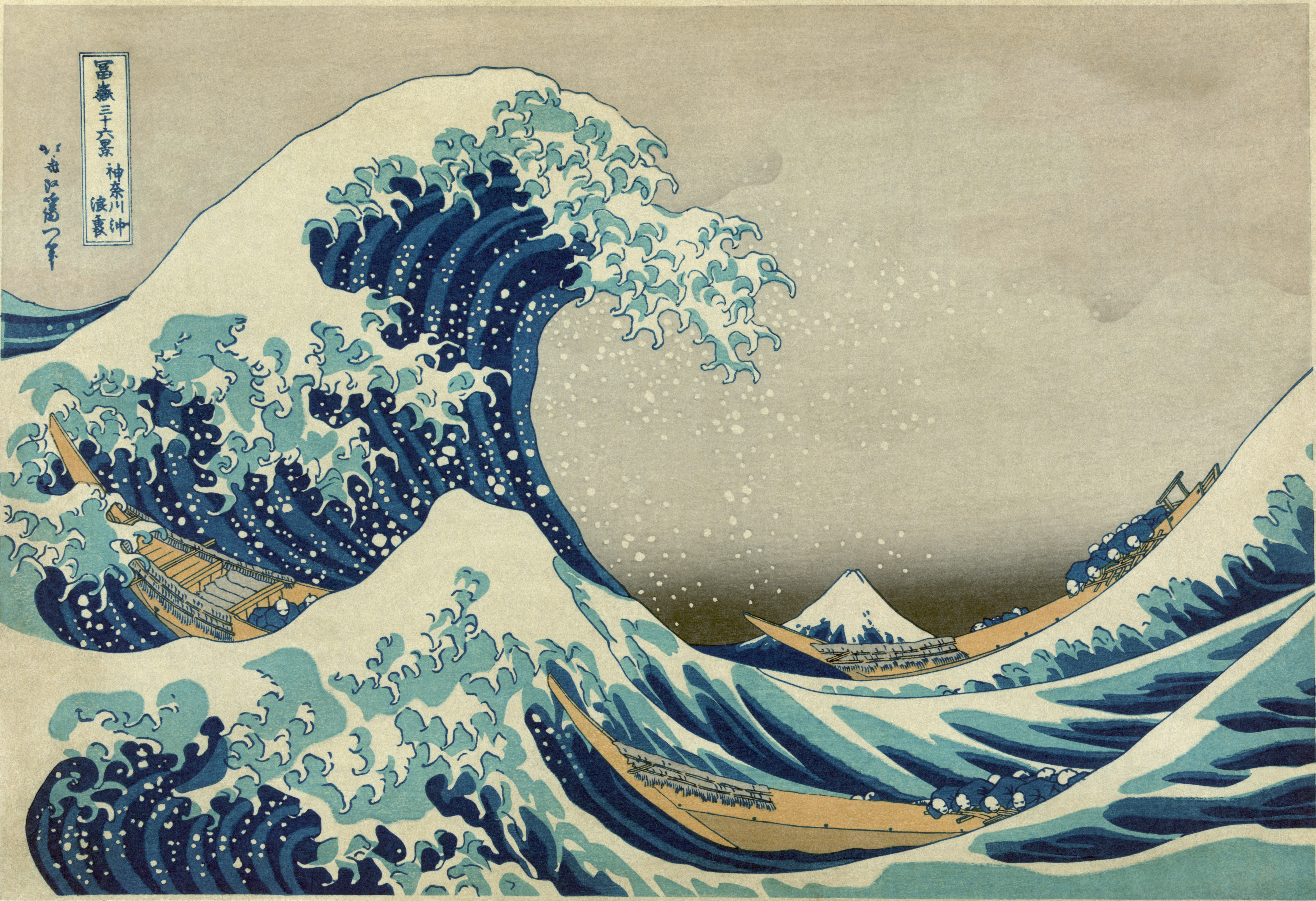
Hokusai, l'artista giapponese del XIX secolo, utilizzò il blu di Prussia, un colore sintetico importato dall'Europa, nelle sue rappresentazioni di onde, come La grande onda di Kanagawa.
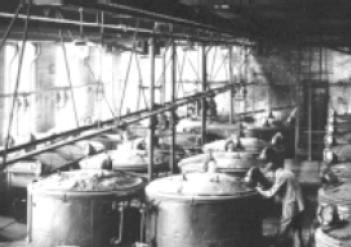
Una fabbrica di colorante indaco sintetico in Germania nel 1890. La produzione di questo colorante pose fine al commercio dell'indaco dall'America e dall'India, iniziato nel XV secolo.

### I pittori impressionisti
L'invenzione di nuovi pigmenti blu sintetici nei secoli XVIII e XIX arricchì e apportò nuove tonalità brillanti alla tavolozza dei pittori. J. M. W. Turner era molto incline a sperimentare nuovi pigmenti ed esiste qualche indizio che egli abbia usato oltremare sintetico come acquerello alla fine del decennio 1820-30 e tra i venti principali materiali usati nei dipinti impressionisti dodici erano colori nuovi e sintetici, come l'azzurro ceruleo, il blu cobalto e l'oltremare artificiale.
Un altro importante fattore che influenzò la pittura del XIX secolo fu la teoria dei colori complementari, sviluppata dal chimico francese Michel Eugene Chévreul nel 1828 e pubblicata nel 1839. Egli dimostrò che ponendo due colori complementari, come il blu e il giallo-arancio o il blu oltremare e il giallo, l'uno accanto all'altro si intensificava l'intensità di ogni colore «fino all'apogeo della loro tonalità». Nel 1879 un fisico americano, Ogden Rood, pubblicò un libro, Modern Chromatics, in cui venivano indicati i complementari di ogni colore dello spettro. Claude Monet presenta alcuni dei suoi contrasti di colore più «chevreuliani» in quadri che raffigurano acqua, dove il gioco della luce solare è al massimo della luminosità. In Regate ad Argenteuil (1872), l'acqua azzurra è arricchita da arancione vivo, la casa dal tetto rosso è collocata tra fogliame verde, e figure e ombre violette si stagliano contro le vele giallo-crema. Quando in Impressione, levar del sole (1872) Monet utilizza la stessa audace giustapposizione di arancione e azzurro, il disco solare sembra quasi balzare fuori dalla tela. Pierre-Auguste Renoir in In barca sulla Senna (1879-80) presenta una barchetta di un arancio stridente, sullo sfondo dell'acqua azzurro cupo, mentre le ombre rosse della prua sono complementari a una zona di fogliame verde in primo piano ed edifici pallidi gettano lumeggiature gialle tra i porpora dei loro riflessi indistinti. Sia Monet che Renoir facevano largo uso di colori non mescolati.
Monet e gli impressionisti furono tra i primi ad osservare che le ombre erano piene di colore. In La Gare Saint-Lazare i grigi, i marroni e perfino i neri sono ottenuti senza terre e quasi interamente da complesse miscele dei nuovi brillanti colori artificiali: blu cobalto, azzurro ceruleo, oltremare sintetico, verde smeraldo, verde di Guignet, giallo cromo, vermiglione e cresimi intenso. Il blu era il colore preferito dei pittori impressionisti, che lo utilizzavano non solo per rappresentare la natura, ma per indicare stati d'animo, sentimenti e creare atmosfere. Il blu cobalto, un pigmento di ossido di cobalto e di ossido di alluminio, era tra i colori preferiti da Pierre-Auguste Renoir e Vincent van Gogh. Era simile allo smaltino, il pigmento usato da secoli per produrre vetro blu, ma subì notevoli migliorie da parte del chimico francese Louis Jacques Thénard, che lo scoprì nel 1802. Era molto stabile, ma anche estremamente costoso. Van Gogh scrisse al fratello Theo: «Il [blu] cobalto è un colore divino e non c'è niente di così bello per creare atmosfera intorno alle cose...».
Con queste parole van Gogh descrisse a Theo come compose un cielo: «Il cielo azzurro cupo era punteggiato di nuvole di un blu più profondo del blu fondamentale del cobalto intenso, e altre di un azzurro più chiaro simile al biancore azzurro della Via Lattea. Il mare era di un oltremare molto scuro [...] la spiaggia di una specie di violetto e ruggine tenue, così la vedevo e sulle dune [...] alcuni cespugli blu di Prussia»

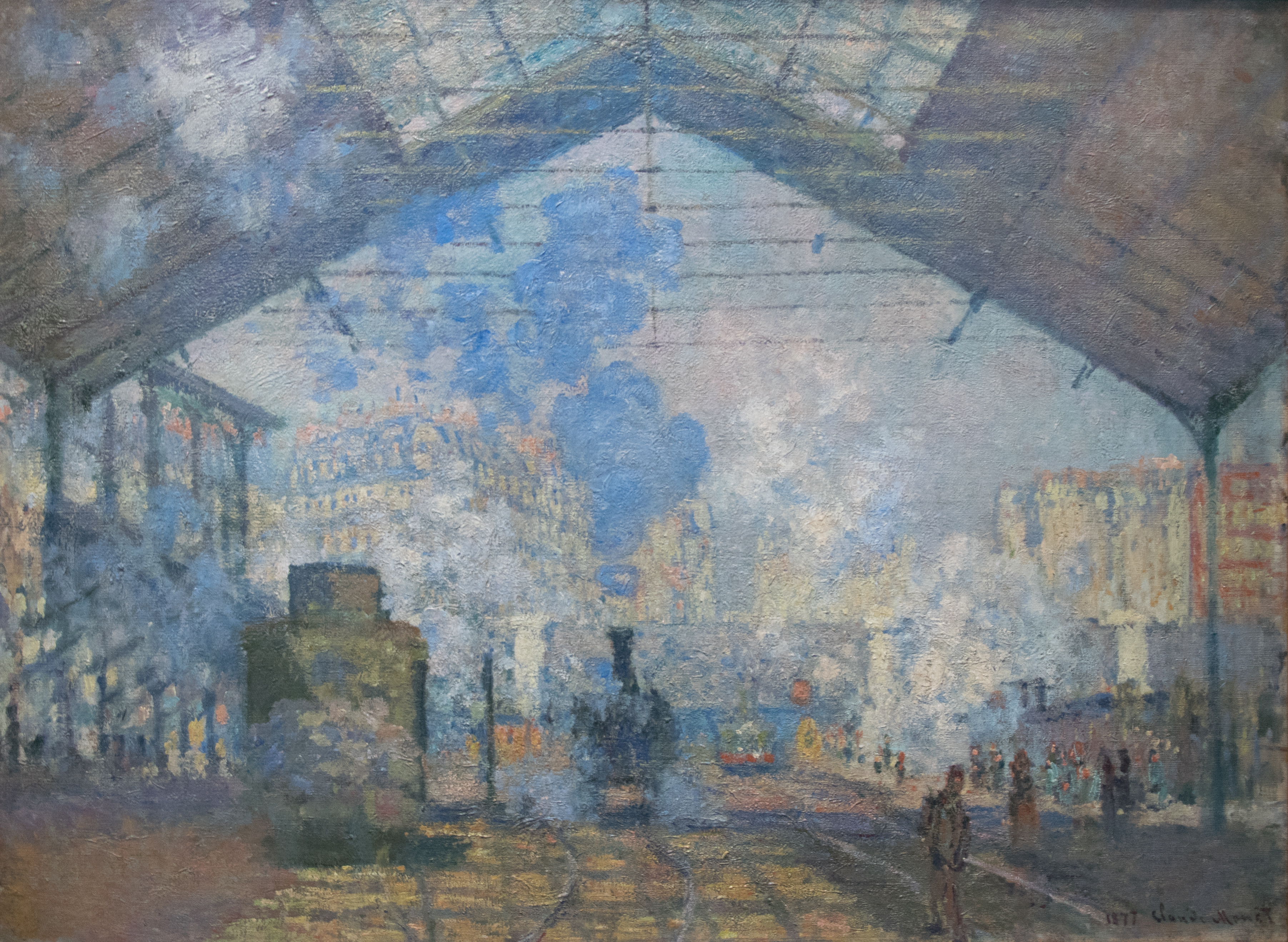
Claude Monet utilizzò diversi colori inventati di recente nella sua Gare Saint-Lazare (1877): il blu cobalto, inventato nel 1807, il blu ceruleo, inventato nel 1860, e il blu oltremare francese, prodotto per la prima volta nel 1828.
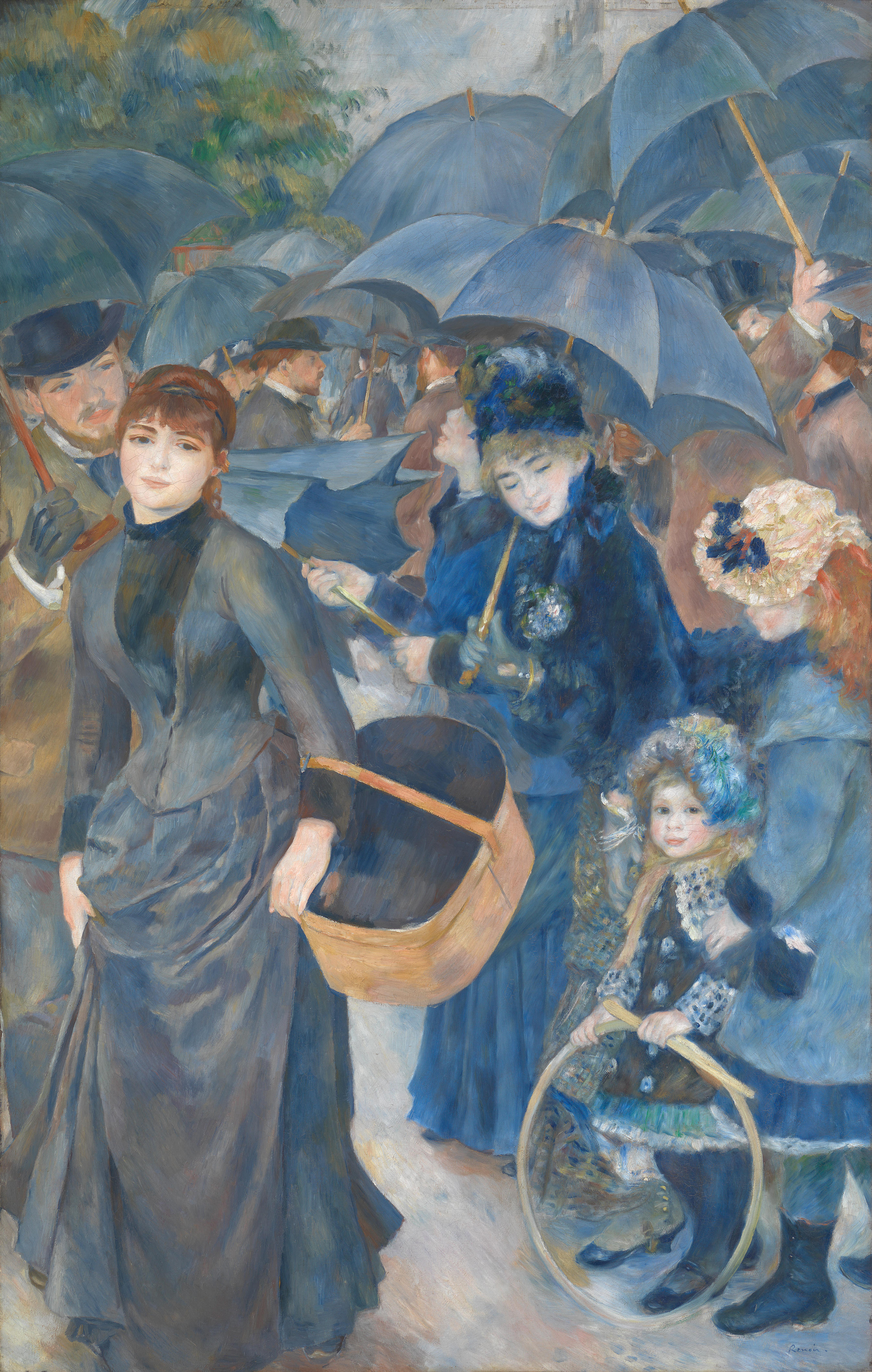
Gli ombrelli, di Pierre-Auguste Renoir (1881 e 1885). Renoir usò il blu cobalto per il lato destro dell'immagine, ma impiegò il nuovo blu oltremare sintetico, introdotto negli anni '70 del XIX secolo, quando aggiunse le due figure a sinistra alcuni anni dopo.
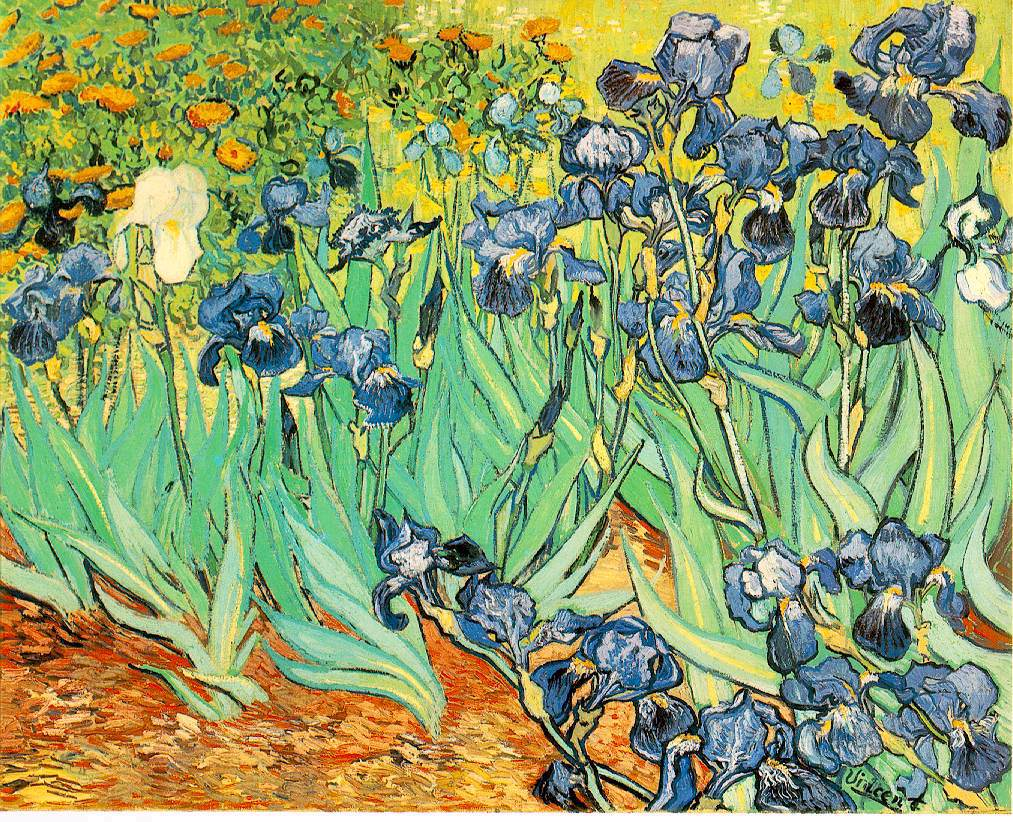
Negli Iris di Vincent van Gogh, gli iris blu sono posizionati contro uno sfondo del loro colore complementare, il giallo-arancio.
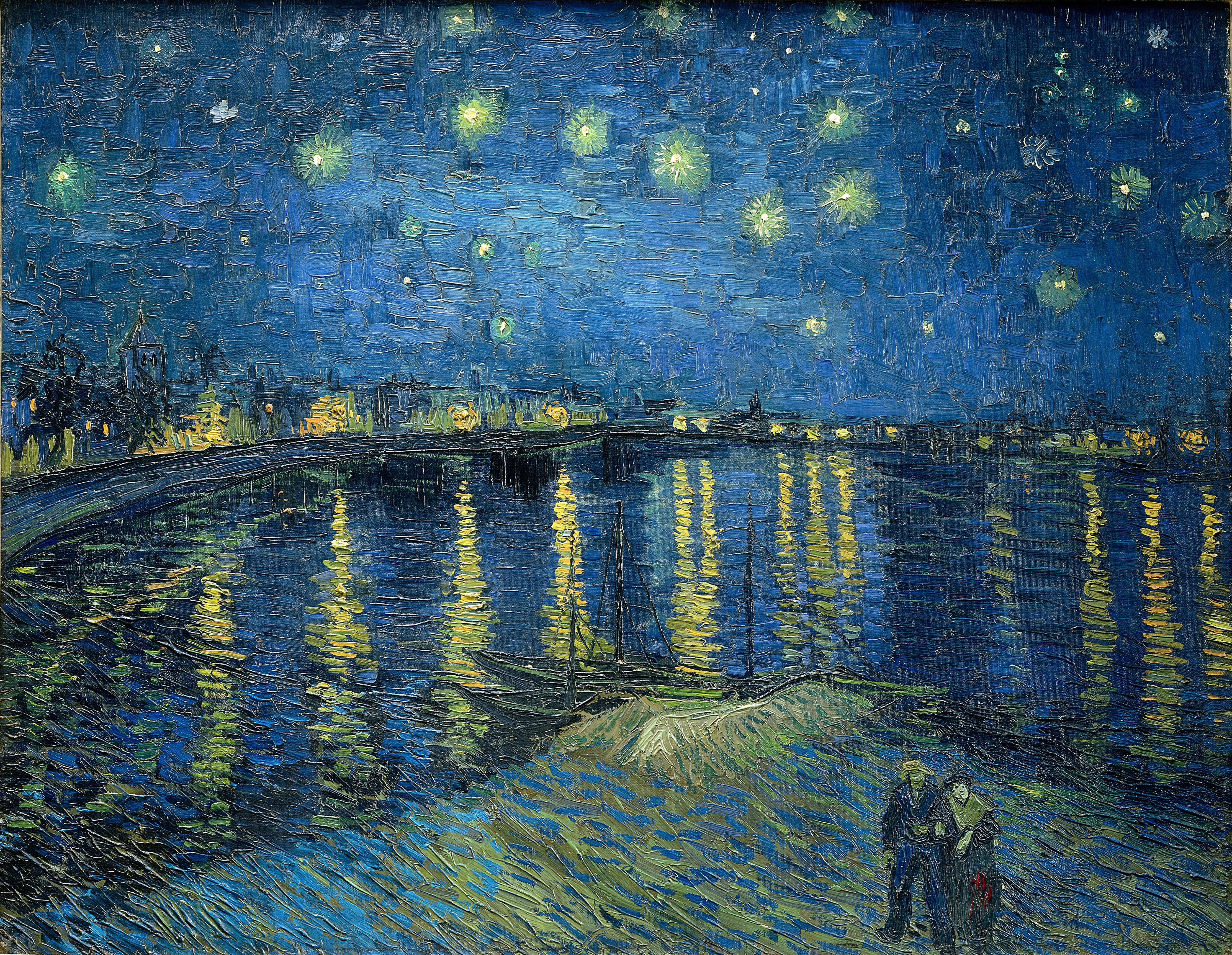
In Notte stellata sul Rodano di van Gogh (1888) il blu serve per creare l'atmosfera magica della scena raffigurata. Il cielo è blu cobalto, l'acqua blu cobalto e oltremare.
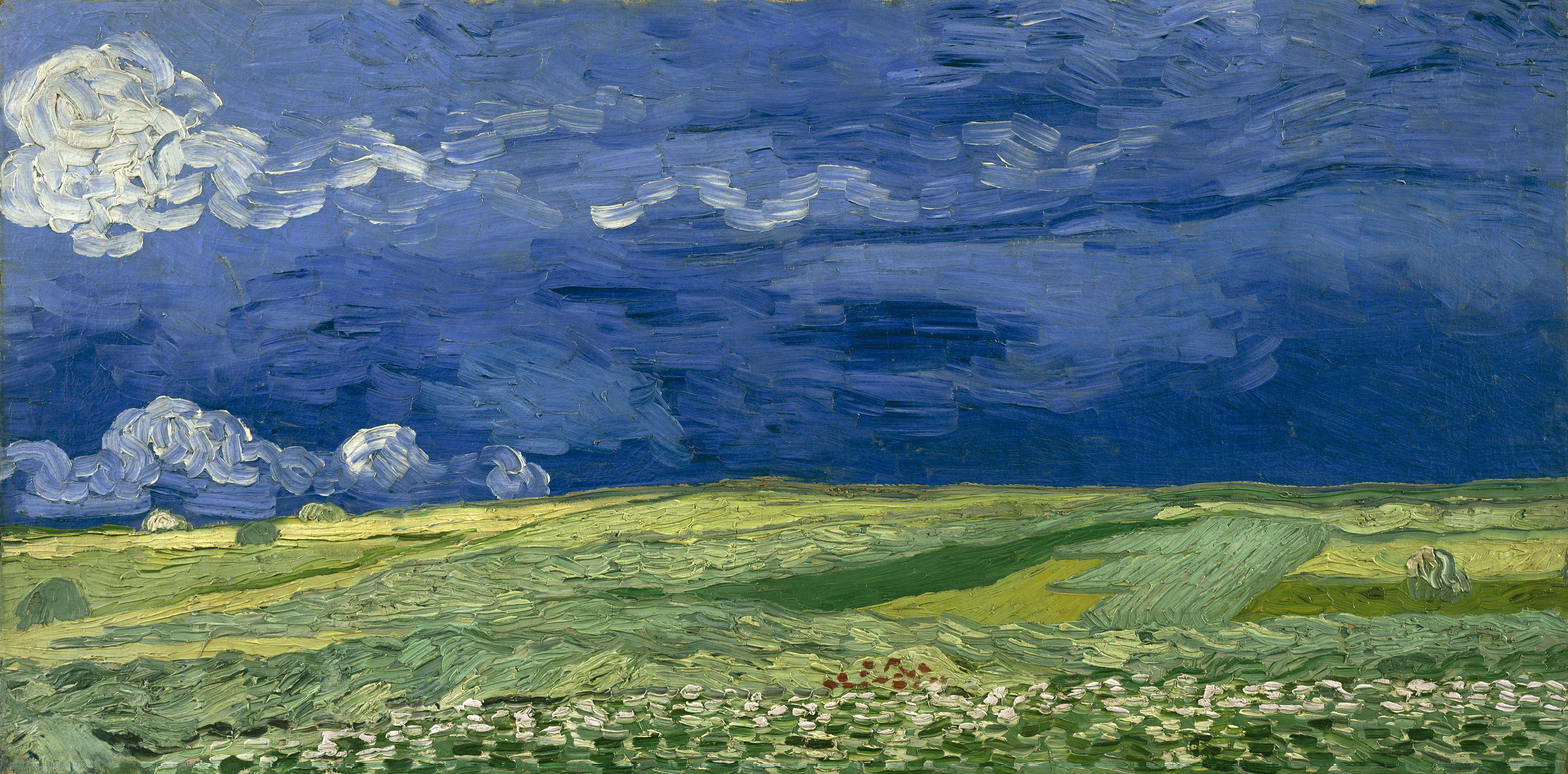
Campo di grano sotto un cielo tempestoso (luglio 1890), uno degli ultimi dipinti di Vincent van Gogh. Riferendosi al blu cobalto, l'artista scrisse che «non c'è niente di così bello per creare atmosfera intorno alle cose».

### Il completo blu
Il blu era divenuto per la prima volta il colore «alla moda» dei ricchi e potenti d'Europa nel XIII secolo, quando venne indossato da Luigi IX di Francia, meglio noto come San Luigi (1214-1270). Indossare vesti blu era simbolo di dignità e di ricchezza e gli abiti di questo colore erano limitati alla nobiltà. Tuttavia, il blu venne rimpiazzato dal nero come colore del potere nel XIV secolo, quando i principi europei, e successivamente i mercanti e i banchieri, volevano mostrare la loro serietà, dignità e devozione (vedi nero).
Il blu tornò gradualmente protagonista della moda di corte nel XVII secolo, come parte della tavolozza di colori sgargianti sfoggiati in costumi estremamente elaborati. Il moderno completo blu ha le sue radici nell'Inghilterra della metà del XVII secolo. Dopo la peste di Londra del 1665 e il grande incendio che si abbatté sulla stessa città nel 1666, il re Carlo II d'Inghilterra ordinò che i suoi cortigiani indossassero cappotti, gilet e calzoni di foggia semplice e di colore blu, grigio, bianco e camoscio. Ampiamente imitato, questo stile di moda maschile divenne quasi un'uniforme della classe mercantile londinese e del gentiluomo di campagna inglese.
Durante la rivoluzione americana, il leader del partito Whig d'Inghilterra, Charles James Fox, indossava un cappotto blu e gilet e calzoni camoscio, i colori del suo partito e dell'uniforme di George Washington, di cui sosteneva i principi. Il completo da uomo seguiva la forma base delle uniformi militari dell'epoca, in particolare di quelle della cavalleria.
All'inizio del XIX secolo, durante la reggenza del futuro re Giorgio IV, il completo blu fu rivoluzionato da un cortigiano di nome George Beau Brummell. Brummell creò un completo che si adattava alla forma umana. Il nuovo stile aveva una lunga coda tagliata per adattarsi al corpo e lunghi pantaloni attillati che sostituivano i pantaloni al ginocchio e le calze tipici del secolo precedente. Utilizzò colori semplici, come il blu e il grigio, affinché si concentrasse l'attenzione sulla forma del corpo, non sugli abiti. Secondo Brummel, «Se la gente si gira a guardarti per strada, non sei ben vestito». Questo stile venne adottato dal Principe Reggente e in seguito dall'alta società di Londra. Originariamente il cappotto e i pantaloni erano di colori differenti, ma nel XIX secolo divenne di moda il completo di un solo colore. A partire dalla fine del XIX secolo, il completo nero divenne l'uniforme degli uomini d'affari di Inghilterra ed America. Nel XX secolo, il completo nero venne a sua volta in gran parte sostituito da uno di colore blu scuro o grigio.

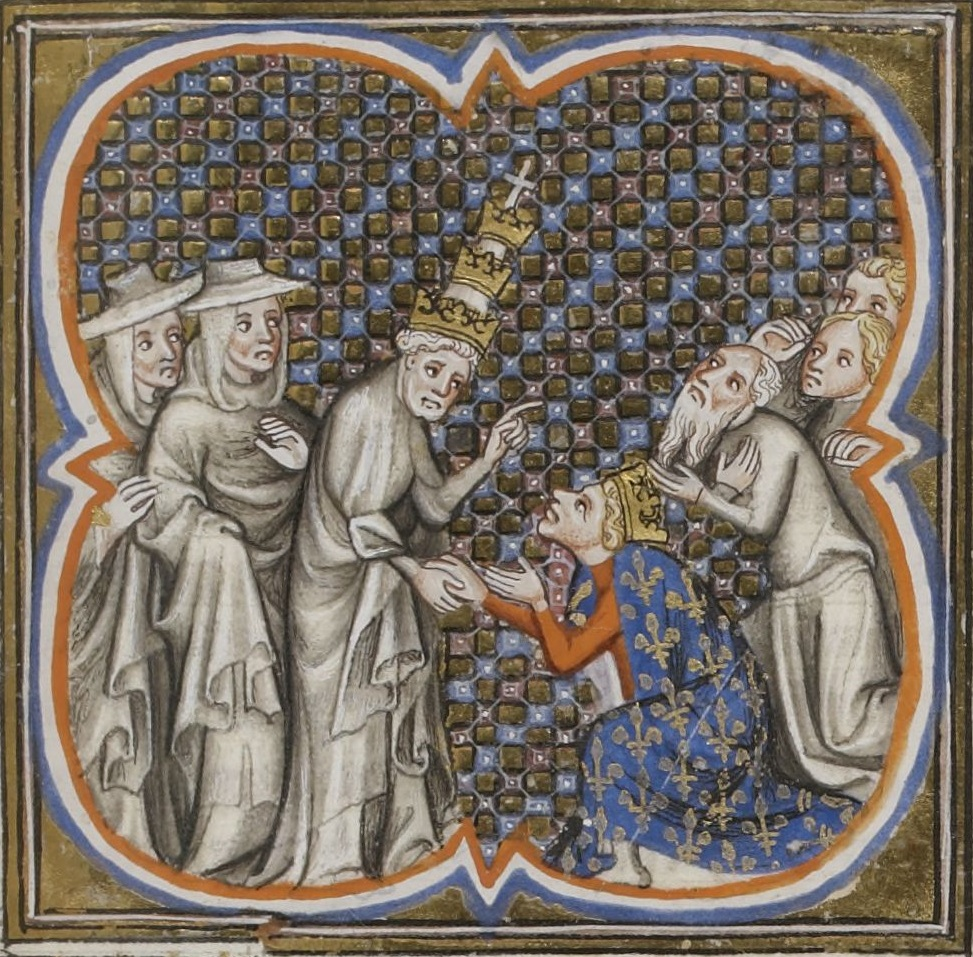
Il re Luigi IX di Francia (a destra, con papa Innocenzo) fu il primo monarca europeo a vestire in blu, che divenne rapidamente il colore dei nobili e dei ricchi.
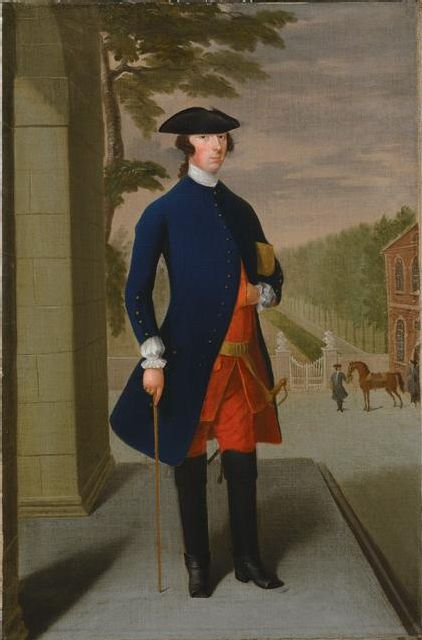
Joseph Leeson, in seguito primo conte di Milltown, nel tipico abito da gentiluomo di campagna inglese negli anni '30 del XVIII secolo.
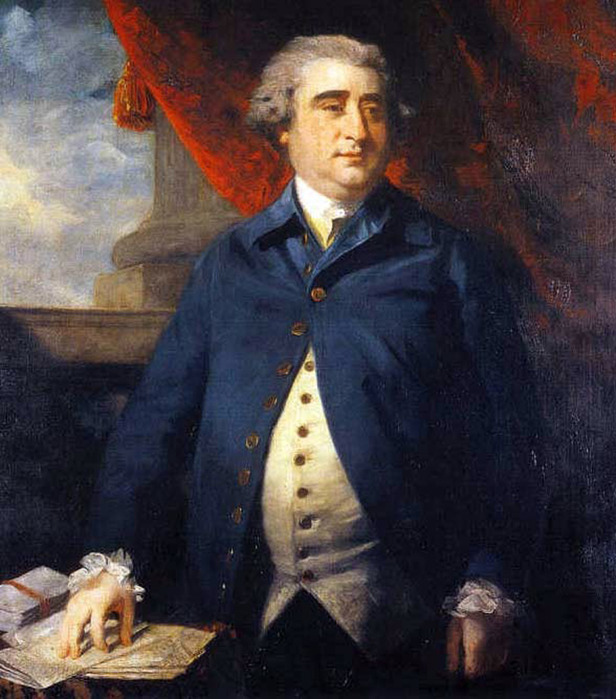
Charles James Fox (ritratto da Joshua Reynolds nel 1782), leader del partito Whig d'Inghilterra, indossava in Parlamento un completo blu a sostegno di George Washington e della rivoluzione americana.
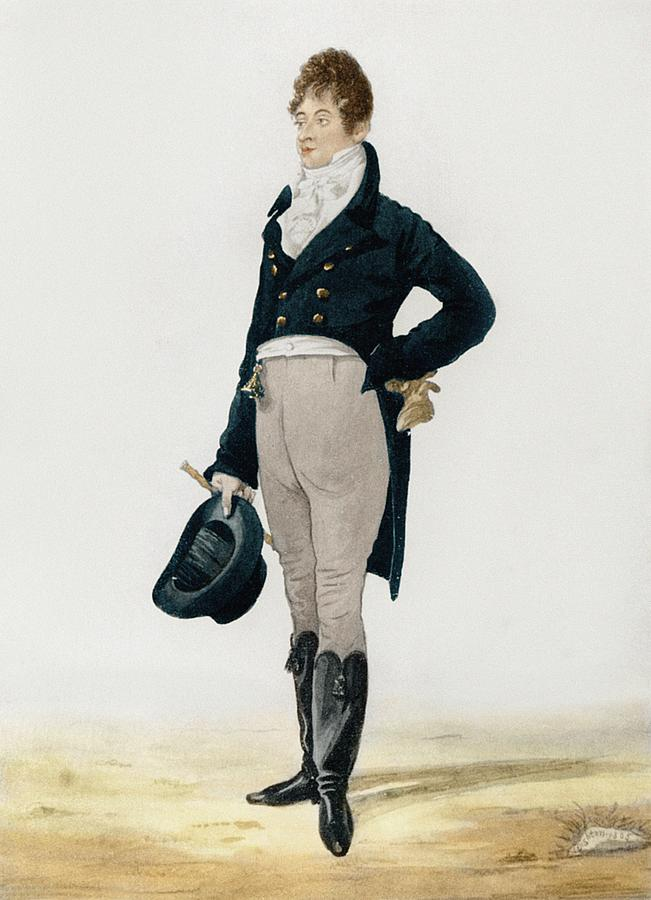
Beau Brummell introdusse l'antenato del moderno completo blu, modellato sul corpo (1805).
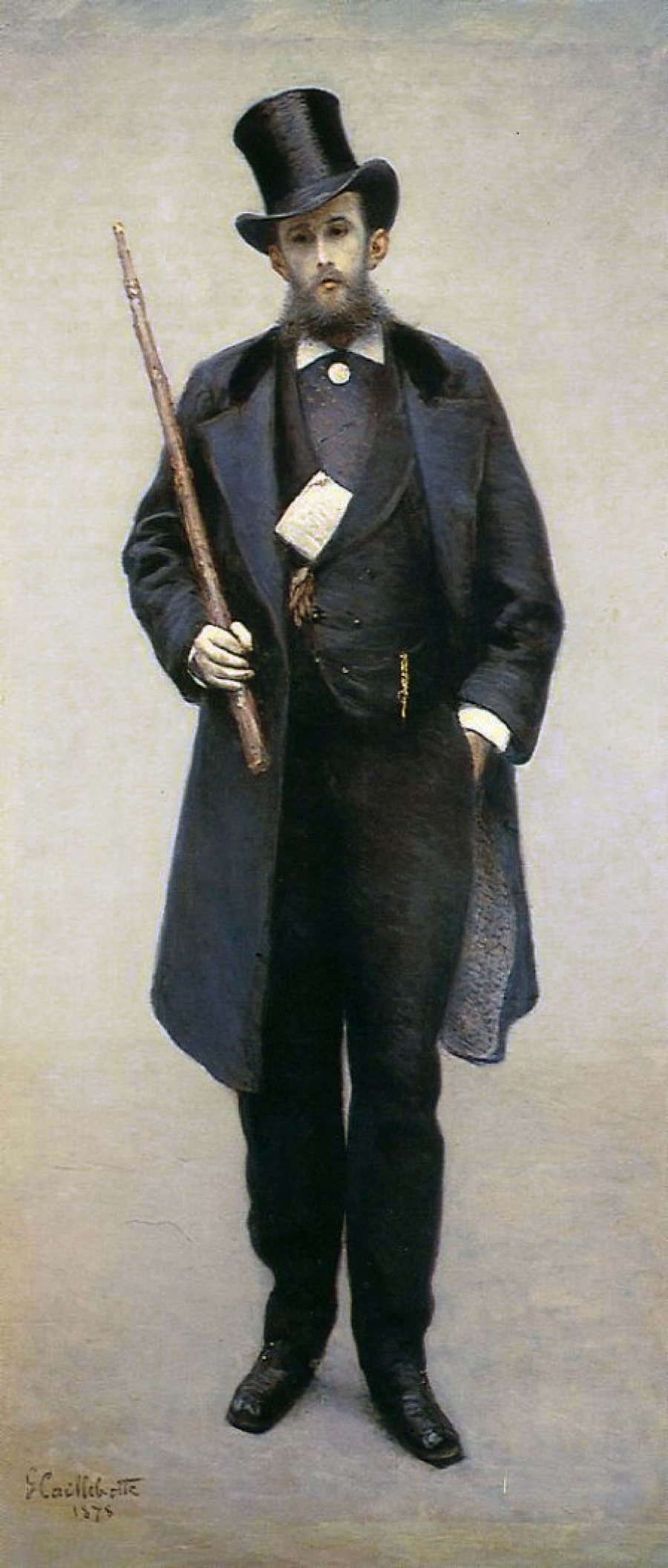
Completo blu da uomo degli anni '70 del XIX secolo in un dipinto di Caillebotte (Parigi).
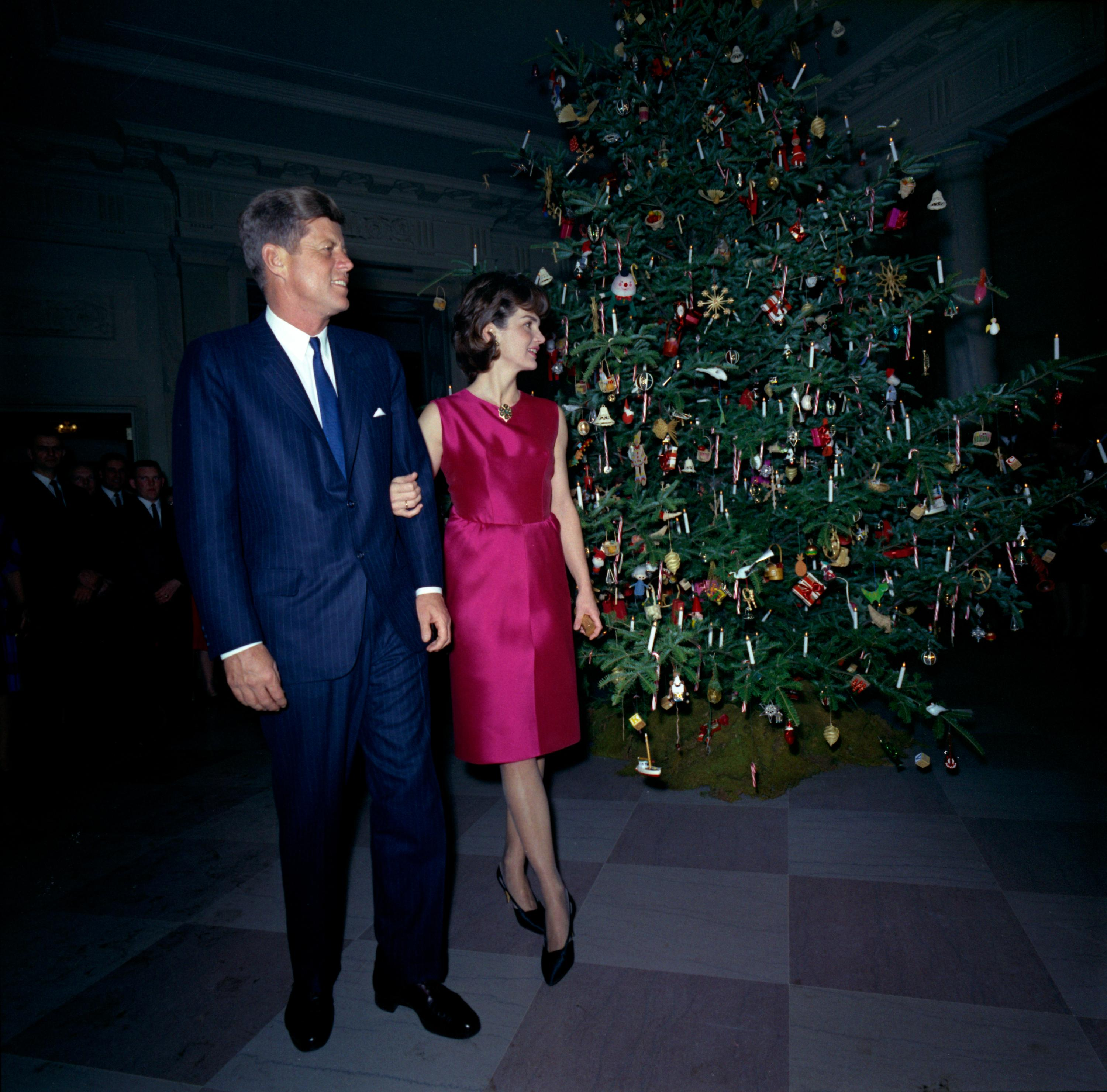
Il presidente John F. Kennedy rese popolare il completo blu a due bottoni, meno formale di quello dei suoi predecessori (1961).
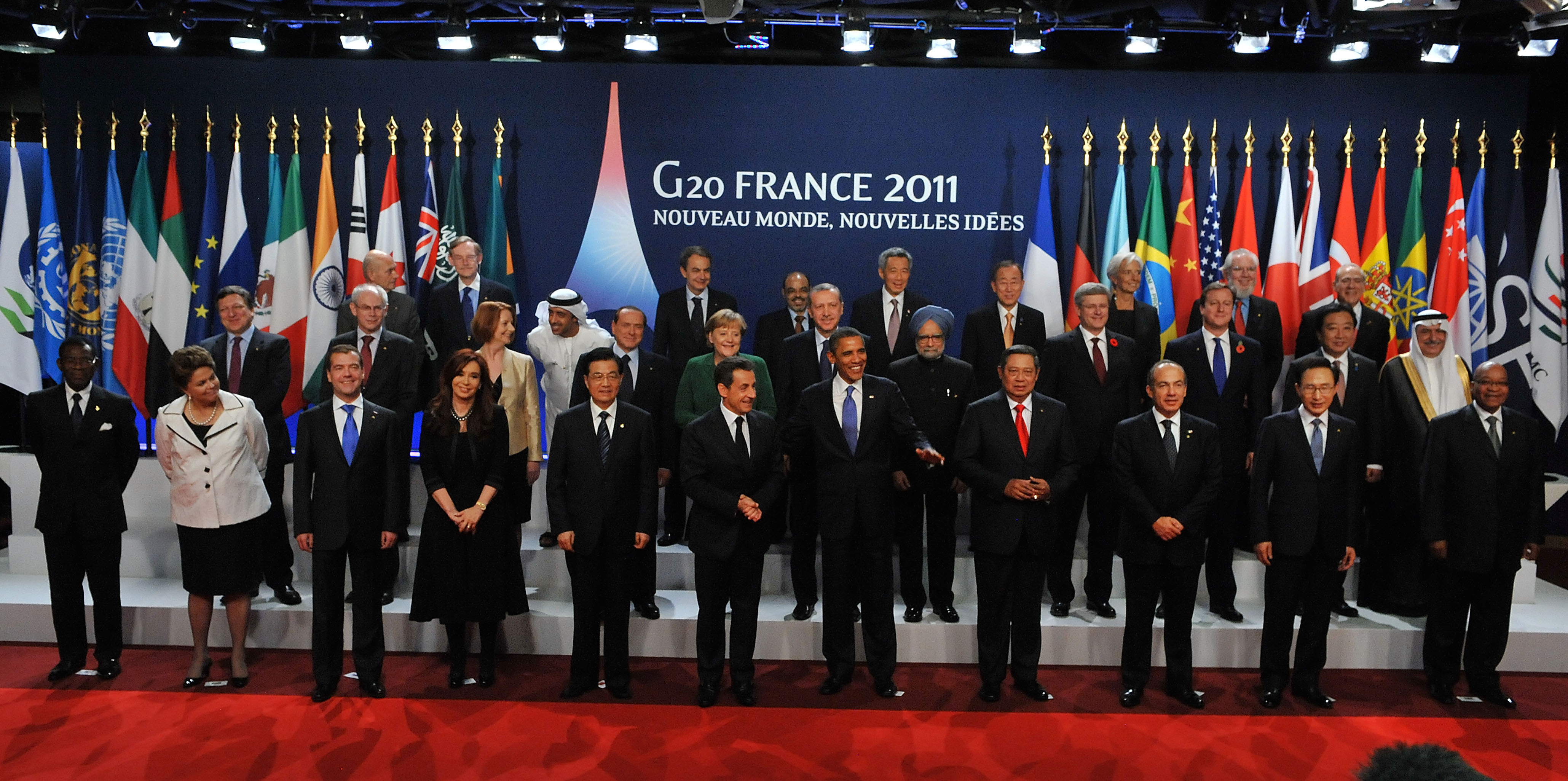
Nel XXI secolo, il completo blu scuro è l'abito più di moda tra i leader mondiali, qui al vertice dei G20 del 2011 a Cannes (Francia).

### Nel XX e XXI secolo
All'inizio del XX secolo, molti artisti riconobbero il potere emotivo del blu e ne fecero l'elemento centrale dei loro dipinti. Durante il suo Periodo blu (1901-1904) Pablo Picasso usò vari toni di blu e verde, con quasi totale assenza di colori caldi, per creare un'atmosfera malinconica. In Russia, il pittore simbolista Pavel Kuznetsov e il gruppo artistico della Rosa Blu (1906-1908) usarono il blu per creare un'atmosfera fantasiosa ed esotica. In Germania, Vassily Kandinsky e altri emigrati russi formarono il gruppo artistico chiamato Der Blaue Reiter («Il cavaliere azzurro») e usarono il blu per simboleggiare la spiritualità e l'eternità. Henri Matisse usò blu intensi per esprimere le emozioni che voleva che gli spettatori provassero; secondo le sue parole: «Un certo blu ti penetra nell'anima».
Nella seconda metà del XX secolo, i pittori appartenenti al movimento dell'espressionismo astratto iniziarono a usare il blu e altri colori nella sua forma pura, senza alcun tentativo di rappresentare nulla, allo scopo di ispirare idee ed emozioni. Il pittore Mark Rothko osservò che il colore era «solo uno strumento»: il suo interesse stava «nell'esprimere le emozioni umane, tragedia, estasi, sventura e così via».
Nella moda, il blu, in particolare quello scuro, continuava ad essere considerato come un colore serio ma non cupo e intorno alla metà del XX secolo superò il nero come colore più comune dei completi da uomo, l'abito di solito indossato dai leader politici e finanziari. Sondaggi di opinione pubblica negli Stati Uniti e in Europa hanno dimostrato che il blu è il colore preferito di oltre il 50% degli intervistati; vengono poi il verde (un po' meno del 20%), il bianco e il rosso (attorno all'8% ciascuno), mentre gli altri colori si collocano molto al di sotto.
Nel 1873 un tedesco immigrato a San Francisco, Levi Strauss, inventò un nuovo tipo resistente di pantaloni da lavoro, realizzati in tessuto denim e colorati con l'indaco, chiamati blue jeans. Nel 1935 la lussuosa rivista Vogue elevò questo capo d'abbigliamento nel regno dell'alta moda e a partire dagli anni '50 essi divennero una parte essenziale dell'abbigliamento dei giovani negli Stati Uniti, in Europa e nel resto del mondo.
Il blu viene anche considerato come un colore autorevole senza essere minaccioso. Dopo la seconda guerra mondiale il blu è divenuto il colore simbolo di importanti organizzazioni internazionali, come le Nazioni Unite, il Consiglio d'Europa, l'UNESCO, l'Unione Europea e la NATO. Le forze di pace delle Nazioni Unite indossano caschi blu per sottolineare il loro ruolo di mantenimento della pace. Il blu viene usato nella simbologia militare della NATO per indicare le forze amiche, da cui il termine blue on blue («blu su blu») per indicare il fuoco amico e il Blue Force Tracking, sistema di monitoraggio GPS per localizzare la posizione delle unità amiche. L'Esercito Popolare di Liberazione cinese (noto in passato come «Armata Rossa») usa il termine «Armata Blu» per indicare le forze ostili durante le esercitazioni.
Il XX secolo ha visto l'invenzione di nuovi modi di creare il blu, come la chemiluminescenza, producendo luce blu attraverso una reazione chimica.
Nel XX secolo è divenuto possibile anche possedere una propria tonalità di blu. L'artista francese Yves Klein, con l'aiuto di un venditore di vernici francese, ha creato un blu specifico chiamato International Klein Blue, che ha brevettato. Esso è fatto di blu oltremare combinato ad una resina chiamata Rhodopa, che gli conferisce un colore particolarmente brillante. La squadra di baseball dei Los Angeles Dodgers ha sviluppato un suo proprio blu, chiamato blu Dodger, e diverse università americane hanno inventato nuovi blu per le loro uniformi.
Con l'avvento del World Wide Web, il blu è diventato il colore standard per i collegamenti ipertestuali nei browser grafici (nella maggior parte di essi, i collegamenti diventano viola dopo essere stati visitati), per rendere evidente ai lettori la loro presenza all'interno del testo.

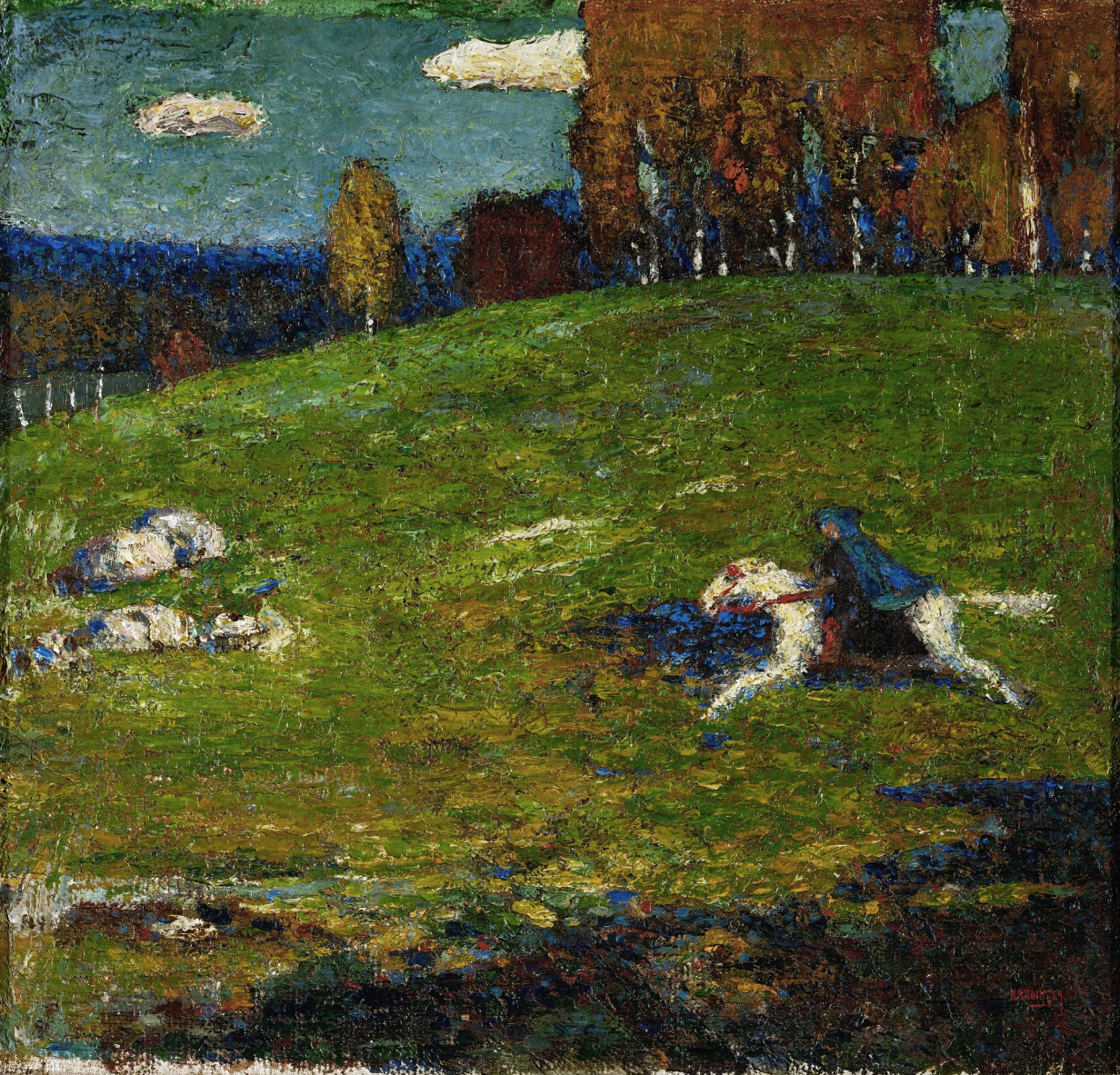
Il cavaliere azzurro (1903) di Vassily Kandinsky. Per Kandinsky, il blu era il colore della spiritualità: più scuro era il blu, più risvegliava il desiderio umano per l'eterno[61].
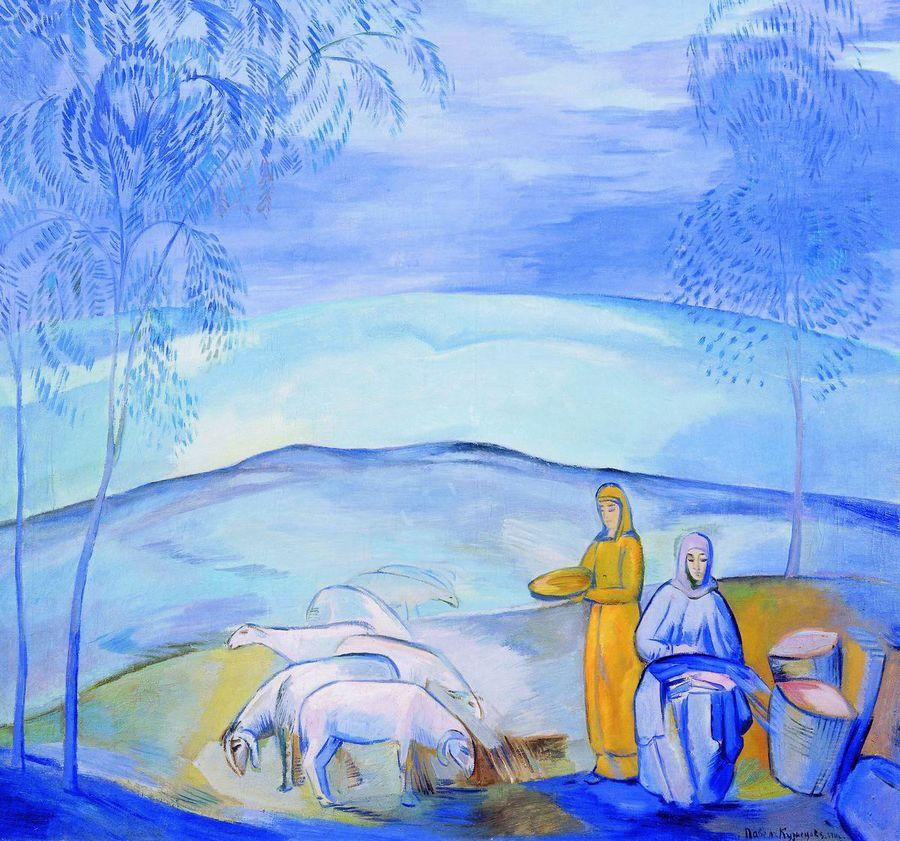
Il pittore d'avanguardia russo Pavel Kuznetsov e il suo gruppo, la Rosa Blu, usarono il blu per simboleggiare fantasia ed esotismo. Questo è Miraggio delle steppe (1911).
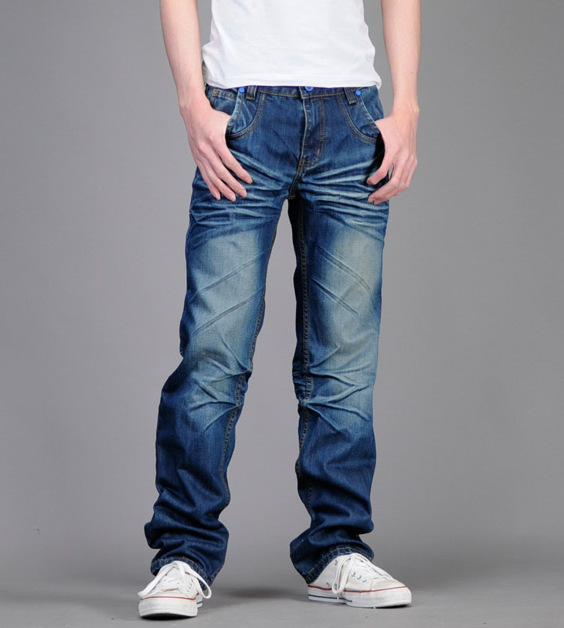
I blue jeans, realizzati in denim colorato con l'indaco, brevettati da Levi Strauss nel 1873, sono diventati una parte essenziale del guardaroba dei giovani a partire dagli anni '50.
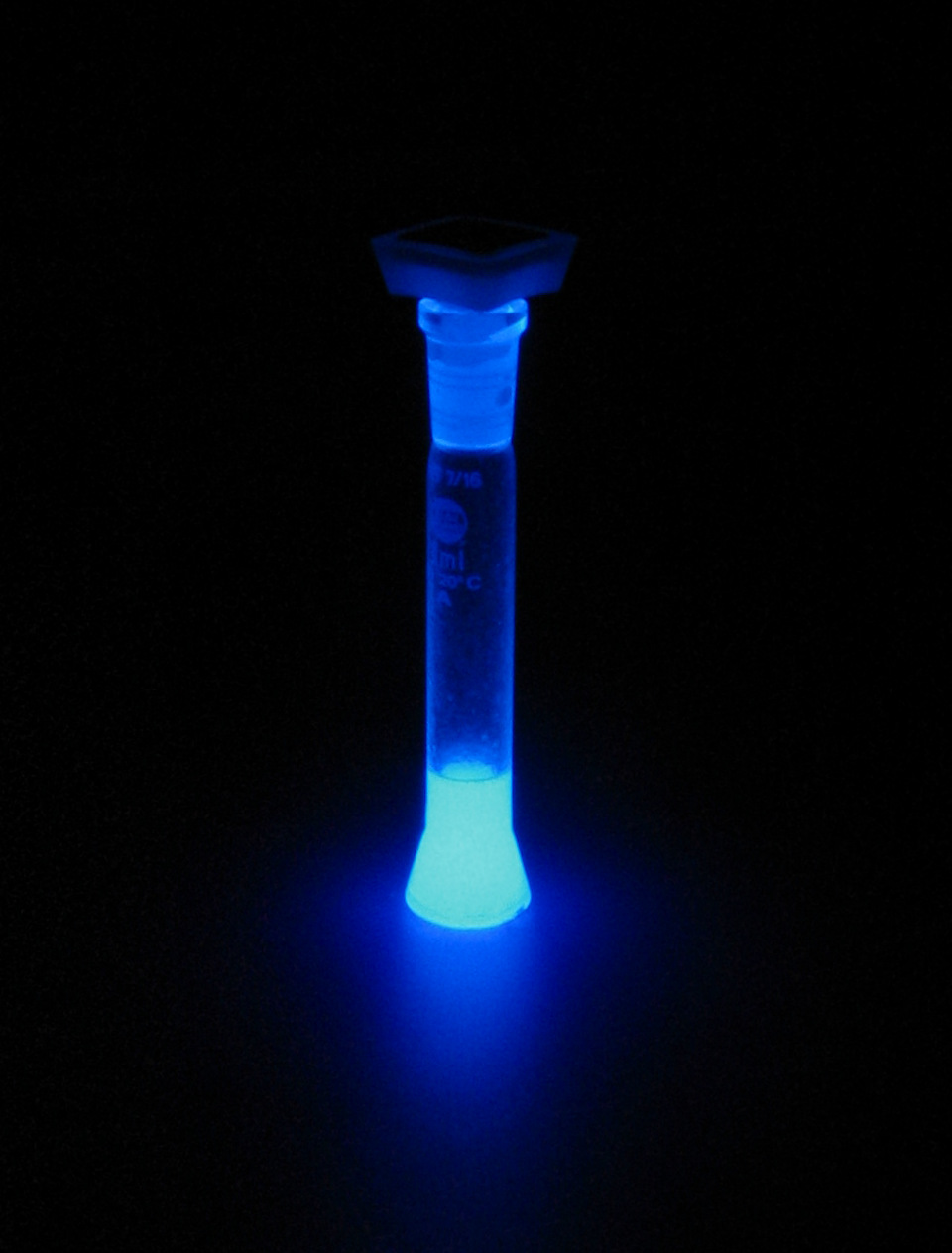
Blu vividi possono essere creati da reazioni chimiche, chiamate chemiluminescenza. Questo è il luminolo, una sostanza utilizzata nelle indagini sulla scena del crimine: si illumina di blu quando entra in contatto anche con una piccola traccia di sangue.
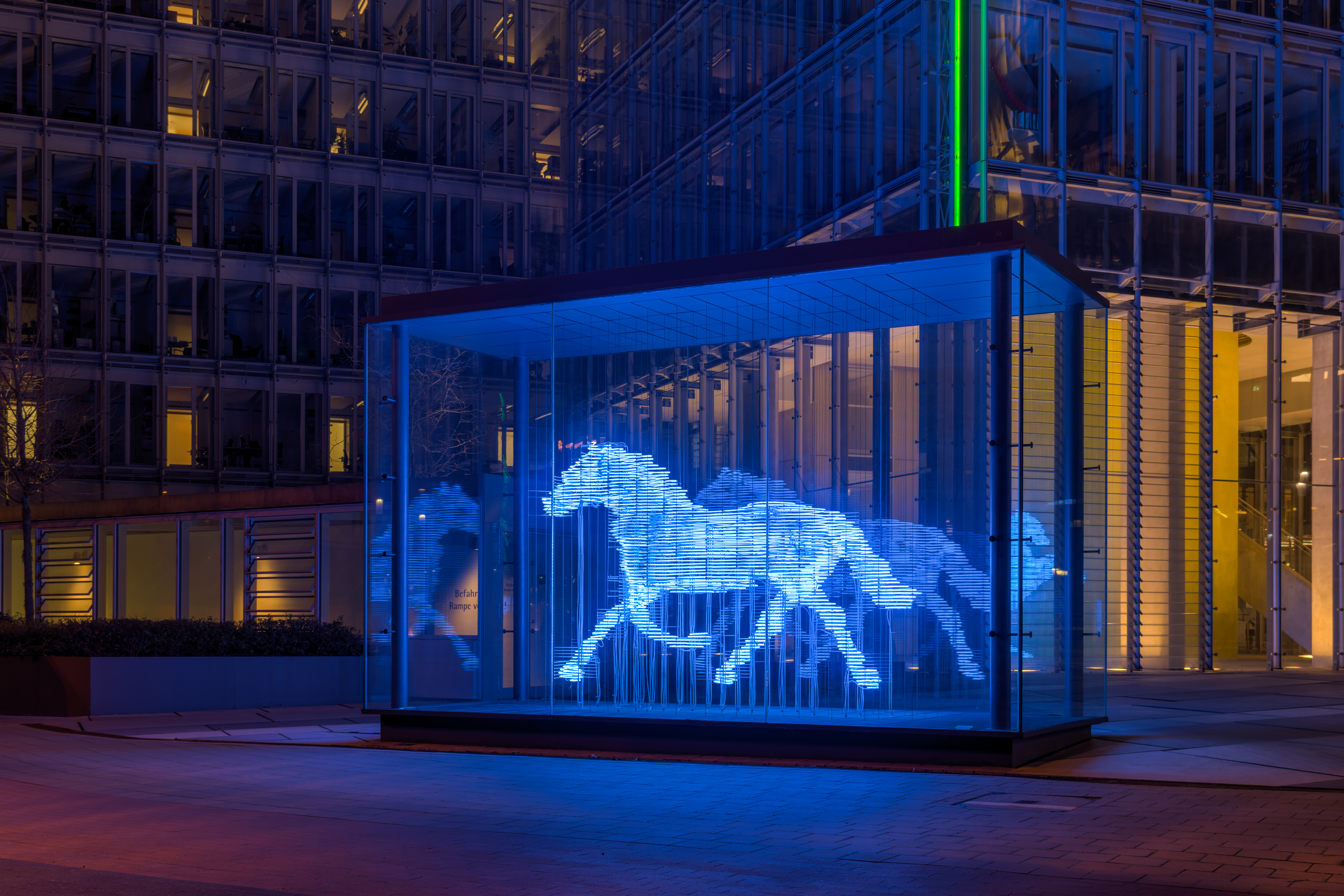
L'illuminazione al neon blu, utilizzata per la prima volta nella pubblicità, viene ora utilizzata nelle opere d'arte. Questo è Zwei Pferde für Münster (Due cavalli per Münster), una scultura al neon di Stephan Huber (2002) a Münster, in Germania.
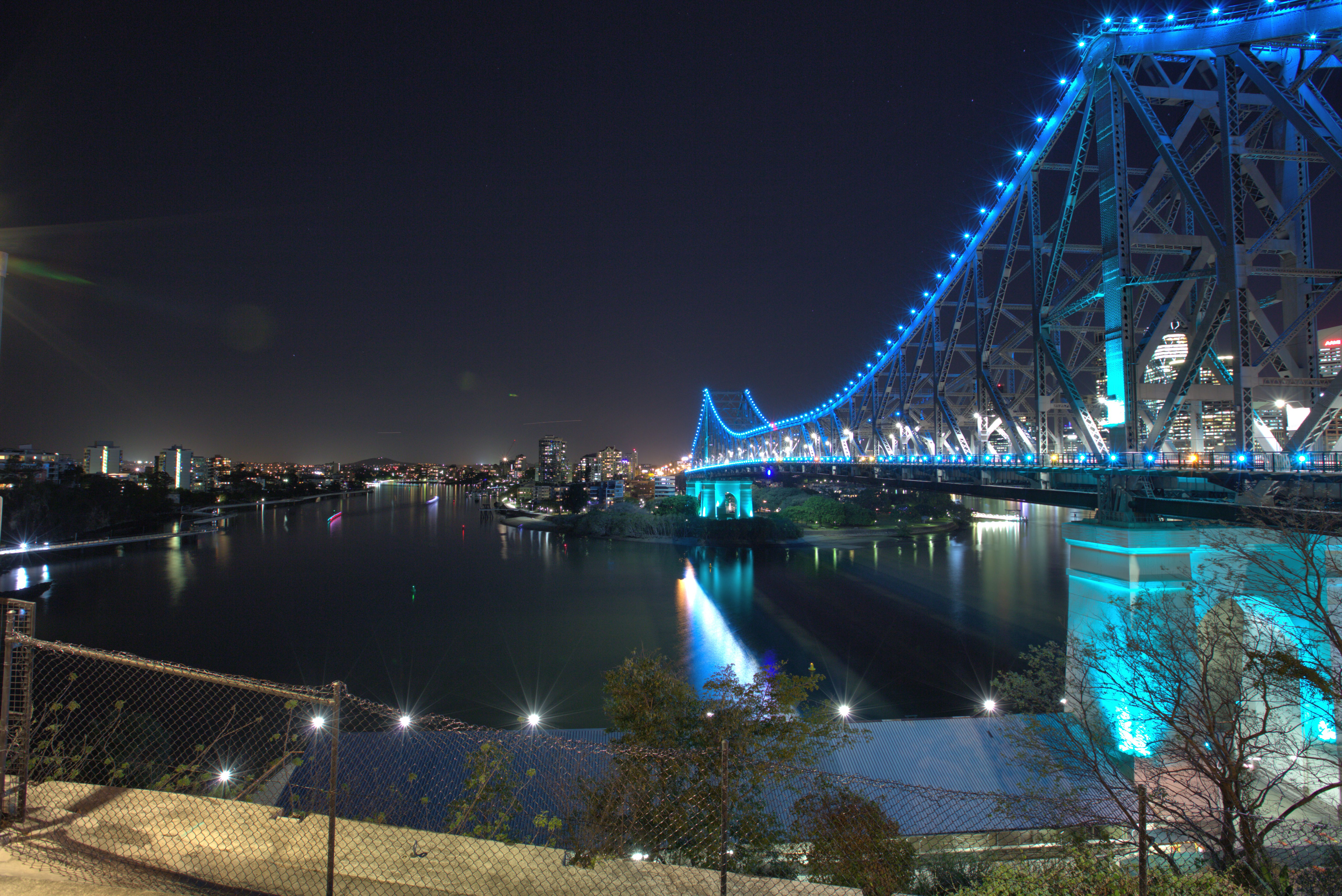
Lo Story Bridge di Brisbane (Australia) illuminato in blu durante una campagna di consapevolezza per il carcinoma dell'ovaio.